# Lasker - Bauer
Cet article utilise la notation algébrique pour décrire des coups du jeu d'échecs.

Animation de la partie d'échecs Lasker contre Bauer.

La partie d'échecs Lasker - Bauer est une remarquable partie d'échecs jouée à Amsterdam en août 1889 par Emanuel Lasker, futur champion du monde, et Johann Bauer, un maître autrichien.

## Contexte
La partie est jouée tout au début de la carrière de Lasker, dans la première ronde du tournoi d'Amsterdam 1889, le premier tournoi international auquel il prend part. Lasker termine le tournoi en deuxième place, derrière Amos Burn et devant James Mason et Isidor Gunsberg entre autres. Bauer termine 6e des neuf participants avec 3½/8.
Le même sacrifice est survenu dans une partie antérieure, mais il n'était pas correct et Owen, qui offrait le sacrifice, a perdu la partie. Néanmoins, la partie peut avoir inspiré Lasker.
Ce thème a été exploité dans des parties ultérieures, les plus notables étant les parties Aaron Nimzovitch - Siegbert Tarrasch, Saint-Pétersbourg, 1914 ; Tony Miles - Walter Browne, Lucerne, 1982; et Judit Polgar - Anatoli Karpov, 7e Essent, 2003.

## Partie commentée
|   | a | b | c | d | e | f | g | h |   |
| 8 | Tour noire sur case blanche a8 · Dame noire sur case noire d8 · Tour noire sur case noire f8 · Roi noir sur case blanche g8 · Pion noir sur case noire a7 · Fou noir sur case blanche b7 · Cavalier noir sur case blanche d7 · Fou noir sur case noire e7 · Pion noir sur case blanche f7 · Pion noir sur case noire g7 · Pion noir sur case blanche h7 · Pion noir sur case noire b6 · Pion noir sur case blanche e6 · Cavalier noir sur case noire f6 · Pion noir sur case noire c5 · Pion noir sur case blanche d5 · Pion blanc sur case noire f4 · Pion blanc sur case blanche b3 · Fou blanc sur case blanche d3 · Pion blanc sur case noire e3 · Cavalier blanc sur case blanche f3 · Pion blanc sur case blanche a2 · Fou blanc sur case noire b2 · Pion blanc sur case blanche c2 · Pion blanc sur case noire d2 · Cavalier blanc sur case blanche e2 · Pion blanc sur case blanche g2 · Pion blanc sur case noire h2 · Tour blanche sur case noire a1 · Dame blanche sur case blanche d1 · Tour blanche sur case blanche f1 · Roi blanc sur case noire g1 | Tour noire sur case blanche a8 · Dame noire sur case noire d8 · Tour noire sur case noire f8 · Roi noir sur case blanche g8 · Pion noir sur case noire a7 · Fou noir sur case blanche b7 · Cavalier noir sur case blanche d7 · Fou noir sur case noire e7 · Pion noir sur case blanche f7 · Pion noir sur case noire g7 · Pion noir sur case blanche h7 · Pion noir sur case noire b6 · Pion noir sur case blanche e6 · Cavalier noir sur case noire f6 · Pion noir sur case noire c5 · Pion noir sur case blanche d5 · Pion blanc sur case noire f4 · Pion blanc sur case blanche b3 · Fou blanc sur case blanche d3 · Pion blanc sur case noire e3 · Cavalier blanc sur case blanche f3 · Pion blanc sur case blanche a2 · Fou blanc sur case noire b2 · Pion blanc sur case blanche c2 · Pion blanc sur case noire d2 · Cavalier blanc sur case blanche e2 · Pion blanc sur case blanche g2 · Pion blanc sur case noire h2 · Tour blanche sur case noire a1 · Dame blanche sur case blanche d1 · Tour blanche sur case blanche f1 · Roi blanc sur case noire g1 | Tour noire sur case blanche a8 · Dame noire sur case noire d8 · Tour noire sur case noire f8 · Roi noir sur case blanche g8 · Pion noir sur case noire a7 · Fou noir sur case blanche b7 · Cavalier noir sur case blanche d7 · Fou noir sur case noire e7 · Pion noir sur case blanche f7 · Pion noir sur case noire g7 · Pion noir sur case blanche h7 · Pion noir sur case noire b6 · Pion noir sur case blanche e6 · Cavalier noir sur case noire f6 · Pion noir sur case noire c5 · Pion noir sur case blanche d5 · Pion blanc sur case noire f4 · Pion blanc sur case blanche b3 · Fou blanc sur case blanche d3 · Pion blanc sur case noire e3 · Cavalier blanc sur case blanche f3 · Pion blanc sur case blanche a2 · Fou blanc sur case noire b2 · Pion blanc sur case blanche c2 · Pion blanc sur case noire d2 · Cavalier blanc sur case blanche e2 · Pion blanc sur case blanche g2 · Pion blanc sur case noire h2 · Tour blanche sur case noire a1 · Dame blanche sur case blanche d1 · Tour blanche sur case blanche f1 · Roi blanc sur case noire g1 | Tour noire sur case blanche a8 · Dame noire sur case noire d8 · Tour noire sur case noire f8 · Roi noir sur case blanche g8 · Pion noir sur case noire a7 · Fou noir sur case blanche b7 · Cavalier noir sur case blanche d7 · Fou noir sur case noire e7 · Pion noir sur case blanche f7 · Pion noir sur case noire g7 · Pion noir sur case blanche h7 · Pion noir sur case noire b6 · Pion noir sur case blanche e6 · Cavalier noir sur case noire f6 · Pion noir sur case noire c5 · Pion noir sur case blanche d5 · Pion blanc sur case noire f4 · Pion blanc sur case blanche b3 · Fou blanc sur case blanche d3 · Pion blanc sur case noire e3 · Cavalier blanc sur case blanche f3 · Pion blanc sur case blanche a2 · Fou blanc sur case noire b2 · Pion blanc sur case blanche c2 · Pion blanc sur case noire d2 · Cavalier blanc sur case blanche e2 · Pion blanc sur case blanche g2 · Pion blanc sur case noire h2 · Tour blanche sur case noire a1 · Dame blanche sur case blanche d1 · Tour blanche sur case blanche f1 · Roi blanc sur case noire g1 | Tour noire sur case blanche a8 · Dame noire sur case noire d8 · Tour noire sur case noire f8 · Roi noir sur case blanche g8 · Pion noir sur case noire a7 · Fou noir sur case blanche b7 · Cavalier noir sur case blanche d7 · Fou noir sur case noire e7 · Pion noir sur case blanche f7 · Pion noir sur case noire g7 · Pion noir sur case blanche h7 · Pion noir sur case noire b6 · Pion noir sur case blanche e6 · Cavalier noir sur case noire f6 · Pion noir sur case noire c5 · Pion noir sur case blanche d5 · Pion blanc sur case noire f4 · Pion blanc sur case blanche b3 · Fou blanc sur case blanche d3 · Pion blanc sur case noire e3 · Cavalier blanc sur case blanche f3 · Pion blanc sur case blanche a2 · Fou blanc sur case noire b2 · Pion blanc sur case blanche c2 · Pion blanc sur case noire d2 · Cavalier blanc sur case blanche e2 · Pion blanc sur case blanche g2 · Pion blanc sur case noire h2 · Tour blanche sur case noire a1 · Dame blanche sur case blanche d1 · Tour blanche sur case blanche f1 · Roi blanc sur case noire g1 | Tour noire sur case blanche a8 · Dame noire sur case noire d8 · Tour noire sur case noire f8 · Roi noir sur case blanche g8 · Pion noir sur case noire a7 · Fou noir sur case blanche b7 · Cavalier noir sur case blanche d7 · Fou noir sur case noire e7 · Pion noir sur case blanche f7 · Pion noir sur case noire g7 · Pion noir sur case blanche h7 · Pion noir sur case noire b6 · Pion noir sur case blanche e6 · Cavalier noir sur case noire f6 · Pion noir sur case noire c5 · Pion noir sur case blanche d5 · Pion blanc sur case noire f4 · Pion blanc sur case blanche b3 · Fou blanc sur case blanche d3 · Pion blanc sur case noire e3 · Cavalier blanc sur case blanche f3 · Pion blanc sur case blanche a2 · Fou blanc sur case noire b2 · Pion blanc sur case blanche c2 · Pion blanc sur case noire d2 · Cavalier blanc sur case blanche e2 · Pion blanc sur case blanche g2 · Pion blanc sur case noire h2 · Tour blanche sur case noire a1 · Dame blanche sur case blanche d1 · Tour blanche sur case blanche f1 · Roi blanc sur case noire g1 | Tour noire sur case blanche a8 · Dame noire sur case noire d8 · Tour noire sur case noire f8 · Roi noir sur case blanche g8 · Pion noir sur case noire a7 · Fou noir sur case blanche b7 · Cavalier noir sur case blanche d7 · Fou noir sur case noire e7 · Pion noir sur case blanche f7 · Pion noir sur case noire g7 · Pion noir sur case blanche h7 · Pion noir sur case noire b6 · Pion noir sur case blanche e6 · Cavalier noir sur case noire f6 · Pion noir sur case noire c5 · Pion noir sur case blanche d5 · Pion blanc sur case noire f4 · Pion blanc sur case blanche b3 · Fou blanc sur case blanche d3 · Pion blanc sur case noire e3 · Cavalier blanc sur case blanche f3 · Pion blanc sur case blanche a2 · Fou blanc sur case noire b2 · Pion blanc sur case blanche c2 · Pion blanc sur case noire d2 · Cavalier blanc sur case blanche e2 · Pion blanc sur case blanche g2 · Pion blanc sur case noire h2 · Tour blanche sur case noire a1 · Dame blanche sur case blanche d1 · Tour blanche sur case blanche f1 · Roi blanc sur case noire g1 | Tour noire sur case blanche a8 · Dame noire sur case noire d8 · Tour noire sur case noire f8 · Roi noir sur case blanche g8 · Pion noir sur case noire a7 · Fou noir sur case blanche b7 · Cavalier noir sur case blanche d7 · Fou noir sur case noire e7 · Pion noir sur case blanche f7 · Pion noir sur case noire g7 · Pion noir sur case blanche h7 · Pion noir sur case noire b6 · Pion noir sur case blanche e6 · Cavalier noir sur case noire f6 · Pion noir sur case noire c5 · Pion noir sur case blanche d5 · Pion blanc sur case noire f4 · Pion blanc sur case blanche b3 · Fou blanc sur case blanche d3 · Pion blanc sur case noire e3 · Cavalier blanc sur case blanche f3 · Pion blanc sur case blanche a2 · Fou blanc sur case noire b2 · Pion blanc sur case blanche c2 · Pion blanc sur case noire d2 · Cavalier blanc sur case blanche e2 · Pion blanc sur case blanche g2 · Pion blanc sur case noire h2 · Tour blanche sur case noire a1 · Dame blanche sur case blanche d1 · Tour blanche sur case blanche f1 · Roi blanc sur case noire g1 | 8 |
| 7 | Tour noire sur case blanche a8 · Dame noire sur case noire d8 · Tour noire sur case noire f8 · Roi noir sur case blanche g8 · Pion noir sur case noire a7 · Fou noir sur case blanche b7 · Cavalier noir sur case blanche d7 · Fou noir sur case noire e7 · Pion noir sur case blanche f7 · Pion noir sur case noire g7 · Pion noir sur case blanche h7 · Pion noir sur case noire b6 · Pion noir sur case blanche e6 · Cavalier noir sur case noire f6 · Pion noir sur case noire c5 · Pion noir sur case blanche d5 · Pion blanc sur case noire f4 · Pion blanc sur case blanche b3 · Fou blanc sur case blanche d3 · Pion blanc sur case noire e3 · Cavalier blanc sur case blanche f3 · Pion blanc sur case blanche a2 · Fou blanc sur case noire b2 · Pion blanc sur case blanche c2 · Pion blanc sur case noire d2 · Cavalier blanc sur case blanche e2 · Pion blanc sur case blanche g2 · Pion blanc sur case noire h2 · Tour blanche sur case noire a1 · Dame blanche sur case blanche d1 · Tour blanche sur case blanche f1 · Roi blanc sur case noire g1 | Tour noire sur case blanche a8 · Dame noire sur case noire d8 · Tour noire sur case noire f8 · Roi noir sur case blanche g8 · Pion noir sur case noire a7 · Fou noir sur case blanche b7 · Cavalier noir sur case blanche d7 · Fou noir sur case noire e7 · Pion noir sur case blanche f7 · Pion noir sur case noire g7 · Pion noir sur case blanche h7 · Pion noir sur case noire b6 · Pion noir sur case blanche e6 · Cavalier noir sur case noire f6 · Pion noir sur case noire c5 · Pion noir sur case blanche d5 · Pion blanc sur case noire f4 · Pion blanc sur case blanche b3 · Fou blanc sur case blanche d3 · Pion blanc sur case noire e3 · Cavalier blanc sur case blanche f3 · Pion blanc sur case blanche a2 · Fou blanc sur case noire b2 · Pion blanc sur case blanche c2 · Pion blanc sur case noire d2 · Cavalier blanc sur case blanche e2 · Pion blanc sur case blanche g2 · Pion blanc sur case noire h2 · Tour blanche sur case noire a1 · Dame blanche sur case blanche d1 · Tour blanche sur case blanche f1 · Roi blanc sur case noire g1 | Tour noire sur case blanche a8 · Dame noire sur case noire d8 · Tour noire sur case noire f8 · Roi noir sur case blanche g8 · Pion noir sur case noire a7 · Fou noir sur case blanche b7 · Cavalier noir sur case blanche d7 · Fou noir sur case noire e7 · Pion noir sur case blanche f7 · Pion noir sur case noire g7 · Pion noir sur case blanche h7 · Pion noir sur case noire b6 · Pion noir sur case blanche e6 · Cavalier noir sur case noire f6 · Pion noir sur case noire c5 · Pion noir sur case blanche d5 · Pion blanc sur case noire f4 · Pion blanc sur case blanche b3 · Fou blanc sur case blanche d3 · Pion blanc sur case noire e3 · Cavalier blanc sur case blanche f3 · Pion blanc sur case blanche a2 · Fou blanc sur case noire b2 · Pion blanc sur case blanche c2 · Pion blanc sur case noire d2 · Cavalier blanc sur case blanche e2 · Pion blanc sur case blanche g2 · Pion blanc sur case noire h2 · Tour blanche sur case noire a1 · Dame blanche sur case blanche d1 · Tour blanche sur case blanche f1 · Roi blanc sur case noire g1 | Tour noire sur case blanche a8 · Dame noire sur case noire d8 · Tour noire sur case noire f8 · Roi noir sur case blanche g8 · Pion noir sur case noire a7 · Fou noir sur case blanche b7 · Cavalier noir sur case blanche d7 · Fou noir sur case noire e7 · Pion noir sur case blanche f7 · Pion noir sur case noire g7 · Pion noir sur case blanche h7 · Pion noir sur case noire b6 · Pion noir sur case blanche e6 · Cavalier noir sur case noire f6 · Pion noir sur case noire c5 · Pion noir sur case blanche d5 · Pion blanc sur case noire f4 · Pion blanc sur case blanche b3 · Fou blanc sur case blanche d3 · Pion blanc sur case noire e3 · Cavalier blanc sur case blanche f3 · Pion blanc sur case blanche a2 · Fou blanc sur case noire b2 · Pion blanc sur case blanche c2 · Pion blanc sur case noire d2 · Cavalier blanc sur case blanche e2 · Pion blanc sur case blanche g2 · Pion blanc sur case noire h2 · Tour blanche sur case noire a1 · Dame blanche sur case blanche d1 · Tour blanche sur case blanche f1 · Roi blanc sur case noire g1 | Tour noire sur case blanche a8 · Dame noire sur case noire d8 · Tour noire sur case noire f8 · Roi noir sur case blanche g8 · Pion noir sur case noire a7 · Fou noir sur case blanche b7 · Cavalier noir sur case blanche d7 · Fou noir sur case noire e7 · Pion noir sur case blanche f7 · Pion noir sur case noire g7 · Pion noir sur case blanche h7 · Pion noir sur case noire b6 · Pion noir sur case blanche e6 · Cavalier noir sur case noire f6 · Pion noir sur case noire c5 · Pion noir sur case blanche d5 · Pion blanc sur case noire f4 · Pion blanc sur case blanche b3 · Fou blanc sur case blanche d3 · Pion blanc sur case noire e3 · Cavalier blanc sur case blanche f3 · Pion blanc sur case blanche a2 · Fou blanc sur case noire b2 · Pion blanc sur case blanche c2 · Pion blanc sur case noire d2 · Cavalier blanc sur case blanche e2 · Pion blanc sur case blanche g2 · Pion blanc sur case noire h2 · Tour blanche sur case noire a1 · Dame blanche sur case blanche d1 · Tour blanche sur case blanche f1 · Roi blanc sur case noire g1 | Tour noire sur case blanche a8 · Dame noire sur case noire d8 · Tour noire sur case noire f8 · Roi noir sur case blanche g8 · Pion noir sur case noire a7 · Fou noir sur case blanche b7 · Cavalier noir sur case blanche d7 · Fou noir sur case noire e7 · Pion noir sur case blanche f7 · Pion noir sur case noire g7 · Pion noir sur case blanche h7 · Pion noir sur case noire b6 · Pion noir sur case blanche e6 · Cavalier noir sur case noire f6 · Pion noir sur case noire c5 · Pion noir sur case blanche d5 · Pion blanc sur case noire f4 · Pion blanc sur case blanche b3 · Fou blanc sur case blanche d3 · Pion blanc sur case noire e3 · Cavalier blanc sur case blanche f3 · Pion blanc sur case blanche a2 · Fou blanc sur case noire b2 · Pion blanc sur case blanche c2 · Pion blanc sur case noire d2 · Cavalier blanc sur case blanche e2 · Pion blanc sur case blanche g2 · Pion blanc sur case noire h2 · Tour blanche sur case noire a1 · Dame blanche sur case blanche d1 · Tour blanche sur case blanche f1 · Roi blanc sur case noire g1 | Tour noire sur case blanche a8 · Dame noire sur case noire d8 · Tour noire sur case noire f8 · Roi noir sur case blanche g8 · Pion noir sur case noire a7 · Fou noir sur case blanche b7 · Cavalier noir sur case blanche d7 · Fou noir sur case noire e7 · Pion noir sur case blanche f7 · Pion noir sur case noire g7 · Pion noir sur case blanche h7 · Pion noir sur case noire b6 · Pion noir sur case blanche e6 · Cavalier noir sur case noire f6 · Pion noir sur case noire c5 · Pion noir sur case blanche d5 · Pion blanc sur case noire f4 · Pion blanc sur case blanche b3 · Fou blanc sur case blanche d3 · Pion blanc sur case noire e3 · Cavalier blanc sur case blanche f3 · Pion blanc sur case blanche a2 · Fou blanc sur case noire b2 · Pion blanc sur case blanche c2 · Pion blanc sur case noire d2 · Cavalier blanc sur case blanche e2 · Pion blanc sur case blanche g2 · Pion blanc sur case noire h2 · Tour blanche sur case noire a1 · Dame blanche sur case blanche d1 · Tour blanche sur case blanche f1 · Roi blanc sur case noire g1 | Tour noire sur case blanche a8 · Dame noire sur case noire d8 · Tour noire sur case noire f8 · Roi noir sur case blanche g8 · Pion noir sur case noire a7 · Fou noir sur case blanche b7 · Cavalier noir sur case blanche d7 · Fou noir sur case noire e7 · Pion noir sur case blanche f7 · Pion noir sur case noire g7 · Pion noir sur case blanche h7 · Pion noir sur case noire b6 · Pion noir sur case blanche e6 · Cavalier noir sur case noire f6 · Pion noir sur case noire c5 · Pion noir sur case blanche d5 · Pion blanc sur case noire f4 · Pion blanc sur case blanche b3 · Fou blanc sur case blanche d3 · Pion blanc sur case noire e3 · Cavalier blanc sur case blanche f3 · Pion blanc sur case blanche a2 · Fou blanc sur case noire b2 · Pion blanc sur case blanche c2 · Pion blanc sur case noire d2 · Cavalier blanc sur case blanche e2 · Pion blanc sur case blanche g2 · Pion blanc sur case noire h2 · Tour blanche sur case noire a1 · Dame blanche sur case blanche d1 · Tour blanche sur case blanche f1 · Roi blanc sur case noire g1 | 7 |
| 6 | Tour noire sur case blanche a8 · Dame noire sur case noire d8 · Tour noire sur case noire f8 · Roi noir sur case blanche g8 · Pion noir sur case noire a7 · Fou noir sur case blanche b7 · Cavalier noir sur case blanche d7 · Fou noir sur case noire e7 · Pion noir sur case blanche f7 · Pion noir sur case noire g7 · Pion noir sur case blanche h7 · Pion noir sur case noire b6 · Pion noir sur case blanche e6 · Cavalier noir sur case noire f6 · Pion noir sur case noire c5 · Pion noir sur case blanche d5 · Pion blanc sur case noire f4 · Pion blanc sur case blanche b3 · Fou blanc sur case blanche d3 · Pion blanc sur case noire e3 · Cavalier blanc sur case blanche f3 · Pion blanc sur case blanche a2 · Fou blanc sur case noire b2 · Pion blanc sur case blanche c2 · Pion blanc sur case noire d2 · Cavalier blanc sur case blanche e2 · Pion blanc sur case blanche g2 · Pion blanc sur case noire h2 · Tour blanche sur case noire a1 · Dame blanche sur case blanche d1 · Tour blanche sur case blanche f1 · Roi blanc sur case noire g1 | Tour noire sur case blanche a8 · Dame noire sur case noire d8 · Tour noire sur case noire f8 · Roi noir sur case blanche g8 · Pion noir sur case noire a7 · Fou noir sur case blanche b7 · Cavalier noir sur case blanche d7 · Fou noir sur case noire e7 · Pion noir sur case blanche f7 · Pion noir sur case noire g7 · Pion noir sur case blanche h7 · Pion noir sur case noire b6 · Pion noir sur case blanche e6 · Cavalier noir sur case noire f6 · Pion noir sur case noire c5 · Pion noir sur case blanche d5 · Pion blanc sur case noire f4 · Pion blanc sur case blanche b3 · Fou blanc sur case blanche d3 · Pion blanc sur case noire e3 · Cavalier blanc sur case blanche f3 · Pion blanc sur case blanche a2 · Fou blanc sur case noire b2 · Pion blanc sur case blanche c2 · Pion blanc sur case noire d2 · Cavalier blanc sur case blanche e2 · Pion blanc sur case blanche g2 · Pion blanc sur case noire h2 · Tour blanche sur case noire a1 · Dame blanche sur case blanche d1 · Tour blanche sur case blanche f1 · Roi blanc sur case noire g1 | Tour noire sur case blanche a8 · Dame noire sur case noire d8 · Tour noire sur case noire f8 · Roi noir sur case blanche g8 · Pion noir sur case noire a7 · Fou noir sur case blanche b7 · Cavalier noir sur case blanche d7 · Fou noir sur case noire e7 · Pion noir sur case blanche f7 · Pion noir sur case noire g7 · Pion noir sur case blanche h7 · Pion noir sur case noire b6 · Pion noir sur case blanche e6 · Cavalier noir sur case noire f6 · Pion noir sur case noire c5 · Pion noir sur case blanche d5 · Pion blanc sur case noire f4 · Pion blanc sur case blanche b3 · Fou blanc sur case blanche d3 · Pion blanc sur case noire e3 · Cavalier blanc sur case blanche f3 · Pion blanc sur case blanche a2 · Fou blanc sur case noire b2 · Pion blanc sur case blanche c2 · Pion blanc sur case noire d2 · Cavalier blanc sur case blanche e2 · Pion blanc sur case blanche g2 · Pion blanc sur case noire h2 · Tour blanche sur case noire a1 · Dame blanche sur case blanche d1 · Tour blanche sur case blanche f1 · Roi blanc sur case noire g1 | Tour noire sur case blanche a8 · Dame noire sur case noire d8 · Tour noire sur case noire f8 · Roi noir sur case blanche g8 · Pion noir sur case noire a7 · Fou noir sur case blanche b7 · Cavalier noir sur case blanche d7 · Fou noir sur case noire e7 · Pion noir sur case blanche f7 · Pion noir sur case noire g7 · Pion noir sur case blanche h7 · Pion noir sur case noire b6 · Pion noir sur case blanche e6 · Cavalier noir sur case noire f6 · Pion noir sur case noire c5 · Pion noir sur case blanche d5 · Pion blanc sur case noire f4 · Pion blanc sur case blanche b3 · Fou blanc sur case blanche d3 · Pion blanc sur case noire e3 · Cavalier blanc sur case blanche f3 · Pion blanc sur case blanche a2 · Fou blanc sur case noire b2 · Pion blanc sur case blanche c2 · Pion blanc sur case noire d2 · Cavalier blanc sur case blanche e2 · Pion blanc sur case blanche g2 · Pion blanc sur case noire h2 · Tour blanche sur case noire a1 · Dame blanche sur case blanche d1 · Tour blanche sur case blanche f1 · Roi blanc sur case noire g1 | Tour noire sur case blanche a8 · Dame noire sur case noire d8 · Tour noire sur case noire f8 · Roi noir sur case blanche g8 · Pion noir sur case noire a7 · Fou noir sur case blanche b7 · Cavalier noir sur case blanche d7 · Fou noir sur case noire e7 · Pion noir sur case blanche f7 · Pion noir sur case noire g7 · Pion noir sur case blanche h7 · Pion noir sur case noire b6 · Pion noir sur case blanche e6 · Cavalier noir sur case noire f6 · Pion noir sur case noire c5 · Pion noir sur case blanche d5 · Pion blanc sur case noire f4 · Pion blanc sur case blanche b3 · Fou blanc sur case blanche d3 · Pion blanc sur case noire e3 · Cavalier blanc sur case blanche f3 · Pion blanc sur case blanche a2 · Fou blanc sur case noire b2 · Pion blanc sur case blanche c2 · Pion blanc sur case noire d2 · Cavalier blanc sur case blanche e2 · Pion blanc sur case blanche g2 · Pion blanc sur case noire h2 · Tour blanche sur case noire a1 · Dame blanche sur case blanche d1 · Tour blanche sur case blanche f1 · Roi blanc sur case noire g1 | Tour noire sur case blanche a8 · Dame noire sur case noire d8 · Tour noire sur case noire f8 · Roi noir sur case blanche g8 · Pion noir sur case noire a7 · Fou noir sur case blanche b7 · Cavalier noir sur case blanche d7 · Fou noir sur case noire e7 · Pion noir sur case blanche f7 · Pion noir sur case noire g7 · Pion noir sur case blanche h7 · Pion noir sur case noire b6 · Pion noir sur case blanche e6 · Cavalier noir sur case noire f6 · Pion noir sur case noire c5 · Pion noir sur case blanche d5 · Pion blanc sur case noire f4 · Pion blanc sur case blanche b3 · Fou blanc sur case blanche d3 · Pion blanc sur case noire e3 · Cavalier blanc sur case blanche f3 · Pion blanc sur case blanche a2 · Fou blanc sur case noire b2 · Pion blanc sur case blanche c2 · Pion blanc sur case noire d2 · Cavalier blanc sur case blanche e2 · Pion blanc sur case blanche g2 · Pion blanc sur case noire h2 · Tour blanche sur case noire a1 · Dame blanche sur case blanche d1 · Tour blanche sur case blanche f1 · Roi blanc sur case noire g1 | Tour noire sur case blanche a8 · Dame noire sur case noire d8 · Tour noire sur case noire f8 · Roi noir sur case blanche g8 · Pion noir sur case noire a7 · Fou noir sur case blanche b7 · Cavalier noir sur case blanche d7 · Fou noir sur case noire e7 · Pion noir sur case blanche f7 · Pion noir sur case noire g7 · Pion noir sur case blanche h7 · Pion noir sur case noire b6 · Pion noir sur case blanche e6 · Cavalier noir sur case noire f6 · Pion noir sur case noire c5 · Pion noir sur case blanche d5 · Pion blanc sur case noire f4 · Pion blanc sur case blanche b3 · Fou blanc sur case blanche d3 · Pion blanc sur case noire e3 · Cavalier blanc sur case blanche f3 · Pion blanc sur case blanche a2 · Fou blanc sur case noire b2 · Pion blanc sur case blanche c2 · Pion blanc sur case noire d2 · Cavalier blanc sur case blanche e2 · Pion blanc sur case blanche g2 · Pion blanc sur case noire h2 · Tour blanche sur case noire a1 · Dame blanche sur case blanche d1 · Tour blanche sur case blanche f1 · Roi blanc sur case noire g1 | Tour noire sur case blanche a8 · Dame noire sur case noire d8 · Tour noire sur case noire f8 · Roi noir sur case blanche g8 · Pion noir sur case noire a7 · Fou noir sur case blanche b7 · Cavalier noir sur case blanche d7 · Fou noir sur case noire e7 · Pion noir sur case blanche f7 · Pion noir sur case noire g7 · Pion noir sur case blanche h7 · Pion noir sur case noire b6 · Pion noir sur case blanche e6 · Cavalier noir sur case noire f6 · Pion noir sur case noire c5 · Pion noir sur case blanche d5 · Pion blanc sur case noire f4 · Pion blanc sur case blanche b3 · Fou blanc sur case blanche d3 · Pion blanc sur case noire e3 · Cavalier blanc sur case blanche f3 · Pion blanc sur case blanche a2 · Fou blanc sur case noire b2 · Pion blanc sur case blanche c2 · Pion blanc sur case noire d2 · Cavalier blanc sur case blanche e2 · Pion blanc sur case blanche g2 · Pion blanc sur case noire h2 · Tour blanche sur case noire a1 · Dame blanche sur case blanche d1 · Tour blanche sur case blanche f1 · Roi blanc sur case noire g1 | 6 |
| 5 | Tour noire sur case blanche a8 · Dame noire sur case noire d8 · Tour noire sur case noire f8 · Roi noir sur case blanche g8 · Pion noir sur case noire a7 · Fou noir sur case blanche b7 · Cavalier noir sur case blanche d7 · Fou noir sur case noire e7 · Pion noir sur case blanche f7 · Pion noir sur case noire g7 · Pion noir sur case blanche h7 · Pion noir sur case noire b6 · Pion noir sur case blanche e6 · Cavalier noir sur case noire f6 · Pion noir sur case noire c5 · Pion noir sur case blanche d5 · Pion blanc sur case noire f4 · Pion blanc sur case blanche b3 · Fou blanc sur case blanche d3 · Pion blanc sur case noire e3 · Cavalier blanc sur case blanche f3 · Pion blanc sur case blanche a2 · Fou blanc sur case noire b2 · Pion blanc sur case blanche c2 · Pion blanc sur case noire d2 · Cavalier blanc sur case blanche e2 · Pion blanc sur case blanche g2 · Pion blanc sur case noire h2 · Tour blanche sur case noire a1 · Dame blanche sur case blanche d1 · Tour blanche sur case blanche f1 · Roi blanc sur case noire g1 | Tour noire sur case blanche a8 · Dame noire sur case noire d8 · Tour noire sur case noire f8 · Roi noir sur case blanche g8 · Pion noir sur case noire a7 · Fou noir sur case blanche b7 · Cavalier noir sur case blanche d7 · Fou noir sur case noire e7 · Pion noir sur case blanche f7 · Pion noir sur case noire g7 · Pion noir sur case blanche h7 · Pion noir sur case noire b6 · Pion noir sur case blanche e6 · Cavalier noir sur case noire f6 · Pion noir sur case noire c5 · Pion noir sur case blanche d5 · Pion blanc sur case noire f4 · Pion blanc sur case blanche b3 · Fou blanc sur case blanche d3 · Pion blanc sur case noire e3 · Cavalier blanc sur case blanche f3 · Pion blanc sur case blanche a2 · Fou blanc sur case noire b2 · Pion blanc sur case blanche c2 · Pion blanc sur case noire d2 · Cavalier blanc sur case blanche e2 · Pion blanc sur case blanche g2 · Pion blanc sur case noire h2 · Tour blanche sur case noire a1 · Dame blanche sur case blanche d1 · Tour blanche sur case blanche f1 · Roi blanc sur case noire g1 | Tour noire sur case blanche a8 · Dame noire sur case noire d8 · Tour noire sur case noire f8 · Roi noir sur case blanche g8 · Pion noir sur case noire a7 · Fou noir sur case blanche b7 · Cavalier noir sur case blanche d7 · Fou noir sur case noire e7 · Pion noir sur case blanche f7 · Pion noir sur case noire g7 · Pion noir sur case blanche h7 · Pion noir sur case noire b6 · Pion noir sur case blanche e6 · Cavalier noir sur case noire f6 · Pion noir sur case noire c5 · Pion noir sur case blanche d5 · Pion blanc sur case noire f4 · Pion blanc sur case blanche b3 · Fou blanc sur case blanche d3 · Pion blanc sur case noire e3 · Cavalier blanc sur case blanche f3 · Pion blanc sur case blanche a2 · Fou blanc sur case noire b2 · Pion blanc sur case blanche c2 · Pion blanc sur case noire d2 · Cavalier blanc sur case blanche e2 · Pion blanc sur case blanche g2 · Pion blanc sur case noire h2 · Tour blanche sur case noire a1 · Dame blanche sur case blanche d1 · Tour blanche sur case blanche f1 · Roi blanc sur case noire g1 | Tour noire sur case blanche a8 · Dame noire sur case noire d8 · Tour noire sur case noire f8 · Roi noir sur case blanche g8 · Pion noir sur case noire a7 · Fou noir sur case blanche b7 · Cavalier noir sur case blanche d7 · Fou noir sur case noire e7 · Pion noir sur case blanche f7 · Pion noir sur case noire g7 · Pion noir sur case blanche h7 · Pion noir sur case noire b6 · Pion noir sur case blanche e6 · Cavalier noir sur case noire f6 · Pion noir sur case noire c5 · Pion noir sur case blanche d5 · Pion blanc sur case noire f4 · Pion blanc sur case blanche b3 · Fou blanc sur case blanche d3 · Pion blanc sur case noire e3 · Cavalier blanc sur case blanche f3 · Pion blanc sur case blanche a2 · Fou blanc sur case noire b2 · Pion blanc sur case blanche c2 · Pion blanc sur case noire d2 · Cavalier blanc sur case blanche e2 · Pion blanc sur case blanche g2 · Pion blanc sur case noire h2 · Tour blanche sur case noire a1 · Dame blanche sur case blanche d1 · Tour blanche sur case blanche f1 · Roi blanc sur case noire g1 | Tour noire sur case blanche a8 · Dame noire sur case noire d8 · Tour noire sur case noire f8 · Roi noir sur case blanche g8 · Pion noir sur case noire a7 · Fou noir sur case blanche b7 · Cavalier noir sur case blanche d7 · Fou noir sur case noire e7 · Pion noir sur case blanche f7 · Pion noir sur case noire g7 · Pion noir sur case blanche h7 · Pion noir sur case noire b6 · Pion noir sur case blanche e6 · Cavalier noir sur case noire f6 · Pion noir sur case noire c5 · Pion noir sur case blanche d5 · Pion blanc sur case noire f4 · Pion blanc sur case blanche b3 · Fou blanc sur case blanche d3 · Pion blanc sur case noire e3 · Cavalier blanc sur case blanche f3 · Pion blanc sur case blanche a2 · Fou blanc sur case noire b2 · Pion blanc sur case blanche c2 · Pion blanc sur case noire d2 · Cavalier blanc sur case blanche e2 · Pion blanc sur case blanche g2 · Pion blanc sur case noire h2 · Tour blanche sur case noire a1 · Dame blanche sur case blanche d1 · Tour blanche sur case blanche f1 · Roi blanc sur case noire g1 | Tour noire sur case blanche a8 · Dame noire sur case noire d8 · Tour noire sur case noire f8 · Roi noir sur case blanche g8 · Pion noir sur case noire a7 · Fou noir sur case blanche b7 · Cavalier noir sur case blanche d7 · Fou noir sur case noire e7 · Pion noir sur case blanche f7 · Pion noir sur case noire g7 · Pion noir sur case blanche h7 · Pion noir sur case noire b6 · Pion noir sur case blanche e6 · Cavalier noir sur case noire f6 · Pion noir sur case noire c5 · Pion noir sur case blanche d5 · Pion blanc sur case noire f4 · Pion blanc sur case blanche b3 · Fou blanc sur case blanche d3 · Pion blanc sur case noire e3 · Cavalier blanc sur case blanche f3 · Pion blanc sur case blanche a2 · Fou blanc sur case noire b2 · Pion blanc sur case blanche c2 · Pion blanc sur case noire d2 · Cavalier blanc sur case blanche e2 · Pion blanc sur case blanche g2 · Pion blanc sur case noire h2 · Tour blanche sur case noire a1 · Dame blanche sur case blanche d1 · Tour blanche sur case blanche f1 · Roi blanc sur case noire g1 | Tour noire sur case blanche a8 · Dame noire sur case noire d8 · Tour noire sur case noire f8 · Roi noir sur case blanche g8 · Pion noir sur case noire a7 · Fou noir sur case blanche b7 · Cavalier noir sur case blanche d7 · Fou noir sur case noire e7 · Pion noir sur case blanche f7 · Pion noir sur case noire g7 · Pion noir sur case blanche h7 · Pion noir sur case noire b6 · Pion noir sur case blanche e6 · Cavalier noir sur case noire f6 · Pion noir sur case noire c5 · Pion noir sur case blanche d5 · Pion blanc sur case noire f4 · Pion blanc sur case blanche b3 · Fou blanc sur case blanche d3 · Pion blanc sur case noire e3 · Cavalier blanc sur case blanche f3 · Pion blanc sur case blanche a2 · Fou blanc sur case noire b2 · Pion blanc sur case blanche c2 · Pion blanc sur case noire d2 · Cavalier blanc sur case blanche e2 · Pion blanc sur case blanche g2 · Pion blanc sur case noire h2 · Tour blanche sur case noire a1 · Dame blanche sur case blanche d1 · Tour blanche sur case blanche f1 · Roi blanc sur case noire g1 | Tour noire sur case blanche a8 · Dame noire sur case noire d8 · Tour noire sur case noire f8 · Roi noir sur case blanche g8 · Pion noir sur case noire a7 · Fou noir sur case blanche b7 · Cavalier noir sur case blanche d7 · Fou noir sur case noire e7 · Pion noir sur case blanche f7 · Pion noir sur case noire g7 · Pion noir sur case blanche h7 · Pion noir sur case noire b6 · Pion noir sur case blanche e6 · Cavalier noir sur case noire f6 · Pion noir sur case noire c5 · Pion noir sur case blanche d5 · Pion blanc sur case noire f4 · Pion blanc sur case blanche b3 · Fou blanc sur case blanche d3 · Pion blanc sur case noire e3 · Cavalier blanc sur case blanche f3 · Pion blanc sur case blanche a2 · Fou blanc sur case noire b2 · Pion blanc sur case blanche c2 · Pion blanc sur case noire d2 · Cavalier blanc sur case blanche e2 · Pion blanc sur case blanche g2 · Pion blanc sur case noire h2 · Tour blanche sur case noire a1 · Dame blanche sur case blanche d1 · Tour blanche sur case blanche f1 · Roi blanc sur case noire g1 | 5 |
| 4 | Tour noire sur case blanche a8 · Dame noire sur case noire d8 · Tour noire sur case noire f8 · Roi noir sur case blanche g8 · Pion noir sur case noire a7 · Fou noir sur case blanche b7 · Cavalier noir sur case blanche d7 · Fou noir sur case noire e7 · Pion noir sur case blanche f7 · Pion noir sur case noire g7 · Pion noir sur case blanche h7 · Pion noir sur case noire b6 · Pion noir sur case blanche e6 · Cavalier noir sur case noire f6 · Pion noir sur case noire c5 · Pion noir sur case blanche d5 · Pion blanc sur case noire f4 · Pion blanc sur case blanche b3 · Fou blanc sur case blanche d3 · Pion blanc sur case noire e3 · Cavalier blanc sur case blanche f3 · Pion blanc sur case blanche a2 · Fou blanc sur case noire b2 · Pion blanc sur case blanche c2 · Pion blanc sur case noire d2 · Cavalier blanc sur case blanche e2 · Pion blanc sur case blanche g2 · Pion blanc sur case noire h2 · Tour blanche sur case noire a1 · Dame blanche sur case blanche d1 · Tour blanche sur case blanche f1 · Roi blanc sur case noire g1 | Tour noire sur case blanche a8 · Dame noire sur case noire d8 · Tour noire sur case noire f8 · Roi noir sur case blanche g8 · Pion noir sur case noire a7 · Fou noir sur case blanche b7 · Cavalier noir sur case blanche d7 · Fou noir sur case noire e7 · Pion noir sur case blanche f7 · Pion noir sur case noire g7 · Pion noir sur case blanche h7 · Pion noir sur case noire b6 · Pion noir sur case blanche e6 · Cavalier noir sur case noire f6 · Pion noir sur case noire c5 · Pion noir sur case blanche d5 · Pion blanc sur case noire f4 · Pion blanc sur case blanche b3 · Fou blanc sur case blanche d3 · Pion blanc sur case noire e3 · Cavalier blanc sur case blanche f3 · Pion blanc sur case blanche a2 · Fou blanc sur case noire b2 · Pion blanc sur case blanche c2 · Pion blanc sur case noire d2 · Cavalier blanc sur case blanche e2 · Pion blanc sur case blanche g2 · Pion blanc sur case noire h2 · Tour blanche sur case noire a1 · Dame blanche sur case blanche d1 · Tour blanche sur case blanche f1 · Roi blanc sur case noire g1 | Tour noire sur case blanche a8 · Dame noire sur case noire d8 · Tour noire sur case noire f8 · Roi noir sur case blanche g8 · Pion noir sur case noire a7 · Fou noir sur case blanche b7 · Cavalier noir sur case blanche d7 · Fou noir sur case noire e7 · Pion noir sur case blanche f7 · Pion noir sur case noire g7 · Pion noir sur case blanche h7 · Pion noir sur case noire b6 · Pion noir sur case blanche e6 · Cavalier noir sur case noire f6 · Pion noir sur case noire c5 · Pion noir sur case blanche d5 · Pion blanc sur case noire f4 · Pion blanc sur case blanche b3 · Fou blanc sur case blanche d3 · Pion blanc sur case noire e3 · Cavalier blanc sur case blanche f3 · Pion blanc sur case blanche a2 · Fou blanc sur case noire b2 · Pion blanc sur case blanche c2 · Pion blanc sur case noire d2 · Cavalier blanc sur case blanche e2 · Pion blanc sur case blanche g2 · Pion blanc sur case noire h2 · Tour blanche sur case noire a1 · Dame blanche sur case blanche d1 · Tour blanche sur case blanche f1 · Roi blanc sur case noire g1 | Tour noire sur case blanche a8 · Dame noire sur case noire d8 · Tour noire sur case noire f8 · Roi noir sur case blanche g8 · Pion noir sur case noire a7 · Fou noir sur case blanche b7 · Cavalier noir sur case blanche d7 · Fou noir sur case noire e7 · Pion noir sur case blanche f7 · Pion noir sur case noire g7 · Pion noir sur case blanche h7 · Pion noir sur case noire b6 · Pion noir sur case blanche e6 · Cavalier noir sur case noire f6 · Pion noir sur case noire c5 · Pion noir sur case blanche d5 · Pion blanc sur case noire f4 · Pion blanc sur case blanche b3 · Fou blanc sur case blanche d3 · Pion blanc sur case noire e3 · Cavalier blanc sur case blanche f3 · Pion blanc sur case blanche a2 · Fou blanc sur case noire b2 · Pion blanc sur case blanche c2 · Pion blanc sur case noire d2 · Cavalier blanc sur case blanche e2 · Pion blanc sur case blanche g2 · Pion blanc sur case noire h2 · Tour blanche sur case noire a1 · Dame blanche sur case blanche d1 · Tour blanche sur case blanche f1 · Roi blanc sur case noire g1 | Tour noire sur case blanche a8 · Dame noire sur case noire d8 · Tour noire sur case noire f8 · Roi noir sur case blanche g8 · Pion noir sur case noire a7 · Fou noir sur case blanche b7 · Cavalier noir sur case blanche d7 · Fou noir sur case noire e7 · Pion noir sur case blanche f7 · Pion noir sur case noire g7 · Pion noir sur case blanche h7 · Pion noir sur case noire b6 · Pion noir sur case blanche e6 · Cavalier noir sur case noire f6 · Pion noir sur case noire c5 · Pion noir sur case blanche d5 · Pion blanc sur case noire f4 · Pion blanc sur case blanche b3 · Fou blanc sur case blanche d3 · Pion blanc sur case noire e3 · Cavalier blanc sur case blanche f3 · Pion blanc sur case blanche a2 · Fou blanc sur case noire b2 · Pion blanc sur case blanche c2 · Pion blanc sur case noire d2 · Cavalier blanc sur case blanche e2 · Pion blanc sur case blanche g2 · Pion blanc sur case noire h2 · Tour blanche sur case noire a1 · Dame blanche sur case blanche d1 · Tour blanche sur case blanche f1 · Roi blanc sur case noire g1 | Tour noire sur case blanche a8 · Dame noire sur case noire d8 · Tour noire sur case noire f8 · Roi noir sur case blanche g8 · Pion noir sur case noire a7 · Fou noir sur case blanche b7 · Cavalier noir sur case blanche d7 · Fou noir sur case noire e7 · Pion noir sur case blanche f7 · Pion noir sur case noire g7 · Pion noir sur case blanche h7 · Pion noir sur case noire b6 · Pion noir sur case blanche e6 · Cavalier noir sur case noire f6 · Pion noir sur case noire c5 · Pion noir sur case blanche d5 · Pion blanc sur case noire f4 · Pion blanc sur case blanche b3 · Fou blanc sur case blanche d3 · Pion blanc sur case noire e3 · Cavalier blanc sur case blanche f3 · Pion blanc sur case blanche a2 · Fou blanc sur case noire b2 · Pion blanc sur case blanche c2 · Pion blanc sur case noire d2 · Cavalier blanc sur case blanche e2 · Pion blanc sur case blanche g2 · Pion blanc sur case noire h2 · Tour blanche sur case noire a1 · Dame blanche sur case blanche d1 · Tour blanche sur case blanche f1 · Roi blanc sur case noire g1 | Tour noire sur case blanche a8 · Dame noire sur case noire d8 · Tour noire sur case noire f8 · Roi noir sur case blanche g8 · Pion noir sur case noire a7 · Fou noir sur case blanche b7 · Cavalier noir sur case blanche d7 · Fou noir sur case noire e7 · Pion noir sur case blanche f7 · Pion noir sur case noire g7 · Pion noir sur case blanche h7 · Pion noir sur case noire b6 · Pion noir sur case blanche e6 · Cavalier noir sur case noire f6 · Pion noir sur case noire c5 · Pion noir sur case blanche d5 · Pion blanc sur case noire f4 · Pion blanc sur case blanche b3 · Fou blanc sur case blanche d3 · Pion blanc sur case noire e3 · Cavalier blanc sur case blanche f3 · Pion blanc sur case blanche a2 · Fou blanc sur case noire b2 · Pion blanc sur case blanche c2 · Pion blanc sur case noire d2 · Cavalier blanc sur case blanche e2 · Pion blanc sur case blanche g2 · Pion blanc sur case noire h2 · Tour blanche sur case noire a1 · Dame blanche sur case blanche d1 · Tour blanche sur case blanche f1 · Roi blanc sur case noire g1 | Tour noire sur case blanche a8 · Dame noire sur case noire d8 · Tour noire sur case noire f8 · Roi noir sur case blanche g8 · Pion noir sur case noire a7 · Fou noir sur case blanche b7 · Cavalier noir sur case blanche d7 · Fou noir sur case noire e7 · Pion noir sur case blanche f7 · Pion noir sur case noire g7 · Pion noir sur case blanche h7 · Pion noir sur case noire b6 · Pion noir sur case blanche e6 · Cavalier noir sur case noire f6 · Pion noir sur case noire c5 · Pion noir sur case blanche d5 · Pion blanc sur case noire f4 · Pion blanc sur case blanche b3 · Fou blanc sur case blanche d3 · Pion blanc sur case noire e3 · Cavalier blanc sur case blanche f3 · Pion blanc sur case blanche a2 · Fou blanc sur case noire b2 · Pion blanc sur case blanche c2 · Pion blanc sur case noire d2 · Cavalier blanc sur case blanche e2 · Pion blanc sur case blanche g2 · Pion blanc sur case noire h2 · Tour blanche sur case noire a1 · Dame blanche sur case blanche d1 · Tour blanche sur case blanche f1 · Roi blanc sur case noire g1 | 4 |
| 3 | Tour noire sur case blanche a8 · Dame noire sur case noire d8 · Tour noire sur case noire f8 · Roi noir sur case blanche g8 · Pion noir sur case noire a7 · Fou noir sur case blanche b7 · Cavalier noir sur case blanche d7 · Fou noir sur case noire e7 · Pion noir sur case blanche f7 · Pion noir sur case noire g7 · Pion noir sur case blanche h7 · Pion noir sur case noire b6 · Pion noir sur case blanche e6 · Cavalier noir sur case noire f6 · Pion noir sur case noire c5 · Pion noir sur case blanche d5 · Pion blanc sur case noire f4 · Pion blanc sur case blanche b3 · Fou blanc sur case blanche d3 · Pion blanc sur case noire e3 · Cavalier blanc sur case blanche f3 · Pion blanc sur case blanche a2 · Fou blanc sur case noire b2 · Pion blanc sur case blanche c2 · Pion blanc sur case noire d2 · Cavalier blanc sur case blanche e2 · Pion blanc sur case blanche g2 · Pion blanc sur case noire h2 · Tour blanche sur case noire a1 · Dame blanche sur case blanche d1 · Tour blanche sur case blanche f1 · Roi blanc sur case noire g1 | Tour noire sur case blanche a8 · Dame noire sur case noire d8 · Tour noire sur case noire f8 · Roi noir sur case blanche g8 · Pion noir sur case noire a7 · Fou noir sur case blanche b7 · Cavalier noir sur case blanche d7 · Fou noir sur case noire e7 · Pion noir sur case blanche f7 · Pion noir sur case noire g7 · Pion noir sur case blanche h7 · Pion noir sur case noire b6 · Pion noir sur case blanche e6 · Cavalier noir sur case noire f6 · Pion noir sur case noire c5 · Pion noir sur case blanche d5 · Pion blanc sur case noire f4 · Pion blanc sur case blanche b3 · Fou blanc sur case blanche d3 · Pion blanc sur case noire e3 · Cavalier blanc sur case blanche f3 · Pion blanc sur case blanche a2 · Fou blanc sur case noire b2 · Pion blanc sur case blanche c2 · Pion blanc sur case noire d2 · Cavalier blanc sur case blanche e2 · Pion blanc sur case blanche g2 · Pion blanc sur case noire h2 · Tour blanche sur case noire a1 · Dame blanche sur case blanche d1 · Tour blanche sur case blanche f1 · Roi blanc sur case noire g1 | Tour noire sur case blanche a8 · Dame noire sur case noire d8 · Tour noire sur case noire f8 · Roi noir sur case blanche g8 · Pion noir sur case noire a7 · Fou noir sur case blanche b7 · Cavalier noir sur case blanche d7 · Fou noir sur case noire e7 · Pion noir sur case blanche f7 · Pion noir sur case noire g7 · Pion noir sur case blanche h7 · Pion noir sur case noire b6 · Pion noir sur case blanche e6 · Cavalier noir sur case noire f6 · Pion noir sur case noire c5 · Pion noir sur case blanche d5 · Pion blanc sur case noire f4 · Pion blanc sur case blanche b3 · Fou blanc sur case blanche d3 · Pion blanc sur case noire e3 · Cavalier blanc sur case blanche f3 · Pion blanc sur case blanche a2 · Fou blanc sur case noire b2 · Pion blanc sur case blanche c2 · Pion blanc sur case noire d2 · Cavalier blanc sur case blanche e2 · Pion blanc sur case blanche g2 · Pion blanc sur case noire h2 · Tour blanche sur case noire a1 · Dame blanche sur case blanche d1 · Tour blanche sur case blanche f1 · Roi blanc sur case noire g1 | Tour noire sur case blanche a8 · Dame noire sur case noire d8 · Tour noire sur case noire f8 · Roi noir sur case blanche g8 · Pion noir sur case noire a7 · Fou noir sur case blanche b7 · Cavalier noir sur case blanche d7 · Fou noir sur case noire e7 · Pion noir sur case blanche f7 · Pion noir sur case noire g7 · Pion noir sur case blanche h7 · Pion noir sur case noire b6 · Pion noir sur case blanche e6 · Cavalier noir sur case noire f6 · Pion noir sur case noire c5 · Pion noir sur case blanche d5 · Pion blanc sur case noire f4 · Pion blanc sur case blanche b3 · Fou blanc sur case blanche d3 · Pion blanc sur case noire e3 · Cavalier blanc sur case blanche f3 · Pion blanc sur case blanche a2 · Fou blanc sur case noire b2 · Pion blanc sur case blanche c2 · Pion blanc sur case noire d2 · Cavalier blanc sur case blanche e2 · Pion blanc sur case blanche g2 · Pion blanc sur case noire h2 · Tour blanche sur case noire a1 · Dame blanche sur case blanche d1 · Tour blanche sur case blanche f1 · Roi blanc sur case noire g1 | Tour noire sur case blanche a8 · Dame noire sur case noire d8 · Tour noire sur case noire f8 · Roi noir sur case blanche g8 · Pion noir sur case noire a7 · Fou noir sur case blanche b7 · Cavalier noir sur case blanche d7 · Fou noir sur case noire e7 · Pion noir sur case blanche f7 · Pion noir sur case noire g7 · Pion noir sur case blanche h7 · Pion noir sur case noire b6 · Pion noir sur case blanche e6 · Cavalier noir sur case noire f6 · Pion noir sur case noire c5 · Pion noir sur case blanche d5 · Pion blanc sur case noire f4 · Pion blanc sur case blanche b3 · Fou blanc sur case blanche d3 · Pion blanc sur case noire e3 · Cavalier blanc sur case blanche f3 · Pion blanc sur case blanche a2 · Fou blanc sur case noire b2 · Pion blanc sur case blanche c2 · Pion blanc sur case noire d2 · Cavalier blanc sur case blanche e2 · Pion blanc sur case blanche g2 · Pion blanc sur case noire h2 · Tour blanche sur case noire a1 · Dame blanche sur case blanche d1 · Tour blanche sur case blanche f1 · Roi blanc sur case noire g1 | Tour noire sur case blanche a8 · Dame noire sur case noire d8 · Tour noire sur case noire f8 · Roi noir sur case blanche g8 · Pion noir sur case noire a7 · Fou noir sur case blanche b7 · Cavalier noir sur case blanche d7 · Fou noir sur case noire e7 · Pion noir sur case blanche f7 · Pion noir sur case noire g7 · Pion noir sur case blanche h7 · Pion noir sur case noire b6 · Pion noir sur case blanche e6 · Cavalier noir sur case noire f6 · Pion noir sur case noire c5 · Pion noir sur case blanche d5 · Pion blanc sur case noire f4 · Pion blanc sur case blanche b3 · Fou blanc sur case blanche d3 · Pion blanc sur case noire e3 · Cavalier blanc sur case blanche f3 · Pion blanc sur case blanche a2 · Fou blanc sur case noire b2 · Pion blanc sur case blanche c2 · Pion blanc sur case noire d2 · Cavalier blanc sur case blanche e2 · Pion blanc sur case blanche g2 · Pion blanc sur case noire h2 · Tour blanche sur case noire a1 · Dame blanche sur case blanche d1 · Tour blanche sur case blanche f1 · Roi blanc sur case noire g1 | Tour noire sur case blanche a8 · Dame noire sur case noire d8 · Tour noire sur case noire f8 · Roi noir sur case blanche g8 · Pion noir sur case noire a7 · Fou noir sur case blanche b7 · Cavalier noir sur case blanche d7 · Fou noir sur case noire e7 · Pion noir sur case blanche f7 · Pion noir sur case noire g7 · Pion noir sur case blanche h7 · Pion noir sur case noire b6 · Pion noir sur case blanche e6 · Cavalier noir sur case noire f6 · Pion noir sur case noire c5 · Pion noir sur case blanche d5 · Pion blanc sur case noire f4 · Pion blanc sur case blanche b3 · Fou blanc sur case blanche d3 · Pion blanc sur case noire e3 · Cavalier blanc sur case blanche f3 · Pion blanc sur case blanche a2 · Fou blanc sur case noire b2 · Pion blanc sur case blanche c2 · Pion blanc sur case noire d2 · Cavalier blanc sur case blanche e2 · Pion blanc sur case blanche g2 · Pion blanc sur case noire h2 · Tour blanche sur case noire a1 · Dame blanche sur case blanche d1 · Tour blanche sur case blanche f1 · Roi blanc sur case noire g1 | Tour noire sur case blanche a8 · Dame noire sur case noire d8 · Tour noire sur case noire f8 · Roi noir sur case blanche g8 · Pion noir sur case noire a7 · Fou noir sur case blanche b7 · Cavalier noir sur case blanche d7 · Fou noir sur case noire e7 · Pion noir sur case blanche f7 · Pion noir sur case noire g7 · Pion noir sur case blanche h7 · Pion noir sur case noire b6 · Pion noir sur case blanche e6 · Cavalier noir sur case noire f6 · Pion noir sur case noire c5 · Pion noir sur case blanche d5 · Pion blanc sur case noire f4 · Pion blanc sur case blanche b3 · Fou blanc sur case blanche d3 · Pion blanc sur case noire e3 · Cavalier blanc sur case blanche f3 · Pion blanc sur case blanche a2 · Fou blanc sur case noire b2 · Pion blanc sur case blanche c2 · Pion blanc sur case noire d2 · Cavalier blanc sur case blanche e2 · Pion blanc sur case blanche g2 · Pion blanc sur case noire h2 · Tour blanche sur case noire a1 · Dame blanche sur case blanche d1 · Tour blanche sur case blanche f1 · Roi blanc sur case noire g1 | 3 |
| 2 | Tour noire sur case blanche a8 · Dame noire sur case noire d8 · Tour noire sur case noire f8 · Roi noir sur case blanche g8 · Pion noir sur case noire a7 · Fou noir sur case blanche b7 · Cavalier noir sur case blanche d7 · Fou noir sur case noire e7 · Pion noir sur case blanche f7 · Pion noir sur case noire g7 · Pion noir sur case blanche h7 · Pion noir sur case noire b6 · Pion noir sur case blanche e6 · Cavalier noir sur case noire f6 · Pion noir sur case noire c5 · Pion noir sur case blanche d5 · Pion blanc sur case noire f4 · Pion blanc sur case blanche b3 · Fou blanc sur case blanche d3 · Pion blanc sur case noire e3 · Cavalier blanc sur case blanche f3 · Pion blanc sur case blanche a2 · Fou blanc sur case noire b2 · Pion blanc sur case blanche c2 · Pion blanc sur case noire d2 · Cavalier blanc sur case blanche e2 · Pion blanc sur case blanche g2 · Pion blanc sur case noire h2 · Tour blanche sur case noire a1 · Dame blanche sur case blanche d1 · Tour blanche sur case blanche f1 · Roi blanc sur case noire g1 | Tour noire sur case blanche a8 · Dame noire sur case noire d8 · Tour noire sur case noire f8 · Roi noir sur case blanche g8 · Pion noir sur case noire a7 · Fou noir sur case blanche b7 · Cavalier noir sur case blanche d7 · Fou noir sur case noire e7 · Pion noir sur case blanche f7 · Pion noir sur case noire g7 · Pion noir sur case blanche h7 · Pion noir sur case noire b6 · Pion noir sur case blanche e6 · Cavalier noir sur case noire f6 · Pion noir sur case noire c5 · Pion noir sur case blanche d5 · Pion blanc sur case noire f4 · Pion blanc sur case blanche b3 · Fou blanc sur case blanche d3 · Pion blanc sur case noire e3 · Cavalier blanc sur case blanche f3 · Pion blanc sur case blanche a2 · Fou blanc sur case noire b2 · Pion blanc sur case blanche c2 · Pion blanc sur case noire d2 · Cavalier blanc sur case blanche e2 · Pion blanc sur case blanche g2 · Pion blanc sur case noire h2 · Tour blanche sur case noire a1 · Dame blanche sur case blanche d1 · Tour blanche sur case blanche f1 · Roi blanc sur case noire g1 | Tour noire sur case blanche a8 · Dame noire sur case noire d8 · Tour noire sur case noire f8 · Roi noir sur case blanche g8 · Pion noir sur case noire a7 · Fou noir sur case blanche b7 · Cavalier noir sur case blanche d7 · Fou noir sur case noire e7 · Pion noir sur case blanche f7 · Pion noir sur case noire g7 · Pion noir sur case blanche h7 · Pion noir sur case noire b6 · Pion noir sur case blanche e6 · Cavalier noir sur case noire f6 · Pion noir sur case noire c5 · Pion noir sur case blanche d5 · Pion blanc sur case noire f4 · Pion blanc sur case blanche b3 · Fou blanc sur case blanche d3 · Pion blanc sur case noire e3 · Cavalier blanc sur case blanche f3 · Pion blanc sur case blanche a2 · Fou blanc sur case noire b2 · Pion blanc sur case blanche c2 · Pion blanc sur case noire d2 · Cavalier blanc sur case blanche e2 · Pion blanc sur case blanche g2 · Pion blanc sur case noire h2 · Tour blanche sur case noire a1 · Dame blanche sur case blanche d1 · Tour blanche sur case blanche f1 · Roi blanc sur case noire g1 | Tour noire sur case blanche a8 · Dame noire sur case noire d8 · Tour noire sur case noire f8 · Roi noir sur case blanche g8 · Pion noir sur case noire a7 · Fou noir sur case blanche b7 · Cavalier noir sur case blanche d7 · Fou noir sur case noire e7 · Pion noir sur case blanche f7 · Pion noir sur case noire g7 · Pion noir sur case blanche h7 · Pion noir sur case noire b6 · Pion noir sur case blanche e6 · Cavalier noir sur case noire f6 · Pion noir sur case noire c5 · Pion noir sur case blanche d5 · Pion blanc sur case noire f4 · Pion blanc sur case blanche b3 · Fou blanc sur case blanche d3 · Pion blanc sur case noire e3 · Cavalier blanc sur case blanche f3 · Pion blanc sur case blanche a2 · Fou blanc sur case noire b2 · Pion blanc sur case blanche c2 · Pion blanc sur case noire d2 · Cavalier blanc sur case blanche e2 · Pion blanc sur case blanche g2 · Pion blanc sur case noire h2 · Tour blanche sur case noire a1 · Dame blanche sur case blanche d1 · Tour blanche sur case blanche f1 · Roi blanc sur case noire g1 | Tour noire sur case blanche a8 · Dame noire sur case noire d8 · Tour noire sur case noire f8 · Roi noir sur case blanche g8 · Pion noir sur case noire a7 · Fou noir sur case blanche b7 · Cavalier noir sur case blanche d7 · Fou noir sur case noire e7 · Pion noir sur case blanche f7 · Pion noir sur case noire g7 · Pion noir sur case blanche h7 · Pion noir sur case noire b6 · Pion noir sur case blanche e6 · Cavalier noir sur case noire f6 · Pion noir sur case noire c5 · Pion noir sur case blanche d5 · Pion blanc sur case noire f4 · Pion blanc sur case blanche b3 · Fou blanc sur case blanche d3 · Pion blanc sur case noire e3 · Cavalier blanc sur case blanche f3 · Pion blanc sur case blanche a2 · Fou blanc sur case noire b2 · Pion blanc sur case blanche c2 · Pion blanc sur case noire d2 · Cavalier blanc sur case blanche e2 · Pion blanc sur case blanche g2 · Pion blanc sur case noire h2 · Tour blanche sur case noire a1 · Dame blanche sur case blanche d1 · Tour blanche sur case blanche f1 · Roi blanc sur case noire g1 | Tour noire sur case blanche a8 · Dame noire sur case noire d8 · Tour noire sur case noire f8 · Roi noir sur case blanche g8 · Pion noir sur case noire a7 · Fou noir sur case blanche b7 · Cavalier noir sur case blanche d7 · Fou noir sur case noire e7 · Pion noir sur case blanche f7 · Pion noir sur case noire g7 · Pion noir sur case blanche h7 · Pion noir sur case noire b6 · Pion noir sur case blanche e6 · Cavalier noir sur case noire f6 · Pion noir sur case noire c5 · Pion noir sur case blanche d5 · Pion blanc sur case noire f4 · Pion blanc sur case blanche b3 · Fou blanc sur case blanche d3 · Pion blanc sur case noire e3 · Cavalier blanc sur case blanche f3 · Pion blanc sur case blanche a2 · Fou blanc sur case noire b2 · Pion blanc sur case blanche c2 · Pion blanc sur case noire d2 · Cavalier blanc sur case blanche e2 · Pion blanc sur case blanche g2 · Pion blanc sur case noire h2 · Tour blanche sur case noire a1 · Dame blanche sur case blanche d1 · Tour blanche sur case blanche f1 · Roi blanc sur case noire g1 | Tour noire sur case blanche a8 · Dame noire sur case noire d8 · Tour noire sur case noire f8 · Roi noir sur case blanche g8 · Pion noir sur case noire a7 · Fou noir sur case blanche b7 · Cavalier noir sur case blanche d7 · Fou noir sur case noire e7 · Pion noir sur case blanche f7 · Pion noir sur case noire g7 · Pion noir sur case blanche h7 · Pion noir sur case noire b6 · Pion noir sur case blanche e6 · Cavalier noir sur case noire f6 · Pion noir sur case noire c5 · Pion noir sur case blanche d5 · Pion blanc sur case noire f4 · Pion blanc sur case blanche b3 · Fou blanc sur case blanche d3 · Pion blanc sur case noire e3 · Cavalier blanc sur case blanche f3 · Pion blanc sur case blanche a2 · Fou blanc sur case noire b2 · Pion blanc sur case blanche c2 · Pion blanc sur case noire d2 · Cavalier blanc sur case blanche e2 · Pion blanc sur case blanche g2 · Pion blanc sur case noire h2 · Tour blanche sur case noire a1 · Dame blanche sur case blanche d1 · Tour blanche sur case blanche f1 · Roi blanc sur case noire g1 | Tour noire sur case blanche a8 · Dame noire sur case noire d8 · Tour noire sur case noire f8 · Roi noir sur case blanche g8 · Pion noir sur case noire a7 · Fou noir sur case blanche b7 · Cavalier noir sur case blanche d7 · Fou noir sur case noire e7 · Pion noir sur case blanche f7 · Pion noir sur case noire g7 · Pion noir sur case blanche h7 · Pion noir sur case noire b6 · Pion noir sur case blanche e6 · Cavalier noir sur case noire f6 · Pion noir sur case noire c5 · Pion noir sur case blanche d5 · Pion blanc sur case noire f4 · Pion blanc sur case blanche b3 · Fou blanc sur case blanche d3 · Pion blanc sur case noire e3 · Cavalier blanc sur case blanche f3 · Pion blanc sur case blanche a2 · Fou blanc sur case noire b2 · Pion blanc sur case blanche c2 · Pion blanc sur case noire d2 · Cavalier blanc sur case blanche e2 · Pion blanc sur case blanche g2 · Pion blanc sur case noire h2 · Tour blanche sur case noire a1 · Dame blanche sur case blanche d1 · Tour blanche sur case blanche f1 · Roi blanc sur case noire g1 | 2 |
| 1 | Tour noire sur case blanche a8 · Dame noire sur case noire d8 · Tour noire sur case noire f8 · Roi noir sur case blanche g8 · Pion noir sur case noire a7 · Fou noir sur case blanche b7 · Cavalier noir sur case blanche d7 · Fou noir sur case noire e7 · Pion noir sur case blanche f7 · Pion noir sur case noire g7 · Pion noir sur case blanche h7 · Pion noir sur case noire b6 · Pion noir sur case blanche e6 · Cavalier noir sur case noire f6 · Pion noir sur case noire c5 · Pion noir sur case blanche d5 · Pion blanc sur case noire f4 · Pion blanc sur case blanche b3 · Fou blanc sur case blanche d3 · Pion blanc sur case noire e3 · Cavalier blanc sur case blanche f3 · Pion blanc sur case blanche a2 · Fou blanc sur case noire b2 · Pion blanc sur case blanche c2 · Pion blanc sur case noire d2 · Cavalier blanc sur case blanche e2 · Pion blanc sur case blanche g2 · Pion blanc sur case noire h2 · Tour blanche sur case noire a1 · Dame blanche sur case blanche d1 · Tour blanche sur case blanche f1 · Roi blanc sur case noire g1 | Tour noire sur case blanche a8 · Dame noire sur case noire d8 · Tour noire sur case noire f8 · Roi noir sur case blanche g8 · Pion noir sur case noire a7 · Fou noir sur case blanche b7 · Cavalier noir sur case blanche d7 · Fou noir sur case noire e7 · Pion noir sur case blanche f7 · Pion noir sur case noire g7 · Pion noir sur case blanche h7 · Pion noir sur case noire b6 · Pion noir sur case blanche e6 · Cavalier noir sur case noire f6 · Pion noir sur case noire c5 · Pion noir sur case blanche d5 · Pion blanc sur case noire f4 · Pion blanc sur case blanche b3 · Fou blanc sur case blanche d3 · Pion blanc sur case noire e3 · Cavalier blanc sur case blanche f3 · Pion blanc sur case blanche a2 · Fou blanc sur case noire b2 · Pion blanc sur case blanche c2 · Pion blanc sur case noire d2 · Cavalier blanc sur case blanche e2 · Pion blanc sur case blanche g2 · Pion blanc sur case noire h2 · Tour blanche sur case noire a1 · Dame blanche sur case blanche d1 · Tour blanche sur case blanche f1 · Roi blanc sur case noire g1 | Tour noire sur case blanche a8 · Dame noire sur case noire d8 · Tour noire sur case noire f8 · Roi noir sur case blanche g8 · Pion noir sur case noire a7 · Fou noir sur case blanche b7 · Cavalier noir sur case blanche d7 · Fou noir sur case noire e7 · Pion noir sur case blanche f7 · Pion noir sur case noire g7 · Pion noir sur case blanche h7 · Pion noir sur case noire b6 · Pion noir sur case blanche e6 · Cavalier noir sur case noire f6 · Pion noir sur case noire c5 · Pion noir sur case blanche d5 · Pion blanc sur case noire f4 · Pion blanc sur case blanche b3 · Fou blanc sur case blanche d3 · Pion blanc sur case noire e3 · Cavalier blanc sur case blanche f3 · Pion blanc sur case blanche a2 · Fou blanc sur case noire b2 · Pion blanc sur case blanche c2 · Pion blanc sur case noire d2 · Cavalier blanc sur case blanche e2 · Pion blanc sur case blanche g2 · Pion blanc sur case noire h2 · Tour blanche sur case noire a1 · Dame blanche sur case blanche d1 · Tour blanche sur case blanche f1 · Roi blanc sur case noire g1 | Tour noire sur case blanche a8 · Dame noire sur case noire d8 · Tour noire sur case noire f8 · Roi noir sur case blanche g8 · Pion noir sur case noire a7 · Fou noir sur case blanche b7 · Cavalier noir sur case blanche d7 · Fou noir sur case noire e7 · Pion noir sur case blanche f7 · Pion noir sur case noire g7 · Pion noir sur case blanche h7 · Pion noir sur case noire b6 · Pion noir sur case blanche e6 · Cavalier noir sur case noire f6 · Pion noir sur case noire c5 · Pion noir sur case blanche d5 · Pion blanc sur case noire f4 · Pion blanc sur case blanche b3 · Fou blanc sur case blanche d3 · Pion blanc sur case noire e3 · Cavalier blanc sur case blanche f3 · Pion blanc sur case blanche a2 · Fou blanc sur case noire b2 · Pion blanc sur case blanche c2 · Pion blanc sur case noire d2 · Cavalier blanc sur case blanche e2 · Pion blanc sur case blanche g2 · Pion blanc sur case noire h2 · Tour blanche sur case noire a1 · Dame blanche sur case blanche d1 · Tour blanche sur case blanche f1 · Roi blanc sur case noire g1 | Tour noire sur case blanche a8 · Dame noire sur case noire d8 · Tour noire sur case noire f8 · Roi noir sur case blanche g8 · Pion noir sur case noire a7 · Fou noir sur case blanche b7 · Cavalier noir sur case blanche d7 · Fou noir sur case noire e7 · Pion noir sur case blanche f7 · Pion noir sur case noire g7 · Pion noir sur case blanche h7 · Pion noir sur case noire b6 · Pion noir sur case blanche e6 · Cavalier noir sur case noire f6 · Pion noir sur case noire c5 · Pion noir sur case blanche d5 · Pion blanc sur case noire f4 · Pion blanc sur case blanche b3 · Fou blanc sur case blanche d3 · Pion blanc sur case noire e3 · Cavalier blanc sur case blanche f3 · Pion blanc sur case blanche a2 · Fou blanc sur case noire b2 · Pion blanc sur case blanche c2 · Pion blanc sur case noire d2 · Cavalier blanc sur case blanche e2 · Pion blanc sur case blanche g2 · Pion blanc sur case noire h2 · Tour blanche sur case noire a1 · Dame blanche sur case blanche d1 · Tour blanche sur case blanche f1 · Roi blanc sur case noire g1 | Tour noire sur case blanche a8 · Dame noire sur case noire d8 · Tour noire sur case noire f8 · Roi noir sur case blanche g8 · Pion noir sur case noire a7 · Fou noir sur case blanche b7 · Cavalier noir sur case blanche d7 · Fou noir sur case noire e7 · Pion noir sur case blanche f7 · Pion noir sur case noire g7 · Pion noir sur case blanche h7 · Pion noir sur case noire b6 · Pion noir sur case blanche e6 · Cavalier noir sur case noire f6 · Pion noir sur case noire c5 · Pion noir sur case blanche d5 · Pion blanc sur case noire f4 · Pion blanc sur case blanche b3 · Fou blanc sur case blanche d3 · Pion blanc sur case noire e3 · Cavalier blanc sur case blanche f3 · Pion blanc sur case blanche a2 · Fou blanc sur case noire b2 · Pion blanc sur case blanche c2 · Pion blanc sur case noire d2 · Cavalier blanc sur case blanche e2 · Pion blanc sur case blanche g2 · Pion blanc sur case noire h2 · Tour blanche sur case noire a1 · Dame blanche sur case blanche d1 · Tour blanche sur case blanche f1 · Roi blanc sur case noire g1 | Tour noire sur case blanche a8 · Dame noire sur case noire d8 · Tour noire sur case noire f8 · Roi noir sur case blanche g8 · Pion noir sur case noire a7 · Fou noir sur case blanche b7 · Cavalier noir sur case blanche d7 · Fou noir sur case noire e7 · Pion noir sur case blanche f7 · Pion noir sur case noire g7 · Pion noir sur case blanche h7 · Pion noir sur case noire b6 · Pion noir sur case blanche e6 · Cavalier noir sur case noire f6 · Pion noir sur case noire c5 · Pion noir sur case blanche d5 · Pion blanc sur case noire f4 · Pion blanc sur case blanche b3 · Fou blanc sur case blanche d3 · Pion blanc sur case noire e3 · Cavalier blanc sur case blanche f3 · Pion blanc sur case blanche a2 · Fou blanc sur case noire b2 · Pion blanc sur case blanche c2 · Pion blanc sur case noire d2 · Cavalier blanc sur case blanche e2 · Pion blanc sur case blanche g2 · Pion blanc sur case noire h2 · Tour blanche sur case noire a1 · Dame blanche sur case blanche d1 · Tour blanche sur case blanche f1 · Roi blanc sur case noire g1 | Tour noire sur case blanche a8 · Dame noire sur case noire d8 · Tour noire sur case noire f8 · Roi noir sur case blanche g8 · Pion noir sur case noire a7 · Fou noir sur case blanche b7 · Cavalier noir sur case blanche d7 · Fou noir sur case noire e7 · Pion noir sur case blanche f7 · Pion noir sur case noire g7 · Pion noir sur case blanche h7 · Pion noir sur case noire b6 · Pion noir sur case blanche e6 · Cavalier noir sur case noire f6 · Pion noir sur case noire c5 · Pion noir sur case blanche d5 · Pion blanc sur case noire f4 · Pion blanc sur case blanche b3 · Fou blanc sur case blanche d3 · Pion blanc sur case noire e3 · Cavalier blanc sur case blanche f3 · Pion blanc sur case blanche a2 · Fou blanc sur case noire b2 · Pion blanc sur case blanche c2 · Pion blanc sur case noire d2 · Cavalier blanc sur case blanche e2 · Pion blanc sur case blanche g2 · Pion blanc sur case noire h2 · Tour blanche sur case noire a1 · Dame blanche sur case blanche d1 · Tour blanche sur case blanche f1 · Roi blanc sur case noire g1 | 1 |
|   | a | b | c | d | e | f | g | h |   |

1. f4 d5 2. e3 Cf6 3. b3 e6 4. Fb2 Fe7 5. Fd3!? b6 6. Cf3 Fb7 7. Cc3 Cbd7 8. 0-0 0-0 9. Ce2 c5? (diagramme)
Une décision incompréhensible de nos jours. À cette époque, certaines notions se rapportant à ce début étaient mal connues. Cette partie montre justement ce qu'il ne faut pas faire. Les Noirs auraient dû échanger le Fd3 par 9...Cc5.
10. Cg3 Dc7 11. Ce5 Cxe5
Il est encore possible de maintenir l'équilibre en continuant par 11...g6 12. Cxd7 Cxd7 13. f5 Ff6!
|   | a | b | c | d | e | f | g | h |   |
| 8 | Tour noire sur case blanche a8 · Tour noire sur case noire f8 · Roi noir sur case blanche g8 · Fou noir sur case blanche b7 · Fou noir sur case noire e7 · Pion noir sur case blanche f7 · Pion noir sur case noire g7 · Pion noir sur case blanche h7 · Pion noir sur case blanche a6 · Pion noir sur case noire b6 · Dame noire sur case blanche c6 · Pion noir sur case blanche e6 · Cavalier noir sur case noire f6 · Pion noir sur case noire c5 · Pion noir sur case blanche d5 · Fou blanc sur case noire e5 · Pion blanc sur case noire f4 · Pion blanc sur case blanche b3 · Fou blanc sur case blanche d3 · Pion blanc sur case noire e3 · Cavalier blanc sur case noire g3 · Pion blanc sur case blanche a2 · Pion blanc sur case blanche c2 · Pion blanc sur case noire d2 · Dame blanche sur case blanche e2 · Pion blanc sur case blanche g2 · Pion blanc sur case noire h2 · Tour blanche sur case noire a1 · Tour blanche sur case blanche f1 · Roi blanc sur case noire g1 | Tour noire sur case blanche a8 · Tour noire sur case noire f8 · Roi noir sur case blanche g8 · Fou noir sur case blanche b7 · Fou noir sur case noire e7 · Pion noir sur case blanche f7 · Pion noir sur case noire g7 · Pion noir sur case blanche h7 · Pion noir sur case blanche a6 · Pion noir sur case noire b6 · Dame noire sur case blanche c6 · Pion noir sur case blanche e6 · Cavalier noir sur case noire f6 · Pion noir sur case noire c5 · Pion noir sur case blanche d5 · Fou blanc sur case noire e5 · Pion blanc sur case noire f4 · Pion blanc sur case blanche b3 · Fou blanc sur case blanche d3 · Pion blanc sur case noire e3 · Cavalier blanc sur case noire g3 · Pion blanc sur case blanche a2 · Pion blanc sur case blanche c2 · Pion blanc sur case noire d2 · Dame blanche sur case blanche e2 · Pion blanc sur case blanche g2 · Pion blanc sur case noire h2 · Tour blanche sur case noire a1 · Tour blanche sur case blanche f1 · Roi blanc sur case noire g1 | Tour noire sur case blanche a8 · Tour noire sur case noire f8 · Roi noir sur case blanche g8 · Fou noir sur case blanche b7 · Fou noir sur case noire e7 · Pion noir sur case blanche f7 · Pion noir sur case noire g7 · Pion noir sur case blanche h7 · Pion noir sur case blanche a6 · Pion noir sur case noire b6 · Dame noire sur case blanche c6 · Pion noir sur case blanche e6 · Cavalier noir sur case noire f6 · Pion noir sur case noire c5 · Pion noir sur case blanche d5 · Fou blanc sur case noire e5 · Pion blanc sur case noire f4 · Pion blanc sur case blanche b3 · Fou blanc sur case blanche d3 · Pion blanc sur case noire e3 · Cavalier blanc sur case noire g3 · Pion blanc sur case blanche a2 · Pion blanc sur case blanche c2 · Pion blanc sur case noire d2 · Dame blanche sur case blanche e2 · Pion blanc sur case blanche g2 · Pion blanc sur case noire h2 · Tour blanche sur case noire a1 · Tour blanche sur case blanche f1 · Roi blanc sur case noire g1 | Tour noire sur case blanche a8 · Tour noire sur case noire f8 · Roi noir sur case blanche g8 · Fou noir sur case blanche b7 · Fou noir sur case noire e7 · Pion noir sur case blanche f7 · Pion noir sur case noire g7 · Pion noir sur case blanche h7 · Pion noir sur case blanche a6 · Pion noir sur case noire b6 · Dame noire sur case blanche c6 · Pion noir sur case blanche e6 · Cavalier noir sur case noire f6 · Pion noir sur case noire c5 · Pion noir sur case blanche d5 · Fou blanc sur case noire e5 · Pion blanc sur case noire f4 · Pion blanc sur case blanche b3 · Fou blanc sur case blanche d3 · Pion blanc sur case noire e3 · Cavalier blanc sur case noire g3 · Pion blanc sur case blanche a2 · Pion blanc sur case blanche c2 · Pion blanc sur case noire d2 · Dame blanche sur case blanche e2 · Pion blanc sur case blanche g2 · Pion blanc sur case noire h2 · Tour blanche sur case noire a1 · Tour blanche sur case blanche f1 · Roi blanc sur case noire g1 | Tour noire sur case blanche a8 · Tour noire sur case noire f8 · Roi noir sur case blanche g8 · Fou noir sur case blanche b7 · Fou noir sur case noire e7 · Pion noir sur case blanche f7 · Pion noir sur case noire g7 · Pion noir sur case blanche h7 · Pion noir sur case blanche a6 · Pion noir sur case noire b6 · Dame noire sur case blanche c6 · Pion noir sur case blanche e6 · Cavalier noir sur case noire f6 · Pion noir sur case noire c5 · Pion noir sur case blanche d5 · Fou blanc sur case noire e5 · Pion blanc sur case noire f4 · Pion blanc sur case blanche b3 · Fou blanc sur case blanche d3 · Pion blanc sur case noire e3 · Cavalier blanc sur case noire g3 · Pion blanc sur case blanche a2 · Pion blanc sur case blanche c2 · Pion blanc sur case noire d2 · Dame blanche sur case blanche e2 · Pion blanc sur case blanche g2 · Pion blanc sur case noire h2 · Tour blanche sur case noire a1 · Tour blanche sur case blanche f1 · Roi blanc sur case noire g1 | Tour noire sur case blanche a8 · Tour noire sur case noire f8 · Roi noir sur case blanche g8 · Fou noir sur case blanche b7 · Fou noir sur case noire e7 · Pion noir sur case blanche f7 · Pion noir sur case noire g7 · Pion noir sur case blanche h7 · Pion noir sur case blanche a6 · Pion noir sur case noire b6 · Dame noire sur case blanche c6 · Pion noir sur case blanche e6 · Cavalier noir sur case noire f6 · Pion noir sur case noire c5 · Pion noir sur case blanche d5 · Fou blanc sur case noire e5 · Pion blanc sur case noire f4 · Pion blanc sur case blanche b3 · Fou blanc sur case blanche d3 · Pion blanc sur case noire e3 · Cavalier blanc sur case noire g3 · Pion blanc sur case blanche a2 · Pion blanc sur case blanche c2 · Pion blanc sur case noire d2 · Dame blanche sur case blanche e2 · Pion blanc sur case blanche g2 · Pion blanc sur case noire h2 · Tour blanche sur case noire a1 · Tour blanche sur case blanche f1 · Roi blanc sur case noire g1 | Tour noire sur case blanche a8 · Tour noire sur case noire f8 · Roi noir sur case blanche g8 · Fou noir sur case blanche b7 · Fou noir sur case noire e7 · Pion noir sur case blanche f7 · Pion noir sur case noire g7 · Pion noir sur case blanche h7 · Pion noir sur case blanche a6 · Pion noir sur case noire b6 · Dame noire sur case blanche c6 · Pion noir sur case blanche e6 · Cavalier noir sur case noire f6 · Pion noir sur case noire c5 · Pion noir sur case blanche d5 · Fou blanc sur case noire e5 · Pion blanc sur case noire f4 · Pion blanc sur case blanche b3 · Fou blanc sur case blanche d3 · Pion blanc sur case noire e3 · Cavalier blanc sur case noire g3 · Pion blanc sur case blanche a2 · Pion blanc sur case blanche c2 · Pion blanc sur case noire d2 · Dame blanche sur case blanche e2 · Pion blanc sur case blanche g2 · Pion blanc sur case noire h2 · Tour blanche sur case noire a1 · Tour blanche sur case blanche f1 · Roi blanc sur case noire g1 | Tour noire sur case blanche a8 · Tour noire sur case noire f8 · Roi noir sur case blanche g8 · Fou noir sur case blanche b7 · Fou noir sur case noire e7 · Pion noir sur case blanche f7 · Pion noir sur case noire g7 · Pion noir sur case blanche h7 · Pion noir sur case blanche a6 · Pion noir sur case noire b6 · Dame noire sur case blanche c6 · Pion noir sur case blanche e6 · Cavalier noir sur case noire f6 · Pion noir sur case noire c5 · Pion noir sur case blanche d5 · Fou blanc sur case noire e5 · Pion blanc sur case noire f4 · Pion blanc sur case blanche b3 · Fou blanc sur case blanche d3 · Pion blanc sur case noire e3 · Cavalier blanc sur case noire g3 · Pion blanc sur case blanche a2 · Pion blanc sur case blanche c2 · Pion blanc sur case noire d2 · Dame blanche sur case blanche e2 · Pion blanc sur case blanche g2 · Pion blanc sur case noire h2 · Tour blanche sur case noire a1 · Tour blanche sur case blanche f1 · Roi blanc sur case noire g1 | 8 |
| 7 | Tour noire sur case blanche a8 · Tour noire sur case noire f8 · Roi noir sur case blanche g8 · Fou noir sur case blanche b7 · Fou noir sur case noire e7 · Pion noir sur case blanche f7 · Pion noir sur case noire g7 · Pion noir sur case blanche h7 · Pion noir sur case blanche a6 · Pion noir sur case noire b6 · Dame noire sur case blanche c6 · Pion noir sur case blanche e6 · Cavalier noir sur case noire f6 · Pion noir sur case noire c5 · Pion noir sur case blanche d5 · Fou blanc sur case noire e5 · Pion blanc sur case noire f4 · Pion blanc sur case blanche b3 · Fou blanc sur case blanche d3 · Pion blanc sur case noire e3 · Cavalier blanc sur case noire g3 · Pion blanc sur case blanche a2 · Pion blanc sur case blanche c2 · Pion blanc sur case noire d2 · Dame blanche sur case blanche e2 · Pion blanc sur case blanche g2 · Pion blanc sur case noire h2 · Tour blanche sur case noire a1 · Tour blanche sur case blanche f1 · Roi blanc sur case noire g1 | Tour noire sur case blanche a8 · Tour noire sur case noire f8 · Roi noir sur case blanche g8 · Fou noir sur case blanche b7 · Fou noir sur case noire e7 · Pion noir sur case blanche f7 · Pion noir sur case noire g7 · Pion noir sur case blanche h7 · Pion noir sur case blanche a6 · Pion noir sur case noire b6 · Dame noire sur case blanche c6 · Pion noir sur case blanche e6 · Cavalier noir sur case noire f6 · Pion noir sur case noire c5 · Pion noir sur case blanche d5 · Fou blanc sur case noire e5 · Pion blanc sur case noire f4 · Pion blanc sur case blanche b3 · Fou blanc sur case blanche d3 · Pion blanc sur case noire e3 · Cavalier blanc sur case noire g3 · Pion blanc sur case blanche a2 · Pion blanc sur case blanche c2 · Pion blanc sur case noire d2 · Dame blanche sur case blanche e2 · Pion blanc sur case blanche g2 · Pion blanc sur case noire h2 · Tour blanche sur case noire a1 · Tour blanche sur case blanche f1 · Roi blanc sur case noire g1 | Tour noire sur case blanche a8 · Tour noire sur case noire f8 · Roi noir sur case blanche g8 · Fou noir sur case blanche b7 · Fou noir sur case noire e7 · Pion noir sur case blanche f7 · Pion noir sur case noire g7 · Pion noir sur case blanche h7 · Pion noir sur case blanche a6 · Pion noir sur case noire b6 · Dame noire sur case blanche c6 · Pion noir sur case blanche e6 · Cavalier noir sur case noire f6 · Pion noir sur case noire c5 · Pion noir sur case blanche d5 · Fou blanc sur case noire e5 · Pion blanc sur case noire f4 · Pion blanc sur case blanche b3 · Fou blanc sur case blanche d3 · Pion blanc sur case noire e3 · Cavalier blanc sur case noire g3 · Pion blanc sur case blanche a2 · Pion blanc sur case blanche c2 · Pion blanc sur case noire d2 · Dame blanche sur case blanche e2 · Pion blanc sur case blanche g2 · Pion blanc sur case noire h2 · Tour blanche sur case noire a1 · Tour blanche sur case blanche f1 · Roi blanc sur case noire g1 | Tour noire sur case blanche a8 · Tour noire sur case noire f8 · Roi noir sur case blanche g8 · Fou noir sur case blanche b7 · Fou noir sur case noire e7 · Pion noir sur case blanche f7 · Pion noir sur case noire g7 · Pion noir sur case blanche h7 · Pion noir sur case blanche a6 · Pion noir sur case noire b6 · Dame noire sur case blanche c6 · Pion noir sur case blanche e6 · Cavalier noir sur case noire f6 · Pion noir sur case noire c5 · Pion noir sur case blanche d5 · Fou blanc sur case noire e5 · Pion blanc sur case noire f4 · Pion blanc sur case blanche b3 · Fou blanc sur case blanche d3 · Pion blanc sur case noire e3 · Cavalier blanc sur case noire g3 · Pion blanc sur case blanche a2 · Pion blanc sur case blanche c2 · Pion blanc sur case noire d2 · Dame blanche sur case blanche e2 · Pion blanc sur case blanche g2 · Pion blanc sur case noire h2 · Tour blanche sur case noire a1 · Tour blanche sur case blanche f1 · Roi blanc sur case noire g1 | Tour noire sur case blanche a8 · Tour noire sur case noire f8 · Roi noir sur case blanche g8 · Fou noir sur case blanche b7 · Fou noir sur case noire e7 · Pion noir sur case blanche f7 · Pion noir sur case noire g7 · Pion noir sur case blanche h7 · Pion noir sur case blanche a6 · Pion noir sur case noire b6 · Dame noire sur case blanche c6 · Pion noir sur case blanche e6 · Cavalier noir sur case noire f6 · Pion noir sur case noire c5 · Pion noir sur case blanche d5 · Fou blanc sur case noire e5 · Pion blanc sur case noire f4 · Pion blanc sur case blanche b3 · Fou blanc sur case blanche d3 · Pion blanc sur case noire e3 · Cavalier blanc sur case noire g3 · Pion blanc sur case blanche a2 · Pion blanc sur case blanche c2 · Pion blanc sur case noire d2 · Dame blanche sur case blanche e2 · Pion blanc sur case blanche g2 · Pion blanc sur case noire h2 · Tour blanche sur case noire a1 · Tour blanche sur case blanche f1 · Roi blanc sur case noire g1 | Tour noire sur case blanche a8 · Tour noire sur case noire f8 · Roi noir sur case blanche g8 · Fou noir sur case blanche b7 · Fou noir sur case noire e7 · Pion noir sur case blanche f7 · Pion noir sur case noire g7 · Pion noir sur case blanche h7 · Pion noir sur case blanche a6 · Pion noir sur case noire b6 · Dame noire sur case blanche c6 · Pion noir sur case blanche e6 · Cavalier noir sur case noire f6 · Pion noir sur case noire c5 · Pion noir sur case blanche d5 · Fou blanc sur case noire e5 · Pion blanc sur case noire f4 · Pion blanc sur case blanche b3 · Fou blanc sur case blanche d3 · Pion blanc sur case noire e3 · Cavalier blanc sur case noire g3 · Pion blanc sur case blanche a2 · Pion blanc sur case blanche c2 · Pion blanc sur case noire d2 · Dame blanche sur case blanche e2 · Pion blanc sur case blanche g2 · Pion blanc sur case noire h2 · Tour blanche sur case noire a1 · Tour blanche sur case blanche f1 · Roi blanc sur case noire g1 | Tour noire sur case blanche a8 · Tour noire sur case noire f8 · Roi noir sur case blanche g8 · Fou noir sur case blanche b7 · Fou noir sur case noire e7 · Pion noir sur case blanche f7 · Pion noir sur case noire g7 · Pion noir sur case blanche h7 · Pion noir sur case blanche a6 · Pion noir sur case noire b6 · Dame noire sur case blanche c6 · Pion noir sur case blanche e6 · Cavalier noir sur case noire f6 · Pion noir sur case noire c5 · Pion noir sur case blanche d5 · Fou blanc sur case noire e5 · Pion blanc sur case noire f4 · Pion blanc sur case blanche b3 · Fou blanc sur case blanche d3 · Pion blanc sur case noire e3 · Cavalier blanc sur case noire g3 · Pion blanc sur case blanche a2 · Pion blanc sur case blanche c2 · Pion blanc sur case noire d2 · Dame blanche sur case blanche e2 · Pion blanc sur case blanche g2 · Pion blanc sur case noire h2 · Tour blanche sur case noire a1 · Tour blanche sur case blanche f1 · Roi blanc sur case noire g1 | Tour noire sur case blanche a8 · Tour noire sur case noire f8 · Roi noir sur case blanche g8 · Fou noir sur case blanche b7 · Fou noir sur case noire e7 · Pion noir sur case blanche f7 · Pion noir sur case noire g7 · Pion noir sur case blanche h7 · Pion noir sur case blanche a6 · Pion noir sur case noire b6 · Dame noire sur case blanche c6 · Pion noir sur case blanche e6 · Cavalier noir sur case noire f6 · Pion noir sur case noire c5 · Pion noir sur case blanche d5 · Fou blanc sur case noire e5 · Pion blanc sur case noire f4 · Pion blanc sur case blanche b3 · Fou blanc sur case blanche d3 · Pion blanc sur case noire e3 · Cavalier blanc sur case noire g3 · Pion blanc sur case blanche a2 · Pion blanc sur case blanche c2 · Pion blanc sur case noire d2 · Dame blanche sur case blanche e2 · Pion blanc sur case blanche g2 · Pion blanc sur case noire h2 · Tour blanche sur case noire a1 · Tour blanche sur case blanche f1 · Roi blanc sur case noire g1 | 7 |
| 6 | Tour noire sur case blanche a8 · Tour noire sur case noire f8 · Roi noir sur case blanche g8 · Fou noir sur case blanche b7 · Fou noir sur case noire e7 · Pion noir sur case blanche f7 · Pion noir sur case noire g7 · Pion noir sur case blanche h7 · Pion noir sur case blanche a6 · Pion noir sur case noire b6 · Dame noire sur case blanche c6 · Pion noir sur case blanche e6 · Cavalier noir sur case noire f6 · Pion noir sur case noire c5 · Pion noir sur case blanche d5 · Fou blanc sur case noire e5 · Pion blanc sur case noire f4 · Pion blanc sur case blanche b3 · Fou blanc sur case blanche d3 · Pion blanc sur case noire e3 · Cavalier blanc sur case noire g3 · Pion blanc sur case blanche a2 · Pion blanc sur case blanche c2 · Pion blanc sur case noire d2 · Dame blanche sur case blanche e2 · Pion blanc sur case blanche g2 · Pion blanc sur case noire h2 · Tour blanche sur case noire a1 · Tour blanche sur case blanche f1 · Roi blanc sur case noire g1 | Tour noire sur case blanche a8 · Tour noire sur case noire f8 · Roi noir sur case blanche g8 · Fou noir sur case blanche b7 · Fou noir sur case noire e7 · Pion noir sur case blanche f7 · Pion noir sur case noire g7 · Pion noir sur case blanche h7 · Pion noir sur case blanche a6 · Pion noir sur case noire b6 · Dame noire sur case blanche c6 · Pion noir sur case blanche e6 · Cavalier noir sur case noire f6 · Pion noir sur case noire c5 · Pion noir sur case blanche d5 · Fou blanc sur case noire e5 · Pion blanc sur case noire f4 · Pion blanc sur case blanche b3 · Fou blanc sur case blanche d3 · Pion blanc sur case noire e3 · Cavalier blanc sur case noire g3 · Pion blanc sur case blanche a2 · Pion blanc sur case blanche c2 · Pion blanc sur case noire d2 · Dame blanche sur case blanche e2 · Pion blanc sur case blanche g2 · Pion blanc sur case noire h2 · Tour blanche sur case noire a1 · Tour blanche sur case blanche f1 · Roi blanc sur case noire g1 | Tour noire sur case blanche a8 · Tour noire sur case noire f8 · Roi noir sur case blanche g8 · Fou noir sur case blanche b7 · Fou noir sur case noire e7 · Pion noir sur case blanche f7 · Pion noir sur case noire g7 · Pion noir sur case blanche h7 · Pion noir sur case blanche a6 · Pion noir sur case noire b6 · Dame noire sur case blanche c6 · Pion noir sur case blanche e6 · Cavalier noir sur case noire f6 · Pion noir sur case noire c5 · Pion noir sur case blanche d5 · Fou blanc sur case noire e5 · Pion blanc sur case noire f4 · Pion blanc sur case blanche b3 · Fou blanc sur case blanche d3 · Pion blanc sur case noire e3 · Cavalier blanc sur case noire g3 · Pion blanc sur case blanche a2 · Pion blanc sur case blanche c2 · Pion blanc sur case noire d2 · Dame blanche sur case blanche e2 · Pion blanc sur case blanche g2 · Pion blanc sur case noire h2 · Tour blanche sur case noire a1 · Tour blanche sur case blanche f1 · Roi blanc sur case noire g1 | Tour noire sur case blanche a8 · Tour noire sur case noire f8 · Roi noir sur case blanche g8 · Fou noir sur case blanche b7 · Fou noir sur case noire e7 · Pion noir sur case blanche f7 · Pion noir sur case noire g7 · Pion noir sur case blanche h7 · Pion noir sur case blanche a6 · Pion noir sur case noire b6 · Dame noire sur case blanche c6 · Pion noir sur case blanche e6 · Cavalier noir sur case noire f6 · Pion noir sur case noire c5 · Pion noir sur case blanche d5 · Fou blanc sur case noire e5 · Pion blanc sur case noire f4 · Pion blanc sur case blanche b3 · Fou blanc sur case blanche d3 · Pion blanc sur case noire e3 · Cavalier blanc sur case noire g3 · Pion blanc sur case blanche a2 · Pion blanc sur case blanche c2 · Pion blanc sur case noire d2 · Dame blanche sur case blanche e2 · Pion blanc sur case blanche g2 · Pion blanc sur case noire h2 · Tour blanche sur case noire a1 · Tour blanche sur case blanche f1 · Roi blanc sur case noire g1 | Tour noire sur case blanche a8 · Tour noire sur case noire f8 · Roi noir sur case blanche g8 · Fou noir sur case blanche b7 · Fou noir sur case noire e7 · Pion noir sur case blanche f7 · Pion noir sur case noire g7 · Pion noir sur case blanche h7 · Pion noir sur case blanche a6 · Pion noir sur case noire b6 · Dame noire sur case blanche c6 · Pion noir sur case blanche e6 · Cavalier noir sur case noire f6 · Pion noir sur case noire c5 · Pion noir sur case blanche d5 · Fou blanc sur case noire e5 · Pion blanc sur case noire f4 · Pion blanc sur case blanche b3 · Fou blanc sur case blanche d3 · Pion blanc sur case noire e3 · Cavalier blanc sur case noire g3 · Pion blanc sur case blanche a2 · Pion blanc sur case blanche c2 · Pion blanc sur case noire d2 · Dame blanche sur case blanche e2 · Pion blanc sur case blanche g2 · Pion blanc sur case noire h2 · Tour blanche sur case noire a1 · Tour blanche sur case blanche f1 · Roi blanc sur case noire g1 | Tour noire sur case blanche a8 · Tour noire sur case noire f8 · Roi noir sur case blanche g8 · Fou noir sur case blanche b7 · Fou noir sur case noire e7 · Pion noir sur case blanche f7 · Pion noir sur case noire g7 · Pion noir sur case blanche h7 · Pion noir sur case blanche a6 · Pion noir sur case noire b6 · Dame noire sur case blanche c6 · Pion noir sur case blanche e6 · Cavalier noir sur case noire f6 · Pion noir sur case noire c5 · Pion noir sur case blanche d5 · Fou blanc sur case noire e5 · Pion blanc sur case noire f4 · Pion blanc sur case blanche b3 · Fou blanc sur case blanche d3 · Pion blanc sur case noire e3 · Cavalier blanc sur case noire g3 · Pion blanc sur case blanche a2 · Pion blanc sur case blanche c2 · Pion blanc sur case noire d2 · Dame blanche sur case blanche e2 · Pion blanc sur case blanche g2 · Pion blanc sur case noire h2 · Tour blanche sur case noire a1 · Tour blanche sur case blanche f1 · Roi blanc sur case noire g1 | Tour noire sur case blanche a8 · Tour noire sur case noire f8 · Roi noir sur case blanche g8 · Fou noir sur case blanche b7 · Fou noir sur case noire e7 · Pion noir sur case blanche f7 · Pion noir sur case noire g7 · Pion noir sur case blanche h7 · Pion noir sur case blanche a6 · Pion noir sur case noire b6 · Dame noire sur case blanche c6 · Pion noir sur case blanche e6 · Cavalier noir sur case noire f6 · Pion noir sur case noire c5 · Pion noir sur case blanche d5 · Fou blanc sur case noire e5 · Pion blanc sur case noire f4 · Pion blanc sur case blanche b3 · Fou blanc sur case blanche d3 · Pion blanc sur case noire e3 · Cavalier blanc sur case noire g3 · Pion blanc sur case blanche a2 · Pion blanc sur case blanche c2 · Pion blanc sur case noire d2 · Dame blanche sur case blanche e2 · Pion blanc sur case blanche g2 · Pion blanc sur case noire h2 · Tour blanche sur case noire a1 · Tour blanche sur case blanche f1 · Roi blanc sur case noire g1 | Tour noire sur case blanche a8 · Tour noire sur case noire f8 · Roi noir sur case blanche g8 · Fou noir sur case blanche b7 · Fou noir sur case noire e7 · Pion noir sur case blanche f7 · Pion noir sur case noire g7 · Pion noir sur case blanche h7 · Pion noir sur case blanche a6 · Pion noir sur case noire b6 · Dame noire sur case blanche c6 · Pion noir sur case blanche e6 · Cavalier noir sur case noire f6 · Pion noir sur case noire c5 · Pion noir sur case blanche d5 · Fou blanc sur case noire e5 · Pion blanc sur case noire f4 · Pion blanc sur case blanche b3 · Fou blanc sur case blanche d3 · Pion blanc sur case noire e3 · Cavalier blanc sur case noire g3 · Pion blanc sur case blanche a2 · Pion blanc sur case blanche c2 · Pion blanc sur case noire d2 · Dame blanche sur case blanche e2 · Pion blanc sur case blanche g2 · Pion blanc sur case noire h2 · Tour blanche sur case noire a1 · Tour blanche sur case blanche f1 · Roi blanc sur case noire g1 | 6 |
| 5 | Tour noire sur case blanche a8 · Tour noire sur case noire f8 · Roi noir sur case blanche g8 · Fou noir sur case blanche b7 · Fou noir sur case noire e7 · Pion noir sur case blanche f7 · Pion noir sur case noire g7 · Pion noir sur case blanche h7 · Pion noir sur case blanche a6 · Pion noir sur case noire b6 · Dame noire sur case blanche c6 · Pion noir sur case blanche e6 · Cavalier noir sur case noire f6 · Pion noir sur case noire c5 · Pion noir sur case blanche d5 · Fou blanc sur case noire e5 · Pion blanc sur case noire f4 · Pion blanc sur case blanche b3 · Fou blanc sur case blanche d3 · Pion blanc sur case noire e3 · Cavalier blanc sur case noire g3 · Pion blanc sur case blanche a2 · Pion blanc sur case blanche c2 · Pion blanc sur case noire d2 · Dame blanche sur case blanche e2 · Pion blanc sur case blanche g2 · Pion blanc sur case noire h2 · Tour blanche sur case noire a1 · Tour blanche sur case blanche f1 · Roi blanc sur case noire g1 | Tour noire sur case blanche a8 · Tour noire sur case noire f8 · Roi noir sur case blanche g8 · Fou noir sur case blanche b7 · Fou noir sur case noire e7 · Pion noir sur case blanche f7 · Pion noir sur case noire g7 · Pion noir sur case blanche h7 · Pion noir sur case blanche a6 · Pion noir sur case noire b6 · Dame noire sur case blanche c6 · Pion noir sur case blanche e6 · Cavalier noir sur case noire f6 · Pion noir sur case noire c5 · Pion noir sur case blanche d5 · Fou blanc sur case noire e5 · Pion blanc sur case noire f4 · Pion blanc sur case blanche b3 · Fou blanc sur case blanche d3 · Pion blanc sur case noire e3 · Cavalier blanc sur case noire g3 · Pion blanc sur case blanche a2 · Pion blanc sur case blanche c2 · Pion blanc sur case noire d2 · Dame blanche sur case blanche e2 · Pion blanc sur case blanche g2 · Pion blanc sur case noire h2 · Tour blanche sur case noire a1 · Tour blanche sur case blanche f1 · Roi blanc sur case noire g1 | Tour noire sur case blanche a8 · Tour noire sur case noire f8 · Roi noir sur case blanche g8 · Fou noir sur case blanche b7 · Fou noir sur case noire e7 · Pion noir sur case blanche f7 · Pion noir sur case noire g7 · Pion noir sur case blanche h7 · Pion noir sur case blanche a6 · Pion noir sur case noire b6 · Dame noire sur case blanche c6 · Pion noir sur case blanche e6 · Cavalier noir sur case noire f6 · Pion noir sur case noire c5 · Pion noir sur case blanche d5 · Fou blanc sur case noire e5 · Pion blanc sur case noire f4 · Pion blanc sur case blanche b3 · Fou blanc sur case blanche d3 · Pion blanc sur case noire e3 · Cavalier blanc sur case noire g3 · Pion blanc sur case blanche a2 · Pion blanc sur case blanche c2 · Pion blanc sur case noire d2 · Dame blanche sur case blanche e2 · Pion blanc sur case blanche g2 · Pion blanc sur case noire h2 · Tour blanche sur case noire a1 · Tour blanche sur case blanche f1 · Roi blanc sur case noire g1 | Tour noire sur case blanche a8 · Tour noire sur case noire f8 · Roi noir sur case blanche g8 · Fou noir sur case blanche b7 · Fou noir sur case noire e7 · Pion noir sur case blanche f7 · Pion noir sur case noire g7 · Pion noir sur case blanche h7 · Pion noir sur case blanche a6 · Pion noir sur case noire b6 · Dame noire sur case blanche c6 · Pion noir sur case blanche e6 · Cavalier noir sur case noire f6 · Pion noir sur case noire c5 · Pion noir sur case blanche d5 · Fou blanc sur case noire e5 · Pion blanc sur case noire f4 · Pion blanc sur case blanche b3 · Fou blanc sur case blanche d3 · Pion blanc sur case noire e3 · Cavalier blanc sur case noire g3 · Pion blanc sur case blanche a2 · Pion blanc sur case blanche c2 · Pion blanc sur case noire d2 · Dame blanche sur case blanche e2 · Pion blanc sur case blanche g2 · Pion blanc sur case noire h2 · Tour blanche sur case noire a1 · Tour blanche sur case blanche f1 · Roi blanc sur case noire g1 | Tour noire sur case blanche a8 · Tour noire sur case noire f8 · Roi noir sur case blanche g8 · Fou noir sur case blanche b7 · Fou noir sur case noire e7 · Pion noir sur case blanche f7 · Pion noir sur case noire g7 · Pion noir sur case blanche h7 · Pion noir sur case blanche a6 · Pion noir sur case noire b6 · Dame noire sur case blanche c6 · Pion noir sur case blanche e6 · Cavalier noir sur case noire f6 · Pion noir sur case noire c5 · Pion noir sur case blanche d5 · Fou blanc sur case noire e5 · Pion blanc sur case noire f4 · Pion blanc sur case blanche b3 · Fou blanc sur case blanche d3 · Pion blanc sur case noire e3 · Cavalier blanc sur case noire g3 · Pion blanc sur case blanche a2 · Pion blanc sur case blanche c2 · Pion blanc sur case noire d2 · Dame blanche sur case blanche e2 · Pion blanc sur case blanche g2 · Pion blanc sur case noire h2 · Tour blanche sur case noire a1 · Tour blanche sur case blanche f1 · Roi blanc sur case noire g1 | Tour noire sur case blanche a8 · Tour noire sur case noire f8 · Roi noir sur case blanche g8 · Fou noir sur case blanche b7 · Fou noir sur case noire e7 · Pion noir sur case blanche f7 · Pion noir sur case noire g7 · Pion noir sur case blanche h7 · Pion noir sur case blanche a6 · Pion noir sur case noire b6 · Dame noire sur case blanche c6 · Pion noir sur case blanche e6 · Cavalier noir sur case noire f6 · Pion noir sur case noire c5 · Pion noir sur case blanche d5 · Fou blanc sur case noire e5 · Pion blanc sur case noire f4 · Pion blanc sur case blanche b3 · Fou blanc sur case blanche d3 · Pion blanc sur case noire e3 · Cavalier blanc sur case noire g3 · Pion blanc sur case blanche a2 · Pion blanc sur case blanche c2 · Pion blanc sur case noire d2 · Dame blanche sur case blanche e2 · Pion blanc sur case blanche g2 · Pion blanc sur case noire h2 · Tour blanche sur case noire a1 · Tour blanche sur case blanche f1 · Roi blanc sur case noire g1 | Tour noire sur case blanche a8 · Tour noire sur case noire f8 · Roi noir sur case blanche g8 · Fou noir sur case blanche b7 · Fou noir sur case noire e7 · Pion noir sur case blanche f7 · Pion noir sur case noire g7 · Pion noir sur case blanche h7 · Pion noir sur case blanche a6 · Pion noir sur case noire b6 · Dame noire sur case blanche c6 · Pion noir sur case blanche e6 · Cavalier noir sur case noire f6 · Pion noir sur case noire c5 · Pion noir sur case blanche d5 · Fou blanc sur case noire e5 · Pion blanc sur case noire f4 · Pion blanc sur case blanche b3 · Fou blanc sur case blanche d3 · Pion blanc sur case noire e3 · Cavalier blanc sur case noire g3 · Pion blanc sur case blanche a2 · Pion blanc sur case blanche c2 · Pion blanc sur case noire d2 · Dame blanche sur case blanche e2 · Pion blanc sur case blanche g2 · Pion blanc sur case noire h2 · Tour blanche sur case noire a1 · Tour blanche sur case blanche f1 · Roi blanc sur case noire g1 | Tour noire sur case blanche a8 · Tour noire sur case noire f8 · Roi noir sur case blanche g8 · Fou noir sur case blanche b7 · Fou noir sur case noire e7 · Pion noir sur case blanche f7 · Pion noir sur case noire g7 · Pion noir sur case blanche h7 · Pion noir sur case blanche a6 · Pion noir sur case noire b6 · Dame noire sur case blanche c6 · Pion noir sur case blanche e6 · Cavalier noir sur case noire f6 · Pion noir sur case noire c5 · Pion noir sur case blanche d5 · Fou blanc sur case noire e5 · Pion blanc sur case noire f4 · Pion blanc sur case blanche b3 · Fou blanc sur case blanche d3 · Pion blanc sur case noire e3 · Cavalier blanc sur case noire g3 · Pion blanc sur case blanche a2 · Pion blanc sur case blanche c2 · Pion blanc sur case noire d2 · Dame blanche sur case blanche e2 · Pion blanc sur case blanche g2 · Pion blanc sur case noire h2 · Tour blanche sur case noire a1 · Tour blanche sur case blanche f1 · Roi blanc sur case noire g1 | 5 |
| 4 | Tour noire sur case blanche a8 · Tour noire sur case noire f8 · Roi noir sur case blanche g8 · Fou noir sur case blanche b7 · Fou noir sur case noire e7 · Pion noir sur case blanche f7 · Pion noir sur case noire g7 · Pion noir sur case blanche h7 · Pion noir sur case blanche a6 · Pion noir sur case noire b6 · Dame noire sur case blanche c6 · Pion noir sur case blanche e6 · Cavalier noir sur case noire f6 · Pion noir sur case noire c5 · Pion noir sur case blanche d5 · Fou blanc sur case noire e5 · Pion blanc sur case noire f4 · Pion blanc sur case blanche b3 · Fou blanc sur case blanche d3 · Pion blanc sur case noire e3 · Cavalier blanc sur case noire g3 · Pion blanc sur case blanche a2 · Pion blanc sur case blanche c2 · Pion blanc sur case noire d2 · Dame blanche sur case blanche e2 · Pion blanc sur case blanche g2 · Pion blanc sur case noire h2 · Tour blanche sur case noire a1 · Tour blanche sur case blanche f1 · Roi blanc sur case noire g1 | Tour noire sur case blanche a8 · Tour noire sur case noire f8 · Roi noir sur case blanche g8 · Fou noir sur case blanche b7 · Fou noir sur case noire e7 · Pion noir sur case blanche f7 · Pion noir sur case noire g7 · Pion noir sur case blanche h7 · Pion noir sur case blanche a6 · Pion noir sur case noire b6 · Dame noire sur case blanche c6 · Pion noir sur case blanche e6 · Cavalier noir sur case noire f6 · Pion noir sur case noire c5 · Pion noir sur case blanche d5 · Fou blanc sur case noire e5 · Pion blanc sur case noire f4 · Pion blanc sur case blanche b3 · Fou blanc sur case blanche d3 · Pion blanc sur case noire e3 · Cavalier blanc sur case noire g3 · Pion blanc sur case blanche a2 · Pion blanc sur case blanche c2 · Pion blanc sur case noire d2 · Dame blanche sur case blanche e2 · Pion blanc sur case blanche g2 · Pion blanc sur case noire h2 · Tour blanche sur case noire a1 · Tour blanche sur case blanche f1 · Roi blanc sur case noire g1 | Tour noire sur case blanche a8 · Tour noire sur case noire f8 · Roi noir sur case blanche g8 · Fou noir sur case blanche b7 · Fou noir sur case noire e7 · Pion noir sur case blanche f7 · Pion noir sur case noire g7 · Pion noir sur case blanche h7 · Pion noir sur case blanche a6 · Pion noir sur case noire b6 · Dame noire sur case blanche c6 · Pion noir sur case blanche e6 · Cavalier noir sur case noire f6 · Pion noir sur case noire c5 · Pion noir sur case blanche d5 · Fou blanc sur case noire e5 · Pion blanc sur case noire f4 · Pion blanc sur case blanche b3 · Fou blanc sur case blanche d3 · Pion blanc sur case noire e3 · Cavalier blanc sur case noire g3 · Pion blanc sur case blanche a2 · Pion blanc sur case blanche c2 · Pion blanc sur case noire d2 · Dame blanche sur case blanche e2 · Pion blanc sur case blanche g2 · Pion blanc sur case noire h2 · Tour blanche sur case noire a1 · Tour blanche sur case blanche f1 · Roi blanc sur case noire g1 | Tour noire sur case blanche a8 · Tour noire sur case noire f8 · Roi noir sur case blanche g8 · Fou noir sur case blanche b7 · Fou noir sur case noire e7 · Pion noir sur case blanche f7 · Pion noir sur case noire g7 · Pion noir sur case blanche h7 · Pion noir sur case blanche a6 · Pion noir sur case noire b6 · Dame noire sur case blanche c6 · Pion noir sur case blanche e6 · Cavalier noir sur case noire f6 · Pion noir sur case noire c5 · Pion noir sur case blanche d5 · Fou blanc sur case noire e5 · Pion blanc sur case noire f4 · Pion blanc sur case blanche b3 · Fou blanc sur case blanche d3 · Pion blanc sur case noire e3 · Cavalier blanc sur case noire g3 · Pion blanc sur case blanche a2 · Pion blanc sur case blanche c2 · Pion blanc sur case noire d2 · Dame blanche sur case blanche e2 · Pion blanc sur case blanche g2 · Pion blanc sur case noire h2 · Tour blanche sur case noire a1 · Tour blanche sur case blanche f1 · Roi blanc sur case noire g1 | Tour noire sur case blanche a8 · Tour noire sur case noire f8 · Roi noir sur case blanche g8 · Fou noir sur case blanche b7 · Fou noir sur case noire e7 · Pion noir sur case blanche f7 · Pion noir sur case noire g7 · Pion noir sur case blanche h7 · Pion noir sur case blanche a6 · Pion noir sur case noire b6 · Dame noire sur case blanche c6 · Pion noir sur case blanche e6 · Cavalier noir sur case noire f6 · Pion noir sur case noire c5 · Pion noir sur case blanche d5 · Fou blanc sur case noire e5 · Pion blanc sur case noire f4 · Pion blanc sur case blanche b3 · Fou blanc sur case blanche d3 · Pion blanc sur case noire e3 · Cavalier blanc sur case noire g3 · Pion blanc sur case blanche a2 · Pion blanc sur case blanche c2 · Pion blanc sur case noire d2 · Dame blanche sur case blanche e2 · Pion blanc sur case blanche g2 · Pion blanc sur case noire h2 · Tour blanche sur case noire a1 · Tour blanche sur case blanche f1 · Roi blanc sur case noire g1 | Tour noire sur case blanche a8 · Tour noire sur case noire f8 · Roi noir sur case blanche g8 · Fou noir sur case blanche b7 · Fou noir sur case noire e7 · Pion noir sur case blanche f7 · Pion noir sur case noire g7 · Pion noir sur case blanche h7 · Pion noir sur case blanche a6 · Pion noir sur case noire b6 · Dame noire sur case blanche c6 · Pion noir sur case blanche e6 · Cavalier noir sur case noire f6 · Pion noir sur case noire c5 · Pion noir sur case blanche d5 · Fou blanc sur case noire e5 · Pion blanc sur case noire f4 · Pion blanc sur case blanche b3 · Fou blanc sur case blanche d3 · Pion blanc sur case noire e3 · Cavalier blanc sur case noire g3 · Pion blanc sur case blanche a2 · Pion blanc sur case blanche c2 · Pion blanc sur case noire d2 · Dame blanche sur case blanche e2 · Pion blanc sur case blanche g2 · Pion blanc sur case noire h2 · Tour blanche sur case noire a1 · Tour blanche sur case blanche f1 · Roi blanc sur case noire g1 | Tour noire sur case blanche a8 · Tour noire sur case noire f8 · Roi noir sur case blanche g8 · Fou noir sur case blanche b7 · Fou noir sur case noire e7 · Pion noir sur case blanche f7 · Pion noir sur case noire g7 · Pion noir sur case blanche h7 · Pion noir sur case blanche a6 · Pion noir sur case noire b6 · Dame noire sur case blanche c6 · Pion noir sur case blanche e6 · Cavalier noir sur case noire f6 · Pion noir sur case noire c5 · Pion noir sur case blanche d5 · Fou blanc sur case noire e5 · Pion blanc sur case noire f4 · Pion blanc sur case blanche b3 · Fou blanc sur case blanche d3 · Pion blanc sur case noire e3 · Cavalier blanc sur case noire g3 · Pion blanc sur case blanche a2 · Pion blanc sur case blanche c2 · Pion blanc sur case noire d2 · Dame blanche sur case blanche e2 · Pion blanc sur case blanche g2 · Pion blanc sur case noire h2 · Tour blanche sur case noire a1 · Tour blanche sur case blanche f1 · Roi blanc sur case noire g1 | Tour noire sur case blanche a8 · Tour noire sur case noire f8 · Roi noir sur case blanche g8 · Fou noir sur case blanche b7 · Fou noir sur case noire e7 · Pion noir sur case blanche f7 · Pion noir sur case noire g7 · Pion noir sur case blanche h7 · Pion noir sur case blanche a6 · Pion noir sur case noire b6 · Dame noire sur case blanche c6 · Pion noir sur case blanche e6 · Cavalier noir sur case noire f6 · Pion noir sur case noire c5 · Pion noir sur case blanche d5 · Fou blanc sur case noire e5 · Pion blanc sur case noire f4 · Pion blanc sur case blanche b3 · Fou blanc sur case blanche d3 · Pion blanc sur case noire e3 · Cavalier blanc sur case noire g3 · Pion blanc sur case blanche a2 · Pion blanc sur case blanche c2 · Pion blanc sur case noire d2 · Dame blanche sur case blanche e2 · Pion blanc sur case blanche g2 · Pion blanc sur case noire h2 · Tour blanche sur case noire a1 · Tour blanche sur case blanche f1 · Roi blanc sur case noire g1 | 4 |
| 3 | Tour noire sur case blanche a8 · Tour noire sur case noire f8 · Roi noir sur case blanche g8 · Fou noir sur case blanche b7 · Fou noir sur case noire e7 · Pion noir sur case blanche f7 · Pion noir sur case noire g7 · Pion noir sur case blanche h7 · Pion noir sur case blanche a6 · Pion noir sur case noire b6 · Dame noire sur case blanche c6 · Pion noir sur case blanche e6 · Cavalier noir sur case noire f6 · Pion noir sur case noire c5 · Pion noir sur case blanche d5 · Fou blanc sur case noire e5 · Pion blanc sur case noire f4 · Pion blanc sur case blanche b3 · Fou blanc sur case blanche d3 · Pion blanc sur case noire e3 · Cavalier blanc sur case noire g3 · Pion blanc sur case blanche a2 · Pion blanc sur case blanche c2 · Pion blanc sur case noire d2 · Dame blanche sur case blanche e2 · Pion blanc sur case blanche g2 · Pion blanc sur case noire h2 · Tour blanche sur case noire a1 · Tour blanche sur case blanche f1 · Roi blanc sur case noire g1 | Tour noire sur case blanche a8 · Tour noire sur case noire f8 · Roi noir sur case blanche g8 · Fou noir sur case blanche b7 · Fou noir sur case noire e7 · Pion noir sur case blanche f7 · Pion noir sur case noire g7 · Pion noir sur case blanche h7 · Pion noir sur case blanche a6 · Pion noir sur case noire b6 · Dame noire sur case blanche c6 · Pion noir sur case blanche e6 · Cavalier noir sur case noire f6 · Pion noir sur case noire c5 · Pion noir sur case blanche d5 · Fou blanc sur case noire e5 · Pion blanc sur case noire f4 · Pion blanc sur case blanche b3 · Fou blanc sur case blanche d3 · Pion blanc sur case noire e3 · Cavalier blanc sur case noire g3 · Pion blanc sur case blanche a2 · Pion blanc sur case blanche c2 · Pion blanc sur case noire d2 · Dame blanche sur case blanche e2 · Pion blanc sur case blanche g2 · Pion blanc sur case noire h2 · Tour blanche sur case noire a1 · Tour blanche sur case blanche f1 · Roi blanc sur case noire g1 | Tour noire sur case blanche a8 · Tour noire sur case noire f8 · Roi noir sur case blanche g8 · Fou noir sur case blanche b7 · Fou noir sur case noire e7 · Pion noir sur case blanche f7 · Pion noir sur case noire g7 · Pion noir sur case blanche h7 · Pion noir sur case blanche a6 · Pion noir sur case noire b6 · Dame noire sur case blanche c6 · Pion noir sur case blanche e6 · Cavalier noir sur case noire f6 · Pion noir sur case noire c5 · Pion noir sur case blanche d5 · Fou blanc sur case noire e5 · Pion blanc sur case noire f4 · Pion blanc sur case blanche b3 · Fou blanc sur case blanche d3 · Pion blanc sur case noire e3 · Cavalier blanc sur case noire g3 · Pion blanc sur case blanche a2 · Pion blanc sur case blanche c2 · Pion blanc sur case noire d2 · Dame blanche sur case blanche e2 · Pion blanc sur case blanche g2 · Pion blanc sur case noire h2 · Tour blanche sur case noire a1 · Tour blanche sur case blanche f1 · Roi blanc sur case noire g1 | Tour noire sur case blanche a8 · Tour noire sur case noire f8 · Roi noir sur case blanche g8 · Fou noir sur case blanche b7 · Fou noir sur case noire e7 · Pion noir sur case blanche f7 · Pion noir sur case noire g7 · Pion noir sur case blanche h7 · Pion noir sur case blanche a6 · Pion noir sur case noire b6 · Dame noire sur case blanche c6 · Pion noir sur case blanche e6 · Cavalier noir sur case noire f6 · Pion noir sur case noire c5 · Pion noir sur case blanche d5 · Fou blanc sur case noire e5 · Pion blanc sur case noire f4 · Pion blanc sur case blanche b3 · Fou blanc sur case blanche d3 · Pion blanc sur case noire e3 · Cavalier blanc sur case noire g3 · Pion blanc sur case blanche a2 · Pion blanc sur case blanche c2 · Pion blanc sur case noire d2 · Dame blanche sur case blanche e2 · Pion blanc sur case blanche g2 · Pion blanc sur case noire h2 · Tour blanche sur case noire a1 · Tour blanche sur case blanche f1 · Roi blanc sur case noire g1 | Tour noire sur case blanche a8 · Tour noire sur case noire f8 · Roi noir sur case blanche g8 · Fou noir sur case blanche b7 · Fou noir sur case noire e7 · Pion noir sur case blanche f7 · Pion noir sur case noire g7 · Pion noir sur case blanche h7 · Pion noir sur case blanche a6 · Pion noir sur case noire b6 · Dame noire sur case blanche c6 · Pion noir sur case blanche e6 · Cavalier noir sur case noire f6 · Pion noir sur case noire c5 · Pion noir sur case blanche d5 · Fou blanc sur case noire e5 · Pion blanc sur case noire f4 · Pion blanc sur case blanche b3 · Fou blanc sur case blanche d3 · Pion blanc sur case noire e3 · Cavalier blanc sur case noire g3 · Pion blanc sur case blanche a2 · Pion blanc sur case blanche c2 · Pion blanc sur case noire d2 · Dame blanche sur case blanche e2 · Pion blanc sur case blanche g2 · Pion blanc sur case noire h2 · Tour blanche sur case noire a1 · Tour blanche sur case blanche f1 · Roi blanc sur case noire g1 | Tour noire sur case blanche a8 · Tour noire sur case noire f8 · Roi noir sur case blanche g8 · Fou noir sur case blanche b7 · Fou noir sur case noire e7 · Pion noir sur case blanche f7 · Pion noir sur case noire g7 · Pion noir sur case blanche h7 · Pion noir sur case blanche a6 · Pion noir sur case noire b6 · Dame noire sur case blanche c6 · Pion noir sur case blanche e6 · Cavalier noir sur case noire f6 · Pion noir sur case noire c5 · Pion noir sur case blanche d5 · Fou blanc sur case noire e5 · Pion blanc sur case noire f4 · Pion blanc sur case blanche b3 · Fou blanc sur case blanche d3 · Pion blanc sur case noire e3 · Cavalier blanc sur case noire g3 · Pion blanc sur case blanche a2 · Pion blanc sur case blanche c2 · Pion blanc sur case noire d2 · Dame blanche sur case blanche e2 · Pion blanc sur case blanche g2 · Pion blanc sur case noire h2 · Tour blanche sur case noire a1 · Tour blanche sur case blanche f1 · Roi blanc sur case noire g1 | Tour noire sur case blanche a8 · Tour noire sur case noire f8 · Roi noir sur case blanche g8 · Fou noir sur case blanche b7 · Fou noir sur case noire e7 · Pion noir sur case blanche f7 · Pion noir sur case noire g7 · Pion noir sur case blanche h7 · Pion noir sur case blanche a6 · Pion noir sur case noire b6 · Dame noire sur case blanche c6 · Pion noir sur case blanche e6 · Cavalier noir sur case noire f6 · Pion noir sur case noire c5 · Pion noir sur case blanche d5 · Fou blanc sur case noire e5 · Pion blanc sur case noire f4 · Pion blanc sur case blanche b3 · Fou blanc sur case blanche d3 · Pion blanc sur case noire e3 · Cavalier blanc sur case noire g3 · Pion blanc sur case blanche a2 · Pion blanc sur case blanche c2 · Pion blanc sur case noire d2 · Dame blanche sur case blanche e2 · Pion blanc sur case blanche g2 · Pion blanc sur case noire h2 · Tour blanche sur case noire a1 · Tour blanche sur case blanche f1 · Roi blanc sur case noire g1 | Tour noire sur case blanche a8 · Tour noire sur case noire f8 · Roi noir sur case blanche g8 · Fou noir sur case blanche b7 · Fou noir sur case noire e7 · Pion noir sur case blanche f7 · Pion noir sur case noire g7 · Pion noir sur case blanche h7 · Pion noir sur case blanche a6 · Pion noir sur case noire b6 · Dame noire sur case blanche c6 · Pion noir sur case blanche e6 · Cavalier noir sur case noire f6 · Pion noir sur case noire c5 · Pion noir sur case blanche d5 · Fou blanc sur case noire e5 · Pion blanc sur case noire f4 · Pion blanc sur case blanche b3 · Fou blanc sur case blanche d3 · Pion blanc sur case noire e3 · Cavalier blanc sur case noire g3 · Pion blanc sur case blanche a2 · Pion blanc sur case blanche c2 · Pion blanc sur case noire d2 · Dame blanche sur case blanche e2 · Pion blanc sur case blanche g2 · Pion blanc sur case noire h2 · Tour blanche sur case noire a1 · Tour blanche sur case blanche f1 · Roi blanc sur case noire g1 | 3 |
| 2 | Tour noire sur case blanche a8 · Tour noire sur case noire f8 · Roi noir sur case blanche g8 · Fou noir sur case blanche b7 · Fou noir sur case noire e7 · Pion noir sur case blanche f7 · Pion noir sur case noire g7 · Pion noir sur case blanche h7 · Pion noir sur case blanche a6 · Pion noir sur case noire b6 · Dame noire sur case blanche c6 · Pion noir sur case blanche e6 · Cavalier noir sur case noire f6 · Pion noir sur case noire c5 · Pion noir sur case blanche d5 · Fou blanc sur case noire e5 · Pion blanc sur case noire f4 · Pion blanc sur case blanche b3 · Fou blanc sur case blanche d3 · Pion blanc sur case noire e3 · Cavalier blanc sur case noire g3 · Pion blanc sur case blanche a2 · Pion blanc sur case blanche c2 · Pion blanc sur case noire d2 · Dame blanche sur case blanche e2 · Pion blanc sur case blanche g2 · Pion blanc sur case noire h2 · Tour blanche sur case noire a1 · Tour blanche sur case blanche f1 · Roi blanc sur case noire g1 | Tour noire sur case blanche a8 · Tour noire sur case noire f8 · Roi noir sur case blanche g8 · Fou noir sur case blanche b7 · Fou noir sur case noire e7 · Pion noir sur case blanche f7 · Pion noir sur case noire g7 · Pion noir sur case blanche h7 · Pion noir sur case blanche a6 · Pion noir sur case noire b6 · Dame noire sur case blanche c6 · Pion noir sur case blanche e6 · Cavalier noir sur case noire f6 · Pion noir sur case noire c5 · Pion noir sur case blanche d5 · Fou blanc sur case noire e5 · Pion blanc sur case noire f4 · Pion blanc sur case blanche b3 · Fou blanc sur case blanche d3 · Pion blanc sur case noire e3 · Cavalier blanc sur case noire g3 · Pion blanc sur case blanche a2 · Pion blanc sur case blanche c2 · Pion blanc sur case noire d2 · Dame blanche sur case blanche e2 · Pion blanc sur case blanche g2 · Pion blanc sur case noire h2 · Tour blanche sur case noire a1 · Tour blanche sur case blanche f1 · Roi blanc sur case noire g1 | Tour noire sur case blanche a8 · Tour noire sur case noire f8 · Roi noir sur case blanche g8 · Fou noir sur case blanche b7 · Fou noir sur case noire e7 · Pion noir sur case blanche f7 · Pion noir sur case noire g7 · Pion noir sur case blanche h7 · Pion noir sur case blanche a6 · Pion noir sur case noire b6 · Dame noire sur case blanche c6 · Pion noir sur case blanche e6 · Cavalier noir sur case noire f6 · Pion noir sur case noire c5 · Pion noir sur case blanche d5 · Fou blanc sur case noire e5 · Pion blanc sur case noire f4 · Pion blanc sur case blanche b3 · Fou blanc sur case blanche d3 · Pion blanc sur case noire e3 · Cavalier blanc sur case noire g3 · Pion blanc sur case blanche a2 · Pion blanc sur case blanche c2 · Pion blanc sur case noire d2 · Dame blanche sur case blanche e2 · Pion blanc sur case blanche g2 · Pion blanc sur case noire h2 · Tour blanche sur case noire a1 · Tour blanche sur case blanche f1 · Roi blanc sur case noire g1 | Tour noire sur case blanche a8 · Tour noire sur case noire f8 · Roi noir sur case blanche g8 · Fou noir sur case blanche b7 · Fou noir sur case noire e7 · Pion noir sur case blanche f7 · Pion noir sur case noire g7 · Pion noir sur case blanche h7 · Pion noir sur case blanche a6 · Pion noir sur case noire b6 · Dame noire sur case blanche c6 · Pion noir sur case blanche e6 · Cavalier noir sur case noire f6 · Pion noir sur case noire c5 · Pion noir sur case blanche d5 · Fou blanc sur case noire e5 · Pion blanc sur case noire f4 · Pion blanc sur case blanche b3 · Fou blanc sur case blanche d3 · Pion blanc sur case noire e3 · Cavalier blanc sur case noire g3 · Pion blanc sur case blanche a2 · Pion blanc sur case blanche c2 · Pion blanc sur case noire d2 · Dame blanche sur case blanche e2 · Pion blanc sur case blanche g2 · Pion blanc sur case noire h2 · Tour blanche sur case noire a1 · Tour blanche sur case blanche f1 · Roi blanc sur case noire g1 | Tour noire sur case blanche a8 · Tour noire sur case noire f8 · Roi noir sur case blanche g8 · Fou noir sur case blanche b7 · Fou noir sur case noire e7 · Pion noir sur case blanche f7 · Pion noir sur case noire g7 · Pion noir sur case blanche h7 · Pion noir sur case blanche a6 · Pion noir sur case noire b6 · Dame noire sur case blanche c6 · Pion noir sur case blanche e6 · Cavalier noir sur case noire f6 · Pion noir sur case noire c5 · Pion noir sur case blanche d5 · Fou blanc sur case noire e5 · Pion blanc sur case noire f4 · Pion blanc sur case blanche b3 · Fou blanc sur case blanche d3 · Pion blanc sur case noire e3 · Cavalier blanc sur case noire g3 · Pion blanc sur case blanche a2 · Pion blanc sur case blanche c2 · Pion blanc sur case noire d2 · Dame blanche sur case blanche e2 · Pion blanc sur case blanche g2 · Pion blanc sur case noire h2 · Tour blanche sur case noire a1 · Tour blanche sur case blanche f1 · Roi blanc sur case noire g1 | Tour noire sur case blanche a8 · Tour noire sur case noire f8 · Roi noir sur case blanche g8 · Fou noir sur case blanche b7 · Fou noir sur case noire e7 · Pion noir sur case blanche f7 · Pion noir sur case noire g7 · Pion noir sur case blanche h7 · Pion noir sur case blanche a6 · Pion noir sur case noire b6 · Dame noire sur case blanche c6 · Pion noir sur case blanche e6 · Cavalier noir sur case noire f6 · Pion noir sur case noire c5 · Pion noir sur case blanche d5 · Fou blanc sur case noire e5 · Pion blanc sur case noire f4 · Pion blanc sur case blanche b3 · Fou blanc sur case blanche d3 · Pion blanc sur case noire e3 · Cavalier blanc sur case noire g3 · Pion blanc sur case blanche a2 · Pion blanc sur case blanche c2 · Pion blanc sur case noire d2 · Dame blanche sur case blanche e2 · Pion blanc sur case blanche g2 · Pion blanc sur case noire h2 · Tour blanche sur case noire a1 · Tour blanche sur case blanche f1 · Roi blanc sur case noire g1 | Tour noire sur case blanche a8 · Tour noire sur case noire f8 · Roi noir sur case blanche g8 · Fou noir sur case blanche b7 · Fou noir sur case noire e7 · Pion noir sur case blanche f7 · Pion noir sur case noire g7 · Pion noir sur case blanche h7 · Pion noir sur case blanche a6 · Pion noir sur case noire b6 · Dame noire sur case blanche c6 · Pion noir sur case blanche e6 · Cavalier noir sur case noire f6 · Pion noir sur case noire c5 · Pion noir sur case blanche d5 · Fou blanc sur case noire e5 · Pion blanc sur case noire f4 · Pion blanc sur case blanche b3 · Fou blanc sur case blanche d3 · Pion blanc sur case noire e3 · Cavalier blanc sur case noire g3 · Pion blanc sur case blanche a2 · Pion blanc sur case blanche c2 · Pion blanc sur case noire d2 · Dame blanche sur case blanche e2 · Pion blanc sur case blanche g2 · Pion blanc sur case noire h2 · Tour blanche sur case noire a1 · Tour blanche sur case blanche f1 · Roi blanc sur case noire g1 | Tour noire sur case blanche a8 · Tour noire sur case noire f8 · Roi noir sur case blanche g8 · Fou noir sur case blanche b7 · Fou noir sur case noire e7 · Pion noir sur case blanche f7 · Pion noir sur case noire g7 · Pion noir sur case blanche h7 · Pion noir sur case blanche a6 · Pion noir sur case noire b6 · Dame noire sur case blanche c6 · Pion noir sur case blanche e6 · Cavalier noir sur case noire f6 · Pion noir sur case noire c5 · Pion noir sur case blanche d5 · Fou blanc sur case noire e5 · Pion blanc sur case noire f4 · Pion blanc sur case blanche b3 · Fou blanc sur case blanche d3 · Pion blanc sur case noire e3 · Cavalier blanc sur case noire g3 · Pion blanc sur case blanche a2 · Pion blanc sur case blanche c2 · Pion blanc sur case noire d2 · Dame blanche sur case blanche e2 · Pion blanc sur case blanche g2 · Pion blanc sur case noire h2 · Tour blanche sur case noire a1 · Tour blanche sur case blanche f1 · Roi blanc sur case noire g1 | 2 |
| 1 | Tour noire sur case blanche a8 · Tour noire sur case noire f8 · Roi noir sur case blanche g8 · Fou noir sur case blanche b7 · Fou noir sur case noire e7 · Pion noir sur case blanche f7 · Pion noir sur case noire g7 · Pion noir sur case blanche h7 · Pion noir sur case blanche a6 · Pion noir sur case noire b6 · Dame noire sur case blanche c6 · Pion noir sur case blanche e6 · Cavalier noir sur case noire f6 · Pion noir sur case noire c5 · Pion noir sur case blanche d5 · Fou blanc sur case noire e5 · Pion blanc sur case noire f4 · Pion blanc sur case blanche b3 · Fou blanc sur case blanche d3 · Pion blanc sur case noire e3 · Cavalier blanc sur case noire g3 · Pion blanc sur case blanche a2 · Pion blanc sur case blanche c2 · Pion blanc sur case noire d2 · Dame blanche sur case blanche e2 · Pion blanc sur case blanche g2 · Pion blanc sur case noire h2 · Tour blanche sur case noire a1 · Tour blanche sur case blanche f1 · Roi blanc sur case noire g1 | Tour noire sur case blanche a8 · Tour noire sur case noire f8 · Roi noir sur case blanche g8 · Fou noir sur case blanche b7 · Fou noir sur case noire e7 · Pion noir sur case blanche f7 · Pion noir sur case noire g7 · Pion noir sur case blanche h7 · Pion noir sur case blanche a6 · Pion noir sur case noire b6 · Dame noire sur case blanche c6 · Pion noir sur case blanche e6 · Cavalier noir sur case noire f6 · Pion noir sur case noire c5 · Pion noir sur case blanche d5 · Fou blanc sur case noire e5 · Pion blanc sur case noire f4 · Pion blanc sur case blanche b3 · Fou blanc sur case blanche d3 · Pion blanc sur case noire e3 · Cavalier blanc sur case noire g3 · Pion blanc sur case blanche a2 · Pion blanc sur case blanche c2 · Pion blanc sur case noire d2 · Dame blanche sur case blanche e2 · Pion blanc sur case blanche g2 · Pion blanc sur case noire h2 · Tour blanche sur case noire a1 · Tour blanche sur case blanche f1 · Roi blanc sur case noire g1 | Tour noire sur case blanche a8 · Tour noire sur case noire f8 · Roi noir sur case blanche g8 · Fou noir sur case blanche b7 · Fou noir sur case noire e7 · Pion noir sur case blanche f7 · Pion noir sur case noire g7 · Pion noir sur case blanche h7 · Pion noir sur case blanche a6 · Pion noir sur case noire b6 · Dame noire sur case blanche c6 · Pion noir sur case blanche e6 · Cavalier noir sur case noire f6 · Pion noir sur case noire c5 · Pion noir sur case blanche d5 · Fou blanc sur case noire e5 · Pion blanc sur case noire f4 · Pion blanc sur case blanche b3 · Fou blanc sur case blanche d3 · Pion blanc sur case noire e3 · Cavalier blanc sur case noire g3 · Pion blanc sur case blanche a2 · Pion blanc sur case blanche c2 · Pion blanc sur case noire d2 · Dame blanche sur case blanche e2 · Pion blanc sur case blanche g2 · Pion blanc sur case noire h2 · Tour blanche sur case noire a1 · Tour blanche sur case blanche f1 · Roi blanc sur case noire g1 | Tour noire sur case blanche a8 · Tour noire sur case noire f8 · Roi noir sur case blanche g8 · Fou noir sur case blanche b7 · Fou noir sur case noire e7 · Pion noir sur case blanche f7 · Pion noir sur case noire g7 · Pion noir sur case blanche h7 · Pion noir sur case blanche a6 · Pion noir sur case noire b6 · Dame noire sur case blanche c6 · Pion noir sur case blanche e6 · Cavalier noir sur case noire f6 · Pion noir sur case noire c5 · Pion noir sur case blanche d5 · Fou blanc sur case noire e5 · Pion blanc sur case noire f4 · Pion blanc sur case blanche b3 · Fou blanc sur case blanche d3 · Pion blanc sur case noire e3 · Cavalier blanc sur case noire g3 · Pion blanc sur case blanche a2 · Pion blanc sur case blanche c2 · Pion blanc sur case noire d2 · Dame blanche sur case blanche e2 · Pion blanc sur case blanche g2 · Pion blanc sur case noire h2 · Tour blanche sur case noire a1 · Tour blanche sur case blanche f1 · Roi blanc sur case noire g1 | Tour noire sur case blanche a8 · Tour noire sur case noire f8 · Roi noir sur case blanche g8 · Fou noir sur case blanche b7 · Fou noir sur case noire e7 · Pion noir sur case blanche f7 · Pion noir sur case noire g7 · Pion noir sur case blanche h7 · Pion noir sur case blanche a6 · Pion noir sur case noire b6 · Dame noire sur case blanche c6 · Pion noir sur case blanche e6 · Cavalier noir sur case noire f6 · Pion noir sur case noire c5 · Pion noir sur case blanche d5 · Fou blanc sur case noire e5 · Pion blanc sur case noire f4 · Pion blanc sur case blanche b3 · Fou blanc sur case blanche d3 · Pion blanc sur case noire e3 · Cavalier blanc sur case noire g3 · Pion blanc sur case blanche a2 · Pion blanc sur case blanche c2 · Pion blanc sur case noire d2 · Dame blanche sur case blanche e2 · Pion blanc sur case blanche g2 · Pion blanc sur case noire h2 · Tour blanche sur case noire a1 · Tour blanche sur case blanche f1 · Roi blanc sur case noire g1 | Tour noire sur case blanche a8 · Tour noire sur case noire f8 · Roi noir sur case blanche g8 · Fou noir sur case blanche b7 · Fou noir sur case noire e7 · Pion noir sur case blanche f7 · Pion noir sur case noire g7 · Pion noir sur case blanche h7 · Pion noir sur case blanche a6 · Pion noir sur case noire b6 · Dame noire sur case blanche c6 · Pion noir sur case blanche e6 · Cavalier noir sur case noire f6 · Pion noir sur case noire c5 · Pion noir sur case blanche d5 · Fou blanc sur case noire e5 · Pion blanc sur case noire f4 · Pion blanc sur case blanche b3 · Fou blanc sur case blanche d3 · Pion blanc sur case noire e3 · Cavalier blanc sur case noire g3 · Pion blanc sur case blanche a2 · Pion blanc sur case blanche c2 · Pion blanc sur case noire d2 · Dame blanche sur case blanche e2 · Pion blanc sur case blanche g2 · Pion blanc sur case noire h2 · Tour blanche sur case noire a1 · Tour blanche sur case blanche f1 · Roi blanc sur case noire g1 | Tour noire sur case blanche a8 · Tour noire sur case noire f8 · Roi noir sur case blanche g8 · Fou noir sur case blanche b7 · Fou noir sur case noire e7 · Pion noir sur case blanche f7 · Pion noir sur case noire g7 · Pion noir sur case blanche h7 · Pion noir sur case blanche a6 · Pion noir sur case noire b6 · Dame noire sur case blanche c6 · Pion noir sur case blanche e6 · Cavalier noir sur case noire f6 · Pion noir sur case noire c5 · Pion noir sur case blanche d5 · Fou blanc sur case noire e5 · Pion blanc sur case noire f4 · Pion blanc sur case blanche b3 · Fou blanc sur case blanche d3 · Pion blanc sur case noire e3 · Cavalier blanc sur case noire g3 · Pion blanc sur case blanche a2 · Pion blanc sur case blanche c2 · Pion blanc sur case noire d2 · Dame blanche sur case blanche e2 · Pion blanc sur case blanche g2 · Pion blanc sur case noire h2 · Tour blanche sur case noire a1 · Tour blanche sur case blanche f1 · Roi blanc sur case noire g1 | Tour noire sur case blanche a8 · Tour noire sur case noire f8 · Roi noir sur case blanche g8 · Fou noir sur case blanche b7 · Fou noir sur case noire e7 · Pion noir sur case blanche f7 · Pion noir sur case noire g7 · Pion noir sur case blanche h7 · Pion noir sur case blanche a6 · Pion noir sur case noire b6 · Dame noire sur case blanche c6 · Pion noir sur case blanche e6 · Cavalier noir sur case noire f6 · Pion noir sur case noire c5 · Pion noir sur case blanche d5 · Fou blanc sur case noire e5 · Pion blanc sur case noire f4 · Pion blanc sur case blanche b3 · Fou blanc sur case blanche d3 · Pion blanc sur case noire e3 · Cavalier blanc sur case noire g3 · Pion blanc sur case blanche a2 · Pion blanc sur case blanche c2 · Pion blanc sur case noire d2 · Dame blanche sur case blanche e2 · Pion blanc sur case blanche g2 · Pion blanc sur case noire h2 · Tour blanche sur case noire a1 · Tour blanche sur case blanche f1 · Roi blanc sur case noire g1 | 1 |
|   | a | b | c | d | e | f | g | h |   |

12. Fxe5 Dc6 13. De2 a6? (diagramme)
Coup joué pour positionner un cavalier en d7 sans être ennuyé par Fb5. Le coup 13...a6 permet une combinaison.
14. Ch5! Cxh5
Par le coup du texte, les noirs veulent réfuter les menaces découlant de 15. Dxh5 par f7-f5. Malheureusement pour eux, il n'y a plus de sauvetage possible, car Lasker a préparé :
|   | a | b | c | d | e | f | g | h |   |
| 8 | Tour noire sur case blanche a8 · Tour noire sur case noire f8 · Roi noir sur case blanche g8 · Fou noir sur case blanche b7 · Fou noir sur case noire e7 · Pion noir sur case blanche f7 · Fou blanc sur case noire g7 · Pion noir sur case blanche a6 · Pion noir sur case noire b6 · Dame noire sur case blanche c6 · Pion noir sur case blanche e6 · Pion noir sur case noire c5 · Pion noir sur case blanche d5 · Dame blanche sur case blanche h5 · Pion blanc sur case noire f4 · Pion blanc sur case blanche b3 · Pion blanc sur case noire e3 · Pion blanc sur case blanche a2 · Pion blanc sur case blanche c2 · Pion blanc sur case noire d2 · Pion blanc sur case blanche g2 · Pion blanc sur case noire h2 · Tour blanche sur case noire a1 · Tour blanche sur case blanche f1 · Roi blanc sur case noire g1 | Tour noire sur case blanche a8 · Tour noire sur case noire f8 · Roi noir sur case blanche g8 · Fou noir sur case blanche b7 · Fou noir sur case noire e7 · Pion noir sur case blanche f7 · Fou blanc sur case noire g7 · Pion noir sur case blanche a6 · Pion noir sur case noire b6 · Dame noire sur case blanche c6 · Pion noir sur case blanche e6 · Pion noir sur case noire c5 · Pion noir sur case blanche d5 · Dame blanche sur case blanche h5 · Pion blanc sur case noire f4 · Pion blanc sur case blanche b3 · Pion blanc sur case noire e3 · Pion blanc sur case blanche a2 · Pion blanc sur case blanche c2 · Pion blanc sur case noire d2 · Pion blanc sur case blanche g2 · Pion blanc sur case noire h2 · Tour blanche sur case noire a1 · Tour blanche sur case blanche f1 · Roi blanc sur case noire g1 | Tour noire sur case blanche a8 · Tour noire sur case noire f8 · Roi noir sur case blanche g8 · Fou noir sur case blanche b7 · Fou noir sur case noire e7 · Pion noir sur case blanche f7 · Fou blanc sur case noire g7 · Pion noir sur case blanche a6 · Pion noir sur case noire b6 · Dame noire sur case blanche c6 · Pion noir sur case blanche e6 · Pion noir sur case noire c5 · Pion noir sur case blanche d5 · Dame blanche sur case blanche h5 · Pion blanc sur case noire f4 · Pion blanc sur case blanche b3 · Pion blanc sur case noire e3 · Pion blanc sur case blanche a2 · Pion blanc sur case blanche c2 · Pion blanc sur case noire d2 · Pion blanc sur case blanche g2 · Pion blanc sur case noire h2 · Tour blanche sur case noire a1 · Tour blanche sur case blanche f1 · Roi blanc sur case noire g1 | Tour noire sur case blanche a8 · Tour noire sur case noire f8 · Roi noir sur case blanche g8 · Fou noir sur case blanche b7 · Fou noir sur case noire e7 · Pion noir sur case blanche f7 · Fou blanc sur case noire g7 · Pion noir sur case blanche a6 · Pion noir sur case noire b6 · Dame noire sur case blanche c6 · Pion noir sur case blanche e6 · Pion noir sur case noire c5 · Pion noir sur case blanche d5 · Dame blanche sur case blanche h5 · Pion blanc sur case noire f4 · Pion blanc sur case blanche b3 · Pion blanc sur case noire e3 · Pion blanc sur case blanche a2 · Pion blanc sur case blanche c2 · Pion blanc sur case noire d2 · Pion blanc sur case blanche g2 · Pion blanc sur case noire h2 · Tour blanche sur case noire a1 · Tour blanche sur case blanche f1 · Roi blanc sur case noire g1 | Tour noire sur case blanche a8 · Tour noire sur case noire f8 · Roi noir sur case blanche g8 · Fou noir sur case blanche b7 · Fou noir sur case noire e7 · Pion noir sur case blanche f7 · Fou blanc sur case noire g7 · Pion noir sur case blanche a6 · Pion noir sur case noire b6 · Dame noire sur case blanche c6 · Pion noir sur case blanche e6 · Pion noir sur case noire c5 · Pion noir sur case blanche d5 · Dame blanche sur case blanche h5 · Pion blanc sur case noire f4 · Pion blanc sur case blanche b3 · Pion blanc sur case noire e3 · Pion blanc sur case blanche a2 · Pion blanc sur case blanche c2 · Pion blanc sur case noire d2 · Pion blanc sur case blanche g2 · Pion blanc sur case noire h2 · Tour blanche sur case noire a1 · Tour blanche sur case blanche f1 · Roi blanc sur case noire g1 | Tour noire sur case blanche a8 · Tour noire sur case noire f8 · Roi noir sur case blanche g8 · Fou noir sur case blanche b7 · Fou noir sur case noire e7 · Pion noir sur case blanche f7 · Fou blanc sur case noire g7 · Pion noir sur case blanche a6 · Pion noir sur case noire b6 · Dame noire sur case blanche c6 · Pion noir sur case blanche e6 · Pion noir sur case noire c5 · Pion noir sur case blanche d5 · Dame blanche sur case blanche h5 · Pion blanc sur case noire f4 · Pion blanc sur case blanche b3 · Pion blanc sur case noire e3 · Pion blanc sur case blanche a2 · Pion blanc sur case blanche c2 · Pion blanc sur case noire d2 · Pion blanc sur case blanche g2 · Pion blanc sur case noire h2 · Tour blanche sur case noire a1 · Tour blanche sur case blanche f1 · Roi blanc sur case noire g1 | Tour noire sur case blanche a8 · Tour noire sur case noire f8 · Roi noir sur case blanche g8 · Fou noir sur case blanche b7 · Fou noir sur case noire e7 · Pion noir sur case blanche f7 · Fou blanc sur case noire g7 · Pion noir sur case blanche a6 · Pion noir sur case noire b6 · Dame noire sur case blanche c6 · Pion noir sur case blanche e6 · Pion noir sur case noire c5 · Pion noir sur case blanche d5 · Dame blanche sur case blanche h5 · Pion blanc sur case noire f4 · Pion blanc sur case blanche b3 · Pion blanc sur case noire e3 · Pion blanc sur case blanche a2 · Pion blanc sur case blanche c2 · Pion blanc sur case noire d2 · Pion blanc sur case blanche g2 · Pion blanc sur case noire h2 · Tour blanche sur case noire a1 · Tour blanche sur case blanche f1 · Roi blanc sur case noire g1 | Tour noire sur case blanche a8 · Tour noire sur case noire f8 · Roi noir sur case blanche g8 · Fou noir sur case blanche b7 · Fou noir sur case noire e7 · Pion noir sur case blanche f7 · Fou blanc sur case noire g7 · Pion noir sur case blanche a6 · Pion noir sur case noire b6 · Dame noire sur case blanche c6 · Pion noir sur case blanche e6 · Pion noir sur case noire c5 · Pion noir sur case blanche d5 · Dame blanche sur case blanche h5 · Pion blanc sur case noire f4 · Pion blanc sur case blanche b3 · Pion blanc sur case noire e3 · Pion blanc sur case blanche a2 · Pion blanc sur case blanche c2 · Pion blanc sur case noire d2 · Pion blanc sur case blanche g2 · Pion blanc sur case noire h2 · Tour blanche sur case noire a1 · Tour blanche sur case blanche f1 · Roi blanc sur case noire g1 | 8 |
| 7 | Tour noire sur case blanche a8 · Tour noire sur case noire f8 · Roi noir sur case blanche g8 · Fou noir sur case blanche b7 · Fou noir sur case noire e7 · Pion noir sur case blanche f7 · Fou blanc sur case noire g7 · Pion noir sur case blanche a6 · Pion noir sur case noire b6 · Dame noire sur case blanche c6 · Pion noir sur case blanche e6 · Pion noir sur case noire c5 · Pion noir sur case blanche d5 · Dame blanche sur case blanche h5 · Pion blanc sur case noire f4 · Pion blanc sur case blanche b3 · Pion blanc sur case noire e3 · Pion blanc sur case blanche a2 · Pion blanc sur case blanche c2 · Pion blanc sur case noire d2 · Pion blanc sur case blanche g2 · Pion blanc sur case noire h2 · Tour blanche sur case noire a1 · Tour blanche sur case blanche f1 · Roi blanc sur case noire g1 | Tour noire sur case blanche a8 · Tour noire sur case noire f8 · Roi noir sur case blanche g8 · Fou noir sur case blanche b7 · Fou noir sur case noire e7 · Pion noir sur case blanche f7 · Fou blanc sur case noire g7 · Pion noir sur case blanche a6 · Pion noir sur case noire b6 · Dame noire sur case blanche c6 · Pion noir sur case blanche e6 · Pion noir sur case noire c5 · Pion noir sur case blanche d5 · Dame blanche sur case blanche h5 · Pion blanc sur case noire f4 · Pion blanc sur case blanche b3 · Pion blanc sur case noire e3 · Pion blanc sur case blanche a2 · Pion blanc sur case blanche c2 · Pion blanc sur case noire d2 · Pion blanc sur case blanche g2 · Pion blanc sur case noire h2 · Tour blanche sur case noire a1 · Tour blanche sur case blanche f1 · Roi blanc sur case noire g1 | Tour noire sur case blanche a8 · Tour noire sur case noire f8 · Roi noir sur case blanche g8 · Fou noir sur case blanche b7 · Fou noir sur case noire e7 · Pion noir sur case blanche f7 · Fou blanc sur case noire g7 · Pion noir sur case blanche a6 · Pion noir sur case noire b6 · Dame noire sur case blanche c6 · Pion noir sur case blanche e6 · Pion noir sur case noire c5 · Pion noir sur case blanche d5 · Dame blanche sur case blanche h5 · Pion blanc sur case noire f4 · Pion blanc sur case blanche b3 · Pion blanc sur case noire e3 · Pion blanc sur case blanche a2 · Pion blanc sur case blanche c2 · Pion blanc sur case noire d2 · Pion blanc sur case blanche g2 · Pion blanc sur case noire h2 · Tour blanche sur case noire a1 · Tour blanche sur case blanche f1 · Roi blanc sur case noire g1 | Tour noire sur case blanche a8 · Tour noire sur case noire f8 · Roi noir sur case blanche g8 · Fou noir sur case blanche b7 · Fou noir sur case noire e7 · Pion noir sur case blanche f7 · Fou blanc sur case noire g7 · Pion noir sur case blanche a6 · Pion noir sur case noire b6 · Dame noire sur case blanche c6 · Pion noir sur case blanche e6 · Pion noir sur case noire c5 · Pion noir sur case blanche d5 · Dame blanche sur case blanche h5 · Pion blanc sur case noire f4 · Pion blanc sur case blanche b3 · Pion blanc sur case noire e3 · Pion blanc sur case blanche a2 · Pion blanc sur case blanche c2 · Pion blanc sur case noire d2 · Pion blanc sur case blanche g2 · Pion blanc sur case noire h2 · Tour blanche sur case noire a1 · Tour blanche sur case blanche f1 · Roi blanc sur case noire g1 | Tour noire sur case blanche a8 · Tour noire sur case noire f8 · Roi noir sur case blanche g8 · Fou noir sur case blanche b7 · Fou noir sur case noire e7 · Pion noir sur case blanche f7 · Fou blanc sur case noire g7 · Pion noir sur case blanche a6 · Pion noir sur case noire b6 · Dame noire sur case blanche c6 · Pion noir sur case blanche e6 · Pion noir sur case noire c5 · Pion noir sur case blanche d5 · Dame blanche sur case blanche h5 · Pion blanc sur case noire f4 · Pion blanc sur case blanche b3 · Pion blanc sur case noire e3 · Pion blanc sur case blanche a2 · Pion blanc sur case blanche c2 · Pion blanc sur case noire d2 · Pion blanc sur case blanche g2 · Pion blanc sur case noire h2 · Tour blanche sur case noire a1 · Tour blanche sur case blanche f1 · Roi blanc sur case noire g1 | Tour noire sur case blanche a8 · Tour noire sur case noire f8 · Roi noir sur case blanche g8 · Fou noir sur case blanche b7 · Fou noir sur case noire e7 · Pion noir sur case blanche f7 · Fou blanc sur case noire g7 · Pion noir sur case blanche a6 · Pion noir sur case noire b6 · Dame noire sur case blanche c6 · Pion noir sur case blanche e6 · Pion noir sur case noire c5 · Pion noir sur case blanche d5 · Dame blanche sur case blanche h5 · Pion blanc sur case noire f4 · Pion blanc sur case blanche b3 · Pion blanc sur case noire e3 · Pion blanc sur case blanche a2 · Pion blanc sur case blanche c2 · Pion blanc sur case noire d2 · Pion blanc sur case blanche g2 · Pion blanc sur case noire h2 · Tour blanche sur case noire a1 · Tour blanche sur case blanche f1 · Roi blanc sur case noire g1 | Tour noire sur case blanche a8 · Tour noire sur case noire f8 · Roi noir sur case blanche g8 · Fou noir sur case blanche b7 · Fou noir sur case noire e7 · Pion noir sur case blanche f7 · Fou blanc sur case noire g7 · Pion noir sur case blanche a6 · Pion noir sur case noire b6 · Dame noire sur case blanche c6 · Pion noir sur case blanche e6 · Pion noir sur case noire c5 · Pion noir sur case blanche d5 · Dame blanche sur case blanche h5 · Pion blanc sur case noire f4 · Pion blanc sur case blanche b3 · Pion blanc sur case noire e3 · Pion blanc sur case blanche a2 · Pion blanc sur case blanche c2 · Pion blanc sur case noire d2 · Pion blanc sur case blanche g2 · Pion blanc sur case noire h2 · Tour blanche sur case noire a1 · Tour blanche sur case blanche f1 · Roi blanc sur case noire g1 | Tour noire sur case blanche a8 · Tour noire sur case noire f8 · Roi noir sur case blanche g8 · Fou noir sur case blanche b7 · Fou noir sur case noire e7 · Pion noir sur case blanche f7 · Fou blanc sur case noire g7 · Pion noir sur case blanche a6 · Pion noir sur case noire b6 · Dame noire sur case blanche c6 · Pion noir sur case blanche e6 · Pion noir sur case noire c5 · Pion noir sur case blanche d5 · Dame blanche sur case blanche h5 · Pion blanc sur case noire f4 · Pion blanc sur case blanche b3 · Pion blanc sur case noire e3 · Pion blanc sur case blanche a2 · Pion blanc sur case blanche c2 · Pion blanc sur case noire d2 · Pion blanc sur case blanche g2 · Pion blanc sur case noire h2 · Tour blanche sur case noire a1 · Tour blanche sur case blanche f1 · Roi blanc sur case noire g1 | 7 |
| 6 | Tour noire sur case blanche a8 · Tour noire sur case noire f8 · Roi noir sur case blanche g8 · Fou noir sur case blanche b7 · Fou noir sur case noire e7 · Pion noir sur case blanche f7 · Fou blanc sur case noire g7 · Pion noir sur case blanche a6 · Pion noir sur case noire b6 · Dame noire sur case blanche c6 · Pion noir sur case blanche e6 · Pion noir sur case noire c5 · Pion noir sur case blanche d5 · Dame blanche sur case blanche h5 · Pion blanc sur case noire f4 · Pion blanc sur case blanche b3 · Pion blanc sur case noire e3 · Pion blanc sur case blanche a2 · Pion blanc sur case blanche c2 · Pion blanc sur case noire d2 · Pion blanc sur case blanche g2 · Pion blanc sur case noire h2 · Tour blanche sur case noire a1 · Tour blanche sur case blanche f1 · Roi blanc sur case noire g1 | Tour noire sur case blanche a8 · Tour noire sur case noire f8 · Roi noir sur case blanche g8 · Fou noir sur case blanche b7 · Fou noir sur case noire e7 · Pion noir sur case blanche f7 · Fou blanc sur case noire g7 · Pion noir sur case blanche a6 · Pion noir sur case noire b6 · Dame noire sur case blanche c6 · Pion noir sur case blanche e6 · Pion noir sur case noire c5 · Pion noir sur case blanche d5 · Dame blanche sur case blanche h5 · Pion blanc sur case noire f4 · Pion blanc sur case blanche b3 · Pion blanc sur case noire e3 · Pion blanc sur case blanche a2 · Pion blanc sur case blanche c2 · Pion blanc sur case noire d2 · Pion blanc sur case blanche g2 · Pion blanc sur case noire h2 · Tour blanche sur case noire a1 · Tour blanche sur case blanche f1 · Roi blanc sur case noire g1 | Tour noire sur case blanche a8 · Tour noire sur case noire f8 · Roi noir sur case blanche g8 · Fou noir sur case blanche b7 · Fou noir sur case noire e7 · Pion noir sur case blanche f7 · Fou blanc sur case noire g7 · Pion noir sur case blanche a6 · Pion noir sur case noire b6 · Dame noire sur case blanche c6 · Pion noir sur case blanche e6 · Pion noir sur case noire c5 · Pion noir sur case blanche d5 · Dame blanche sur case blanche h5 · Pion blanc sur case noire f4 · Pion blanc sur case blanche b3 · Pion blanc sur case noire e3 · Pion blanc sur case blanche a2 · Pion blanc sur case blanche c2 · Pion blanc sur case noire d2 · Pion blanc sur case blanche g2 · Pion blanc sur case noire h2 · Tour blanche sur case noire a1 · Tour blanche sur case blanche f1 · Roi blanc sur case noire g1 | Tour noire sur case blanche a8 · Tour noire sur case noire f8 · Roi noir sur case blanche g8 · Fou noir sur case blanche b7 · Fou noir sur case noire e7 · Pion noir sur case blanche f7 · Fou blanc sur case noire g7 · Pion noir sur case blanche a6 · Pion noir sur case noire b6 · Dame noire sur case blanche c6 · Pion noir sur case blanche e6 · Pion noir sur case noire c5 · Pion noir sur case blanche d5 · Dame blanche sur case blanche h5 · Pion blanc sur case noire f4 · Pion blanc sur case blanche b3 · Pion blanc sur case noire e3 · Pion blanc sur case blanche a2 · Pion blanc sur case blanche c2 · Pion blanc sur case noire d2 · Pion blanc sur case blanche g2 · Pion blanc sur case noire h2 · Tour blanche sur case noire a1 · Tour blanche sur case blanche f1 · Roi blanc sur case noire g1 | Tour noire sur case blanche a8 · Tour noire sur case noire f8 · Roi noir sur case blanche g8 · Fou noir sur case blanche b7 · Fou noir sur case noire e7 · Pion noir sur case blanche f7 · Fou blanc sur case noire g7 · Pion noir sur case blanche a6 · Pion noir sur case noire b6 · Dame noire sur case blanche c6 · Pion noir sur case blanche e6 · Pion noir sur case noire c5 · Pion noir sur case blanche d5 · Dame blanche sur case blanche h5 · Pion blanc sur case noire f4 · Pion blanc sur case blanche b3 · Pion blanc sur case noire e3 · Pion blanc sur case blanche a2 · Pion blanc sur case blanche c2 · Pion blanc sur case noire d2 · Pion blanc sur case blanche g2 · Pion blanc sur case noire h2 · Tour blanche sur case noire a1 · Tour blanche sur case blanche f1 · Roi blanc sur case noire g1 | Tour noire sur case blanche a8 · Tour noire sur case noire f8 · Roi noir sur case blanche g8 · Fou noir sur case blanche b7 · Fou noir sur case noire e7 · Pion noir sur case blanche f7 · Fou blanc sur case noire g7 · Pion noir sur case blanche a6 · Pion noir sur case noire b6 · Dame noire sur case blanche c6 · Pion noir sur case blanche e6 · Pion noir sur case noire c5 · Pion noir sur case blanche d5 · Dame blanche sur case blanche h5 · Pion blanc sur case noire f4 · Pion blanc sur case blanche b3 · Pion blanc sur case noire e3 · Pion blanc sur case blanche a2 · Pion blanc sur case blanche c2 · Pion blanc sur case noire d2 · Pion blanc sur case blanche g2 · Pion blanc sur case noire h2 · Tour blanche sur case noire a1 · Tour blanche sur case blanche f1 · Roi blanc sur case noire g1 | Tour noire sur case blanche a8 · Tour noire sur case noire f8 · Roi noir sur case blanche g8 · Fou noir sur case blanche b7 · Fou noir sur case noire e7 · Pion noir sur case blanche f7 · Fou blanc sur case noire g7 · Pion noir sur case blanche a6 · Pion noir sur case noire b6 · Dame noire sur case blanche c6 · Pion noir sur case blanche e6 · Pion noir sur case noire c5 · Pion noir sur case blanche d5 · Dame blanche sur case blanche h5 · Pion blanc sur case noire f4 · Pion blanc sur case blanche b3 · Pion blanc sur case noire e3 · Pion blanc sur case blanche a2 · Pion blanc sur case blanche c2 · Pion blanc sur case noire d2 · Pion blanc sur case blanche g2 · Pion blanc sur case noire h2 · Tour blanche sur case noire a1 · Tour blanche sur case blanche f1 · Roi blanc sur case noire g1 | Tour noire sur case blanche a8 · Tour noire sur case noire f8 · Roi noir sur case blanche g8 · Fou noir sur case blanche b7 · Fou noir sur case noire e7 · Pion noir sur case blanche f7 · Fou blanc sur case noire g7 · Pion noir sur case blanche a6 · Pion noir sur case noire b6 · Dame noire sur case blanche c6 · Pion noir sur case blanche e6 · Pion noir sur case noire c5 · Pion noir sur case blanche d5 · Dame blanche sur case blanche h5 · Pion blanc sur case noire f4 · Pion blanc sur case blanche b3 · Pion blanc sur case noire e3 · Pion blanc sur case blanche a2 · Pion blanc sur case blanche c2 · Pion blanc sur case noire d2 · Pion blanc sur case blanche g2 · Pion blanc sur case noire h2 · Tour blanche sur case noire a1 · Tour blanche sur case blanche f1 · Roi blanc sur case noire g1 | 6 |
| 5 | Tour noire sur case blanche a8 · Tour noire sur case noire f8 · Roi noir sur case blanche g8 · Fou noir sur case blanche b7 · Fou noir sur case noire e7 · Pion noir sur case blanche f7 · Fou blanc sur case noire g7 · Pion noir sur case blanche a6 · Pion noir sur case noire b6 · Dame noire sur case blanche c6 · Pion noir sur case blanche e6 · Pion noir sur case noire c5 · Pion noir sur case blanche d5 · Dame blanche sur case blanche h5 · Pion blanc sur case noire f4 · Pion blanc sur case blanche b3 · Pion blanc sur case noire e3 · Pion blanc sur case blanche a2 · Pion blanc sur case blanche c2 · Pion blanc sur case noire d2 · Pion blanc sur case blanche g2 · Pion blanc sur case noire h2 · Tour blanche sur case noire a1 · Tour blanche sur case blanche f1 · Roi blanc sur case noire g1 | Tour noire sur case blanche a8 · Tour noire sur case noire f8 · Roi noir sur case blanche g8 · Fou noir sur case blanche b7 · Fou noir sur case noire e7 · Pion noir sur case blanche f7 · Fou blanc sur case noire g7 · Pion noir sur case blanche a6 · Pion noir sur case noire b6 · Dame noire sur case blanche c6 · Pion noir sur case blanche e6 · Pion noir sur case noire c5 · Pion noir sur case blanche d5 · Dame blanche sur case blanche h5 · Pion blanc sur case noire f4 · Pion blanc sur case blanche b3 · Pion blanc sur case noire e3 · Pion blanc sur case blanche a2 · Pion blanc sur case blanche c2 · Pion blanc sur case noire d2 · Pion blanc sur case blanche g2 · Pion blanc sur case noire h2 · Tour blanche sur case noire a1 · Tour blanche sur case blanche f1 · Roi blanc sur case noire g1 | Tour noire sur case blanche a8 · Tour noire sur case noire f8 · Roi noir sur case blanche g8 · Fou noir sur case blanche b7 · Fou noir sur case noire e7 · Pion noir sur case blanche f7 · Fou blanc sur case noire g7 · Pion noir sur case blanche a6 · Pion noir sur case noire b6 · Dame noire sur case blanche c6 · Pion noir sur case blanche e6 · Pion noir sur case noire c5 · Pion noir sur case blanche d5 · Dame blanche sur case blanche h5 · Pion blanc sur case noire f4 · Pion blanc sur case blanche b3 · Pion blanc sur case noire e3 · Pion blanc sur case blanche a2 · Pion blanc sur case blanche c2 · Pion blanc sur case noire d2 · Pion blanc sur case blanche g2 · Pion blanc sur case noire h2 · Tour blanche sur case noire a1 · Tour blanche sur case blanche f1 · Roi blanc sur case noire g1 | Tour noire sur case blanche a8 · Tour noire sur case noire f8 · Roi noir sur case blanche g8 · Fou noir sur case blanche b7 · Fou noir sur case noire e7 · Pion noir sur case blanche f7 · Fou blanc sur case noire g7 · Pion noir sur case blanche a6 · Pion noir sur case noire b6 · Dame noire sur case blanche c6 · Pion noir sur case blanche e6 · Pion noir sur case noire c5 · Pion noir sur case blanche d5 · Dame blanche sur case blanche h5 · Pion blanc sur case noire f4 · Pion blanc sur case blanche b3 · Pion blanc sur case noire e3 · Pion blanc sur case blanche a2 · Pion blanc sur case blanche c2 · Pion blanc sur case noire d2 · Pion blanc sur case blanche g2 · Pion blanc sur case noire h2 · Tour blanche sur case noire a1 · Tour blanche sur case blanche f1 · Roi blanc sur case noire g1 | Tour noire sur case blanche a8 · Tour noire sur case noire f8 · Roi noir sur case blanche g8 · Fou noir sur case blanche b7 · Fou noir sur case noire e7 · Pion noir sur case blanche f7 · Fou blanc sur case noire g7 · Pion noir sur case blanche a6 · Pion noir sur case noire b6 · Dame noire sur case blanche c6 · Pion noir sur case blanche e6 · Pion noir sur case noire c5 · Pion noir sur case blanche d5 · Dame blanche sur case blanche h5 · Pion blanc sur case noire f4 · Pion blanc sur case blanche b3 · Pion blanc sur case noire e3 · Pion blanc sur case blanche a2 · Pion blanc sur case blanche c2 · Pion blanc sur case noire d2 · Pion blanc sur case blanche g2 · Pion blanc sur case noire h2 · Tour blanche sur case noire a1 · Tour blanche sur case blanche f1 · Roi blanc sur case noire g1 | Tour noire sur case blanche a8 · Tour noire sur case noire f8 · Roi noir sur case blanche g8 · Fou noir sur case blanche b7 · Fou noir sur case noire e7 · Pion noir sur case blanche f7 · Fou blanc sur case noire g7 · Pion noir sur case blanche a6 · Pion noir sur case noire b6 · Dame noire sur case blanche c6 · Pion noir sur case blanche e6 · Pion noir sur case noire c5 · Pion noir sur case blanche d5 · Dame blanche sur case blanche h5 · Pion blanc sur case noire f4 · Pion blanc sur case blanche b3 · Pion blanc sur case noire e3 · Pion blanc sur case blanche a2 · Pion blanc sur case blanche c2 · Pion blanc sur case noire d2 · Pion blanc sur case blanche g2 · Pion blanc sur case noire h2 · Tour blanche sur case noire a1 · Tour blanche sur case blanche f1 · Roi blanc sur case noire g1 | Tour noire sur case blanche a8 · Tour noire sur case noire f8 · Roi noir sur case blanche g8 · Fou noir sur case blanche b7 · Fou noir sur case noire e7 · Pion noir sur case blanche f7 · Fou blanc sur case noire g7 · Pion noir sur case blanche a6 · Pion noir sur case noire b6 · Dame noire sur case blanche c6 · Pion noir sur case blanche e6 · Pion noir sur case noire c5 · Pion noir sur case blanche d5 · Dame blanche sur case blanche h5 · Pion blanc sur case noire f4 · Pion blanc sur case blanche b3 · Pion blanc sur case noire e3 · Pion blanc sur case blanche a2 · Pion blanc sur case blanche c2 · Pion blanc sur case noire d2 · Pion blanc sur case blanche g2 · Pion blanc sur case noire h2 · Tour blanche sur case noire a1 · Tour blanche sur case blanche f1 · Roi blanc sur case noire g1 | Tour noire sur case blanche a8 · Tour noire sur case noire f8 · Roi noir sur case blanche g8 · Fou noir sur case blanche b7 · Fou noir sur case noire e7 · Pion noir sur case blanche f7 · Fou blanc sur case noire g7 · Pion noir sur case blanche a6 · Pion noir sur case noire b6 · Dame noire sur case blanche c6 · Pion noir sur case blanche e6 · Pion noir sur case noire c5 · Pion noir sur case blanche d5 · Dame blanche sur case blanche h5 · Pion blanc sur case noire f4 · Pion blanc sur case blanche b3 · Pion blanc sur case noire e3 · Pion blanc sur case blanche a2 · Pion blanc sur case blanche c2 · Pion blanc sur case noire d2 · Pion blanc sur case blanche g2 · Pion blanc sur case noire h2 · Tour blanche sur case noire a1 · Tour blanche sur case blanche f1 · Roi blanc sur case noire g1 | 5 |
| 4 | Tour noire sur case blanche a8 · Tour noire sur case noire f8 · Roi noir sur case blanche g8 · Fou noir sur case blanche b7 · Fou noir sur case noire e7 · Pion noir sur case blanche f7 · Fou blanc sur case noire g7 · Pion noir sur case blanche a6 · Pion noir sur case noire b6 · Dame noire sur case blanche c6 · Pion noir sur case blanche e6 · Pion noir sur case noire c5 · Pion noir sur case blanche d5 · Dame blanche sur case blanche h5 · Pion blanc sur case noire f4 · Pion blanc sur case blanche b3 · Pion blanc sur case noire e3 · Pion blanc sur case blanche a2 · Pion blanc sur case blanche c2 · Pion blanc sur case noire d2 · Pion blanc sur case blanche g2 · Pion blanc sur case noire h2 · Tour blanche sur case noire a1 · Tour blanche sur case blanche f1 · Roi blanc sur case noire g1 | Tour noire sur case blanche a8 · Tour noire sur case noire f8 · Roi noir sur case blanche g8 · Fou noir sur case blanche b7 · Fou noir sur case noire e7 · Pion noir sur case blanche f7 · Fou blanc sur case noire g7 · Pion noir sur case blanche a6 · Pion noir sur case noire b6 · Dame noire sur case blanche c6 · Pion noir sur case blanche e6 · Pion noir sur case noire c5 · Pion noir sur case blanche d5 · Dame blanche sur case blanche h5 · Pion blanc sur case noire f4 · Pion blanc sur case blanche b3 · Pion blanc sur case noire e3 · Pion blanc sur case blanche a2 · Pion blanc sur case blanche c2 · Pion blanc sur case noire d2 · Pion blanc sur case blanche g2 · Pion blanc sur case noire h2 · Tour blanche sur case noire a1 · Tour blanche sur case blanche f1 · Roi blanc sur case noire g1 | Tour noire sur case blanche a8 · Tour noire sur case noire f8 · Roi noir sur case blanche g8 · Fou noir sur case blanche b7 · Fou noir sur case noire e7 · Pion noir sur case blanche f7 · Fou blanc sur case noire g7 · Pion noir sur case blanche a6 · Pion noir sur case noire b6 · Dame noire sur case blanche c6 · Pion noir sur case blanche e6 · Pion noir sur case noire c5 · Pion noir sur case blanche d5 · Dame blanche sur case blanche h5 · Pion blanc sur case noire f4 · Pion blanc sur case blanche b3 · Pion blanc sur case noire e3 · Pion blanc sur case blanche a2 · Pion blanc sur case blanche c2 · Pion blanc sur case noire d2 · Pion blanc sur case blanche g2 · Pion blanc sur case noire h2 · Tour blanche sur case noire a1 · Tour blanche sur case blanche f1 · Roi blanc sur case noire g1 | Tour noire sur case blanche a8 · Tour noire sur case noire f8 · Roi noir sur case blanche g8 · Fou noir sur case blanche b7 · Fou noir sur case noire e7 · Pion noir sur case blanche f7 · Fou blanc sur case noire g7 · Pion noir sur case blanche a6 · Pion noir sur case noire b6 · Dame noire sur case blanche c6 · Pion noir sur case blanche e6 · Pion noir sur case noire c5 · Pion noir sur case blanche d5 · Dame blanche sur case blanche h5 · Pion blanc sur case noire f4 · Pion blanc sur case blanche b3 · Pion blanc sur case noire e3 · Pion blanc sur case blanche a2 · Pion blanc sur case blanche c2 · Pion blanc sur case noire d2 · Pion blanc sur case blanche g2 · Pion blanc sur case noire h2 · Tour blanche sur case noire a1 · Tour blanche sur case blanche f1 · Roi blanc sur case noire g1 | Tour noire sur case blanche a8 · Tour noire sur case noire f8 · Roi noir sur case blanche g8 · Fou noir sur case blanche b7 · Fou noir sur case noire e7 · Pion noir sur case blanche f7 · Fou blanc sur case noire g7 · Pion noir sur case blanche a6 · Pion noir sur case noire b6 · Dame noire sur case blanche c6 · Pion noir sur case blanche e6 · Pion noir sur case noire c5 · Pion noir sur case blanche d5 · Dame blanche sur case blanche h5 · Pion blanc sur case noire f4 · Pion blanc sur case blanche b3 · Pion blanc sur case noire e3 · Pion blanc sur case blanche a2 · Pion blanc sur case blanche c2 · Pion blanc sur case noire d2 · Pion blanc sur case blanche g2 · Pion blanc sur case noire h2 · Tour blanche sur case noire a1 · Tour blanche sur case blanche f1 · Roi blanc sur case noire g1 | Tour noire sur case blanche a8 · Tour noire sur case noire f8 · Roi noir sur case blanche g8 · Fou noir sur case blanche b7 · Fou noir sur case noire e7 · Pion noir sur case blanche f7 · Fou blanc sur case noire g7 · Pion noir sur case blanche a6 · Pion noir sur case noire b6 · Dame noire sur case blanche c6 · Pion noir sur case blanche e6 · Pion noir sur case noire c5 · Pion noir sur case blanche d5 · Dame blanche sur case blanche h5 · Pion blanc sur case noire f4 · Pion blanc sur case blanche b3 · Pion blanc sur case noire e3 · Pion blanc sur case blanche a2 · Pion blanc sur case blanche c2 · Pion blanc sur case noire d2 · Pion blanc sur case blanche g2 · Pion blanc sur case noire h2 · Tour blanche sur case noire a1 · Tour blanche sur case blanche f1 · Roi blanc sur case noire g1 | Tour noire sur case blanche a8 · Tour noire sur case noire f8 · Roi noir sur case blanche g8 · Fou noir sur case blanche b7 · Fou noir sur case noire e7 · Pion noir sur case blanche f7 · Fou blanc sur case noire g7 · Pion noir sur case blanche a6 · Pion noir sur case noire b6 · Dame noire sur case blanche c6 · Pion noir sur case blanche e6 · Pion noir sur case noire c5 · Pion noir sur case blanche d5 · Dame blanche sur case blanche h5 · Pion blanc sur case noire f4 · Pion blanc sur case blanche b3 · Pion blanc sur case noire e3 · Pion blanc sur case blanche a2 · Pion blanc sur case blanche c2 · Pion blanc sur case noire d2 · Pion blanc sur case blanche g2 · Pion blanc sur case noire h2 · Tour blanche sur case noire a1 · Tour blanche sur case blanche f1 · Roi blanc sur case noire g1 | Tour noire sur case blanche a8 · Tour noire sur case noire f8 · Roi noir sur case blanche g8 · Fou noir sur case blanche b7 · Fou noir sur case noire e7 · Pion noir sur case blanche f7 · Fou blanc sur case noire g7 · Pion noir sur case blanche a6 · Pion noir sur case noire b6 · Dame noire sur case blanche c6 · Pion noir sur case blanche e6 · Pion noir sur case noire c5 · Pion noir sur case blanche d5 · Dame blanche sur case blanche h5 · Pion blanc sur case noire f4 · Pion blanc sur case blanche b3 · Pion blanc sur case noire e3 · Pion blanc sur case blanche a2 · Pion blanc sur case blanche c2 · Pion blanc sur case noire d2 · Pion blanc sur case blanche g2 · Pion blanc sur case noire h2 · Tour blanche sur case noire a1 · Tour blanche sur case blanche f1 · Roi blanc sur case noire g1 | 4 |
| 3 | Tour noire sur case blanche a8 · Tour noire sur case noire f8 · Roi noir sur case blanche g8 · Fou noir sur case blanche b7 · Fou noir sur case noire e7 · Pion noir sur case blanche f7 · Fou blanc sur case noire g7 · Pion noir sur case blanche a6 · Pion noir sur case noire b6 · Dame noire sur case blanche c6 · Pion noir sur case blanche e6 · Pion noir sur case noire c5 · Pion noir sur case blanche d5 · Dame blanche sur case blanche h5 · Pion blanc sur case noire f4 · Pion blanc sur case blanche b3 · Pion blanc sur case noire e3 · Pion blanc sur case blanche a2 · Pion blanc sur case blanche c2 · Pion blanc sur case noire d2 · Pion blanc sur case blanche g2 · Pion blanc sur case noire h2 · Tour blanche sur case noire a1 · Tour blanche sur case blanche f1 · Roi blanc sur case noire g1 | Tour noire sur case blanche a8 · Tour noire sur case noire f8 · Roi noir sur case blanche g8 · Fou noir sur case blanche b7 · Fou noir sur case noire e7 · Pion noir sur case blanche f7 · Fou blanc sur case noire g7 · Pion noir sur case blanche a6 · Pion noir sur case noire b6 · Dame noire sur case blanche c6 · Pion noir sur case blanche e6 · Pion noir sur case noire c5 · Pion noir sur case blanche d5 · Dame blanche sur case blanche h5 · Pion blanc sur case noire f4 · Pion blanc sur case blanche b3 · Pion blanc sur case noire e3 · Pion blanc sur case blanche a2 · Pion blanc sur case blanche c2 · Pion blanc sur case noire d2 · Pion blanc sur case blanche g2 · Pion blanc sur case noire h2 · Tour blanche sur case noire a1 · Tour blanche sur case blanche f1 · Roi blanc sur case noire g1 | Tour noire sur case blanche a8 · Tour noire sur case noire f8 · Roi noir sur case blanche g8 · Fou noir sur case blanche b7 · Fou noir sur case noire e7 · Pion noir sur case blanche f7 · Fou blanc sur case noire g7 · Pion noir sur case blanche a6 · Pion noir sur case noire b6 · Dame noire sur case blanche c6 · Pion noir sur case blanche e6 · Pion noir sur case noire c5 · Pion noir sur case blanche d5 · Dame blanche sur case blanche h5 · Pion blanc sur case noire f4 · Pion blanc sur case blanche b3 · Pion blanc sur case noire e3 · Pion blanc sur case blanche a2 · Pion blanc sur case blanche c2 · Pion blanc sur case noire d2 · Pion blanc sur case blanche g2 · Pion blanc sur case noire h2 · Tour blanche sur case noire a1 · Tour blanche sur case blanche f1 · Roi blanc sur case noire g1 | Tour noire sur case blanche a8 · Tour noire sur case noire f8 · Roi noir sur case blanche g8 · Fou noir sur case blanche b7 · Fou noir sur case noire e7 · Pion noir sur case blanche f7 · Fou blanc sur case noire g7 · Pion noir sur case blanche a6 · Pion noir sur case noire b6 · Dame noire sur case blanche c6 · Pion noir sur case blanche e6 · Pion noir sur case noire c5 · Pion noir sur case blanche d5 · Dame blanche sur case blanche h5 · Pion blanc sur case noire f4 · Pion blanc sur case blanche b3 · Pion blanc sur case noire e3 · Pion blanc sur case blanche a2 · Pion blanc sur case blanche c2 · Pion blanc sur case noire d2 · Pion blanc sur case blanche g2 · Pion blanc sur case noire h2 · Tour blanche sur case noire a1 · Tour blanche sur case blanche f1 · Roi blanc sur case noire g1 | Tour noire sur case blanche a8 · Tour noire sur case noire f8 · Roi noir sur case blanche g8 · Fou noir sur case blanche b7 · Fou noir sur case noire e7 · Pion noir sur case blanche f7 · Fou blanc sur case noire g7 · Pion noir sur case blanche a6 · Pion noir sur case noire b6 · Dame noire sur case blanche c6 · Pion noir sur case blanche e6 · Pion noir sur case noire c5 · Pion noir sur case blanche d5 · Dame blanche sur case blanche h5 · Pion blanc sur case noire f4 · Pion blanc sur case blanche b3 · Pion blanc sur case noire e3 · Pion blanc sur case blanche a2 · Pion blanc sur case blanche c2 · Pion blanc sur case noire d2 · Pion blanc sur case blanche g2 · Pion blanc sur case noire h2 · Tour blanche sur case noire a1 · Tour blanche sur case blanche f1 · Roi blanc sur case noire g1 | Tour noire sur case blanche a8 · Tour noire sur case noire f8 · Roi noir sur case blanche g8 · Fou noir sur case blanche b7 · Fou noir sur case noire e7 · Pion noir sur case blanche f7 · Fou blanc sur case noire g7 · Pion noir sur case blanche a6 · Pion noir sur case noire b6 · Dame noire sur case blanche c6 · Pion noir sur case blanche e6 · Pion noir sur case noire c5 · Pion noir sur case blanche d5 · Dame blanche sur case blanche h5 · Pion blanc sur case noire f4 · Pion blanc sur case blanche b3 · Pion blanc sur case noire e3 · Pion blanc sur case blanche a2 · Pion blanc sur case blanche c2 · Pion blanc sur case noire d2 · Pion blanc sur case blanche g2 · Pion blanc sur case noire h2 · Tour blanche sur case noire a1 · Tour blanche sur case blanche f1 · Roi blanc sur case noire g1 | Tour noire sur case blanche a8 · Tour noire sur case noire f8 · Roi noir sur case blanche g8 · Fou noir sur case blanche b7 · Fou noir sur case noire e7 · Pion noir sur case blanche f7 · Fou blanc sur case noire g7 · Pion noir sur case blanche a6 · Pion noir sur case noire b6 · Dame noire sur case blanche c6 · Pion noir sur case blanche e6 · Pion noir sur case noire c5 · Pion noir sur case blanche d5 · Dame blanche sur case blanche h5 · Pion blanc sur case noire f4 · Pion blanc sur case blanche b3 · Pion blanc sur case noire e3 · Pion blanc sur case blanche a2 · Pion blanc sur case blanche c2 · Pion blanc sur case noire d2 · Pion blanc sur case blanche g2 · Pion blanc sur case noire h2 · Tour blanche sur case noire a1 · Tour blanche sur case blanche f1 · Roi blanc sur case noire g1 | Tour noire sur case blanche a8 · Tour noire sur case noire f8 · Roi noir sur case blanche g8 · Fou noir sur case blanche b7 · Fou noir sur case noire e7 · Pion noir sur case blanche f7 · Fou blanc sur case noire g7 · Pion noir sur case blanche a6 · Pion noir sur case noire b6 · Dame noire sur case blanche c6 · Pion noir sur case blanche e6 · Pion noir sur case noire c5 · Pion noir sur case blanche d5 · Dame blanche sur case blanche h5 · Pion blanc sur case noire f4 · Pion blanc sur case blanche b3 · Pion blanc sur case noire e3 · Pion blanc sur case blanche a2 · Pion blanc sur case blanche c2 · Pion blanc sur case noire d2 · Pion blanc sur case blanche g2 · Pion blanc sur case noire h2 · Tour blanche sur case noire a1 · Tour blanche sur case blanche f1 · Roi blanc sur case noire g1 | 3 |
| 2 | Tour noire sur case blanche a8 · Tour noire sur case noire f8 · Roi noir sur case blanche g8 · Fou noir sur case blanche b7 · Fou noir sur case noire e7 · Pion noir sur case blanche f7 · Fou blanc sur case noire g7 · Pion noir sur case blanche a6 · Pion noir sur case noire b6 · Dame noire sur case blanche c6 · Pion noir sur case blanche e6 · Pion noir sur case noire c5 · Pion noir sur case blanche d5 · Dame blanche sur case blanche h5 · Pion blanc sur case noire f4 · Pion blanc sur case blanche b3 · Pion blanc sur case noire e3 · Pion blanc sur case blanche a2 · Pion blanc sur case blanche c2 · Pion blanc sur case noire d2 · Pion blanc sur case blanche g2 · Pion blanc sur case noire h2 · Tour blanche sur case noire a1 · Tour blanche sur case blanche f1 · Roi blanc sur case noire g1 | Tour noire sur case blanche a8 · Tour noire sur case noire f8 · Roi noir sur case blanche g8 · Fou noir sur case blanche b7 · Fou noir sur case noire e7 · Pion noir sur case blanche f7 · Fou blanc sur case noire g7 · Pion noir sur case blanche a6 · Pion noir sur case noire b6 · Dame noire sur case blanche c6 · Pion noir sur case blanche e6 · Pion noir sur case noire c5 · Pion noir sur case blanche d5 · Dame blanche sur case blanche h5 · Pion blanc sur case noire f4 · Pion blanc sur case blanche b3 · Pion blanc sur case noire e3 · Pion blanc sur case blanche a2 · Pion blanc sur case blanche c2 · Pion blanc sur case noire d2 · Pion blanc sur case blanche g2 · Pion blanc sur case noire h2 · Tour blanche sur case noire a1 · Tour blanche sur case blanche f1 · Roi blanc sur case noire g1 | Tour noire sur case blanche a8 · Tour noire sur case noire f8 · Roi noir sur case blanche g8 · Fou noir sur case blanche b7 · Fou noir sur case noire e7 · Pion noir sur case blanche f7 · Fou blanc sur case noire g7 · Pion noir sur case blanche a6 · Pion noir sur case noire b6 · Dame noire sur case blanche c6 · Pion noir sur case blanche e6 · Pion noir sur case noire c5 · Pion noir sur case blanche d5 · Dame blanche sur case blanche h5 · Pion blanc sur case noire f4 · Pion blanc sur case blanche b3 · Pion blanc sur case noire e3 · Pion blanc sur case blanche a2 · Pion blanc sur case blanche c2 · Pion blanc sur case noire d2 · Pion blanc sur case blanche g2 · Pion blanc sur case noire h2 · Tour blanche sur case noire a1 · Tour blanche sur case blanche f1 · Roi blanc sur case noire g1 | Tour noire sur case blanche a8 · Tour noire sur case noire f8 · Roi noir sur case blanche g8 · Fou noir sur case blanche b7 · Fou noir sur case noire e7 · Pion noir sur case blanche f7 · Fou blanc sur case noire g7 · Pion noir sur case blanche a6 · Pion noir sur case noire b6 · Dame noire sur case blanche c6 · Pion noir sur case blanche e6 · Pion noir sur case noire c5 · Pion noir sur case blanche d5 · Dame blanche sur case blanche h5 · Pion blanc sur case noire f4 · Pion blanc sur case blanche b3 · Pion blanc sur case noire e3 · Pion blanc sur case blanche a2 · Pion blanc sur case blanche c2 · Pion blanc sur case noire d2 · Pion blanc sur case blanche g2 · Pion blanc sur case noire h2 · Tour blanche sur case noire a1 · Tour blanche sur case blanche f1 · Roi blanc sur case noire g1 | Tour noire sur case blanche a8 · Tour noire sur case noire f8 · Roi noir sur case blanche g8 · Fou noir sur case blanche b7 · Fou noir sur case noire e7 · Pion noir sur case blanche f7 · Fou blanc sur case noire g7 · Pion noir sur case blanche a6 · Pion noir sur case noire b6 · Dame noire sur case blanche c6 · Pion noir sur case blanche e6 · Pion noir sur case noire c5 · Pion noir sur case blanche d5 · Dame blanche sur case blanche h5 · Pion blanc sur case noire f4 · Pion blanc sur case blanche b3 · Pion blanc sur case noire e3 · Pion blanc sur case blanche a2 · Pion blanc sur case blanche c2 · Pion blanc sur case noire d2 · Pion blanc sur case blanche g2 · Pion blanc sur case noire h2 · Tour blanche sur case noire a1 · Tour blanche sur case blanche f1 · Roi blanc sur case noire g1 | Tour noire sur case blanche a8 · Tour noire sur case noire f8 · Roi noir sur case blanche g8 · Fou noir sur case blanche b7 · Fou noir sur case noire e7 · Pion noir sur case blanche f7 · Fou blanc sur case noire g7 · Pion noir sur case blanche a6 · Pion noir sur case noire b6 · Dame noire sur case blanche c6 · Pion noir sur case blanche e6 · Pion noir sur case noire c5 · Pion noir sur case blanche d5 · Dame blanche sur case blanche h5 · Pion blanc sur case noire f4 · Pion blanc sur case blanche b3 · Pion blanc sur case noire e3 · Pion blanc sur case blanche a2 · Pion blanc sur case blanche c2 · Pion blanc sur case noire d2 · Pion blanc sur case blanche g2 · Pion blanc sur case noire h2 · Tour blanche sur case noire a1 · Tour blanche sur case blanche f1 · Roi blanc sur case noire g1 | Tour noire sur case blanche a8 · Tour noire sur case noire f8 · Roi noir sur case blanche g8 · Fou noir sur case blanche b7 · Fou noir sur case noire e7 · Pion noir sur case blanche f7 · Fou blanc sur case noire g7 · Pion noir sur case blanche a6 · Pion noir sur case noire b6 · Dame noire sur case blanche c6 · Pion noir sur case blanche e6 · Pion noir sur case noire c5 · Pion noir sur case blanche d5 · Dame blanche sur case blanche h5 · Pion blanc sur case noire f4 · Pion blanc sur case blanche b3 · Pion blanc sur case noire e3 · Pion blanc sur case blanche a2 · Pion blanc sur case blanche c2 · Pion blanc sur case noire d2 · Pion blanc sur case blanche g2 · Pion blanc sur case noire h2 · Tour blanche sur case noire a1 · Tour blanche sur case blanche f1 · Roi blanc sur case noire g1 | Tour noire sur case blanche a8 · Tour noire sur case noire f8 · Roi noir sur case blanche g8 · Fou noir sur case blanche b7 · Fou noir sur case noire e7 · Pion noir sur case blanche f7 · Fou blanc sur case noire g7 · Pion noir sur case blanche a6 · Pion noir sur case noire b6 · Dame noire sur case blanche c6 · Pion noir sur case blanche e6 · Pion noir sur case noire c5 · Pion noir sur case blanche d5 · Dame blanche sur case blanche h5 · Pion blanc sur case noire f4 · Pion blanc sur case blanche b3 · Pion blanc sur case noire e3 · Pion blanc sur case blanche a2 · Pion blanc sur case blanche c2 · Pion blanc sur case noire d2 · Pion blanc sur case blanche g2 · Pion blanc sur case noire h2 · Tour blanche sur case noire a1 · Tour blanche sur case blanche f1 · Roi blanc sur case noire g1 | 2 |
| 1 | Tour noire sur case blanche a8 · Tour noire sur case noire f8 · Roi noir sur case blanche g8 · Fou noir sur case blanche b7 · Fou noir sur case noire e7 · Pion noir sur case blanche f7 · Fou blanc sur case noire g7 · Pion noir sur case blanche a6 · Pion noir sur case noire b6 · Dame noire sur case blanche c6 · Pion noir sur case blanche e6 · Pion noir sur case noire c5 · Pion noir sur case blanche d5 · Dame blanche sur case blanche h5 · Pion blanc sur case noire f4 · Pion blanc sur case blanche b3 · Pion blanc sur case noire e3 · Pion blanc sur case blanche a2 · Pion blanc sur case blanche c2 · Pion blanc sur case noire d2 · Pion blanc sur case blanche g2 · Pion blanc sur case noire h2 · Tour blanche sur case noire a1 · Tour blanche sur case blanche f1 · Roi blanc sur case noire g1 | Tour noire sur case blanche a8 · Tour noire sur case noire f8 · Roi noir sur case blanche g8 · Fou noir sur case blanche b7 · Fou noir sur case noire e7 · Pion noir sur case blanche f7 · Fou blanc sur case noire g7 · Pion noir sur case blanche a6 · Pion noir sur case noire b6 · Dame noire sur case blanche c6 · Pion noir sur case blanche e6 · Pion noir sur case noire c5 · Pion noir sur case blanche d5 · Dame blanche sur case blanche h5 · Pion blanc sur case noire f4 · Pion blanc sur case blanche b3 · Pion blanc sur case noire e3 · Pion blanc sur case blanche a2 · Pion blanc sur case blanche c2 · Pion blanc sur case noire d2 · Pion blanc sur case blanche g2 · Pion blanc sur case noire h2 · Tour blanche sur case noire a1 · Tour blanche sur case blanche f1 · Roi blanc sur case noire g1 | Tour noire sur case blanche a8 · Tour noire sur case noire f8 · Roi noir sur case blanche g8 · Fou noir sur case blanche b7 · Fou noir sur case noire e7 · Pion noir sur case blanche f7 · Fou blanc sur case noire g7 · Pion noir sur case blanche a6 · Pion noir sur case noire b6 · Dame noire sur case blanche c6 · Pion noir sur case blanche e6 · Pion noir sur case noire c5 · Pion noir sur case blanche d5 · Dame blanche sur case blanche h5 · Pion blanc sur case noire f4 · Pion blanc sur case blanche b3 · Pion blanc sur case noire e3 · Pion blanc sur case blanche a2 · Pion blanc sur case blanche c2 · Pion blanc sur case noire d2 · Pion blanc sur case blanche g2 · Pion blanc sur case noire h2 · Tour blanche sur case noire a1 · Tour blanche sur case blanche f1 · Roi blanc sur case noire g1 | Tour noire sur case blanche a8 · Tour noire sur case noire f8 · Roi noir sur case blanche g8 · Fou noir sur case blanche b7 · Fou noir sur case noire e7 · Pion noir sur case blanche f7 · Fou blanc sur case noire g7 · Pion noir sur case blanche a6 · Pion noir sur case noire b6 · Dame noire sur case blanche c6 · Pion noir sur case blanche e6 · Pion noir sur case noire c5 · Pion noir sur case blanche d5 · Dame blanche sur case blanche h5 · Pion blanc sur case noire f4 · Pion blanc sur case blanche b3 · Pion blanc sur case noire e3 · Pion blanc sur case blanche a2 · Pion blanc sur case blanche c2 · Pion blanc sur case noire d2 · Pion blanc sur case blanche g2 · Pion blanc sur case noire h2 · Tour blanche sur case noire a1 · Tour blanche sur case blanche f1 · Roi blanc sur case noire g1 | Tour noire sur case blanche a8 · Tour noire sur case noire f8 · Roi noir sur case blanche g8 · Fou noir sur case blanche b7 · Fou noir sur case noire e7 · Pion noir sur case blanche f7 · Fou blanc sur case noire g7 · Pion noir sur case blanche a6 · Pion noir sur case noire b6 · Dame noire sur case blanche c6 · Pion noir sur case blanche e6 · Pion noir sur case noire c5 · Pion noir sur case blanche d5 · Dame blanche sur case blanche h5 · Pion blanc sur case noire f4 · Pion blanc sur case blanche b3 · Pion blanc sur case noire e3 · Pion blanc sur case blanche a2 · Pion blanc sur case blanche c2 · Pion blanc sur case noire d2 · Pion blanc sur case blanche g2 · Pion blanc sur case noire h2 · Tour blanche sur case noire a1 · Tour blanche sur case blanche f1 · Roi blanc sur case noire g1 | Tour noire sur case blanche a8 · Tour noire sur case noire f8 · Roi noir sur case blanche g8 · Fou noir sur case blanche b7 · Fou noir sur case noire e7 · Pion noir sur case blanche f7 · Fou blanc sur case noire g7 · Pion noir sur case blanche a6 · Pion noir sur case noire b6 · Dame noire sur case blanche c6 · Pion noir sur case blanche e6 · Pion noir sur case noire c5 · Pion noir sur case blanche d5 · Dame blanche sur case blanche h5 · Pion blanc sur case noire f4 · Pion blanc sur case blanche b3 · Pion blanc sur case noire e3 · Pion blanc sur case blanche a2 · Pion blanc sur case blanche c2 · Pion blanc sur case noire d2 · Pion blanc sur case blanche g2 · Pion blanc sur case noire h2 · Tour blanche sur case noire a1 · Tour blanche sur case blanche f1 · Roi blanc sur case noire g1 | Tour noire sur case blanche a8 · Tour noire sur case noire f8 · Roi noir sur case blanche g8 · Fou noir sur case blanche b7 · Fou noir sur case noire e7 · Pion noir sur case blanche f7 · Fou blanc sur case noire g7 · Pion noir sur case blanche a6 · Pion noir sur case noire b6 · Dame noire sur case blanche c6 · Pion noir sur case blanche e6 · Pion noir sur case noire c5 · Pion noir sur case blanche d5 · Dame blanche sur case blanche h5 · Pion blanc sur case noire f4 · Pion blanc sur case blanche b3 · Pion blanc sur case noire e3 · Pion blanc sur case blanche a2 · Pion blanc sur case blanche c2 · Pion blanc sur case noire d2 · Pion blanc sur case blanche g2 · Pion blanc sur case noire h2 · Tour blanche sur case noire a1 · Tour blanche sur case blanche f1 · Roi blanc sur case noire g1 | Tour noire sur case blanche a8 · Tour noire sur case noire f8 · Roi noir sur case blanche g8 · Fou noir sur case blanche b7 · Fou noir sur case noire e7 · Pion noir sur case blanche f7 · Fou blanc sur case noire g7 · Pion noir sur case blanche a6 · Pion noir sur case noire b6 · Dame noire sur case blanche c6 · Pion noir sur case blanche e6 · Pion noir sur case noire c5 · Pion noir sur case blanche d5 · Dame blanche sur case blanche h5 · Pion blanc sur case noire f4 · Pion blanc sur case blanche b3 · Pion blanc sur case noire e3 · Pion blanc sur case blanche a2 · Pion blanc sur case blanche c2 · Pion blanc sur case noire d2 · Pion blanc sur case blanche g2 · Pion blanc sur case noire h2 · Tour blanche sur case noire a1 · Tour blanche sur case blanche f1 · Roi blanc sur case noire g1 | 1 |
|   | a | b | c | d | e | f | g | h |   |

15. Fxh7+! Rxh7 16. Dxh5+ Rg8 17. Fxg7!! (diagramme)
La pointe de la combinaison à sacrifices ! Si f7-f6, alors la Tf1 monte sur la colonne f. Après la prise du fou, le roi est nu. Les autres pièces noires, en surnombre mais coincées derrière les pions, ne peuvent lui apporter une aide efficace sans se sacrifier.
17...Rxg7 18. Dg4+ Rh7 19. Tf3 e5 20. Th3+ Dh6
Si les Noirs pouvaient maintenir l'équilibre matériel, ils pourraient encore se défendre, mais Lasker a vu plus loin.
21. Txh6+ Rxh6 22. Dd7
Les jeux sont faits, les Blancs pourront prendre des pièces noires sans compensation. La partie continue comme suit.
22...Ff6 23. Dxb7 Rg7 24. Tf1 Tab8 25. Dd7 Tfd8 26. Dg4+ Rf8 27. fxe5 Fg7 28. e6 Tb7 29. Dg6 f6 30. Txf6! Fxf6 31. Dxf6+ Re8 32. Dh8 Re7 33. Dg7+ Rxe6 34. Dxb7 Td6 35. Dxa6 d4 36. exd4 cxd4 37. h4 d3 38. Dxd3 Les Noirs abandonnent.